# Messina
Messina (AFI: [mesˈsiːna] ; Missina in siciliano) è un comune italiano di 216 642 abitanti capoluogo dell'omonima città metropolitana in Sicilia. È il terzo comune siciliano per abitanti dopo il capoluogo Palermo e Catania, nonché il tredicesimo comune italiano per popolazione e la terza città non capoluogo di regione più popolosa d'Italia. Sorge nei pressi dell'estrema punta nordorientale della Sicilia (Capo Peloro) sullo stretto che ne porta il nome. Il suo porto, da millenni uno dei principali crocevia commerciali del Mediterraneo e solo in epoca contemporanea divenuto scalo dei traghetti per il continente, è il primo in Italia per numero di passeggeri in transito. La sede universitaria di Messina è importante e storica: la "Studiorum Universitas" fu fondata nel 1548 da sant'Ignazio di Loyola.
Fondata dai Siculi con il nome di Zancle nel 757 a.c., che nella loro lingua significava falce, venne popolata in seguito da coloni greci venendo rinominata Messana. Fu un'importante città romana e poi greco-bizantina, ma nell'843 venne completamente distrutta dagli arabi. Quasi abbandonata durante il periodo islamico, risorse in età normanna e raggiunse l'apice della sua grandezza fra il tardo Medioevo e la metà del XVII secolo, quando contendeva a Palermo il ruolo di capitale del Regno di Sicilia. Messa a ferro e fuoco nel 1678 dopo una storica rivolta antispagnola che comportò l'annientamento della sua classe dirigente, venne gravemente danneggiata da un terremoto nel 1783. Fu assediata durante la rivoluzione siciliana del 1848 contro Ferdinando II di Borbone, subendo gravi danni. Nel 1908 un altro disastroso terremoto distrusse la città quasi per intero, provocando la morte di circa metà della popolazione. Ricostruita a partire dal 1912, spesso in stile Liberty, la città moderna si presenta con una maglia ordinata e regolare di vie ampie e rettilinee in direzione nord-sud. Essendo un obiettivo strategico, la città dello stretto fu pesantemente bombardata dagli alleati nel 1943 durante lo sbarco in Sicilia, venendo colpita da circa 6500 tonnellate di esplosivo in circa 2800 bombardamenti aerei e 4 bombardamenti navali. Tale evento fece guadagnare alla città la medaglia d'oro al valor militare.

## Geografia fisica

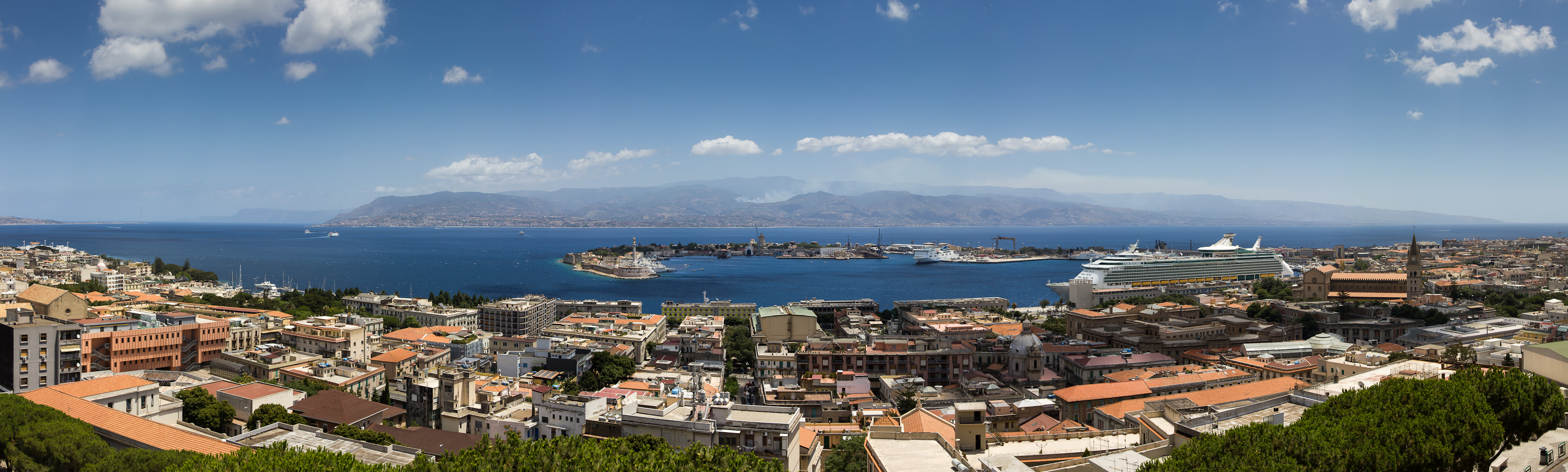
Veduta panoramica di Messina e dello stretto

### Territorio

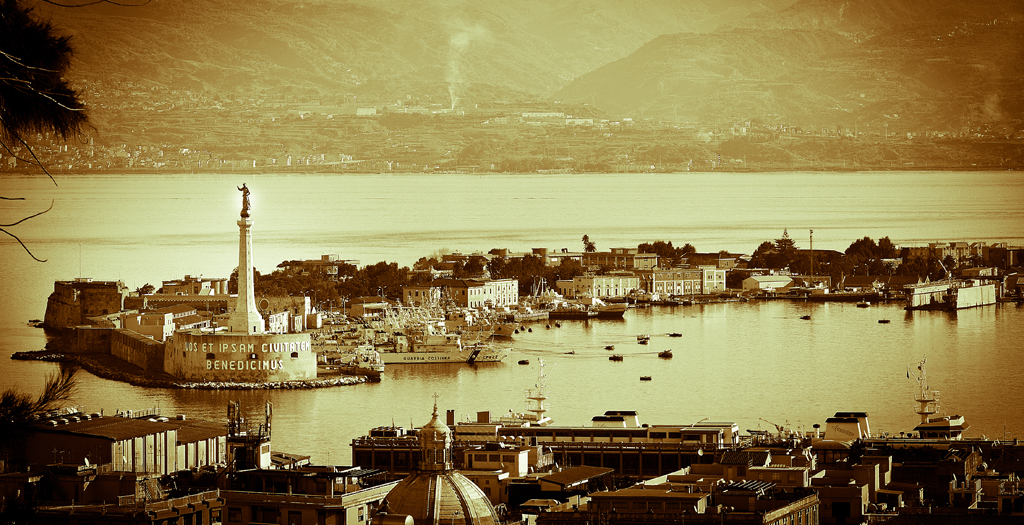
Lo stretto di Messina visto dal Santuario di Montalto

Situata nell'angolo nord est della Sicilia, sulla sponda occidentale dello stretto di Messina (Mar Ionio)— altitudine 3 metri s.l.m.— si estende per 213,75 km² di superficie comunale. La sua estensione sulla costa (56 km dalla costa di Giampilieri a sud a quella di Orto Liuzzo a nord), che ne fa la città più "lunga" e più marittima d'Italia.
Il comune si situa a 96 km da Catania e 223 km da Palermo, stretta tra le coste ionica e tirrenica e i monti Peloritani, si affaccia con il suo grande porto naturale, militare e commerciale, chiuso dalla penisoletta a forma di falce di San Raineri, di fronte a Villa San Giovanni e poco più a nord rispetto a Reggio Calabria. Capo Peloro, nella zona nord della città, è invece dirimpettaio di Scilla. In queste acque è localizzato il mito di Scilla e Cariddi, i cui gorghi sono paragonati alla pena delle anime dell'inferno che girano in tondo e si urtano in eterno ("qui la gente riddi").
(Dante Alighieri, Divina commedia, VII canto dell'Inferno.)

Un'epoca del Neogene, frazione del Miocene superiore, periodo noto come quello in cui il Mediterraneo aumentò la sua salinità in seguito alla chiusura dello Stretto di Gibilterra, prende il nome di Messiniano dal ritrovamento a Messina delle sue rocce caratteristiche, le evaporiti;

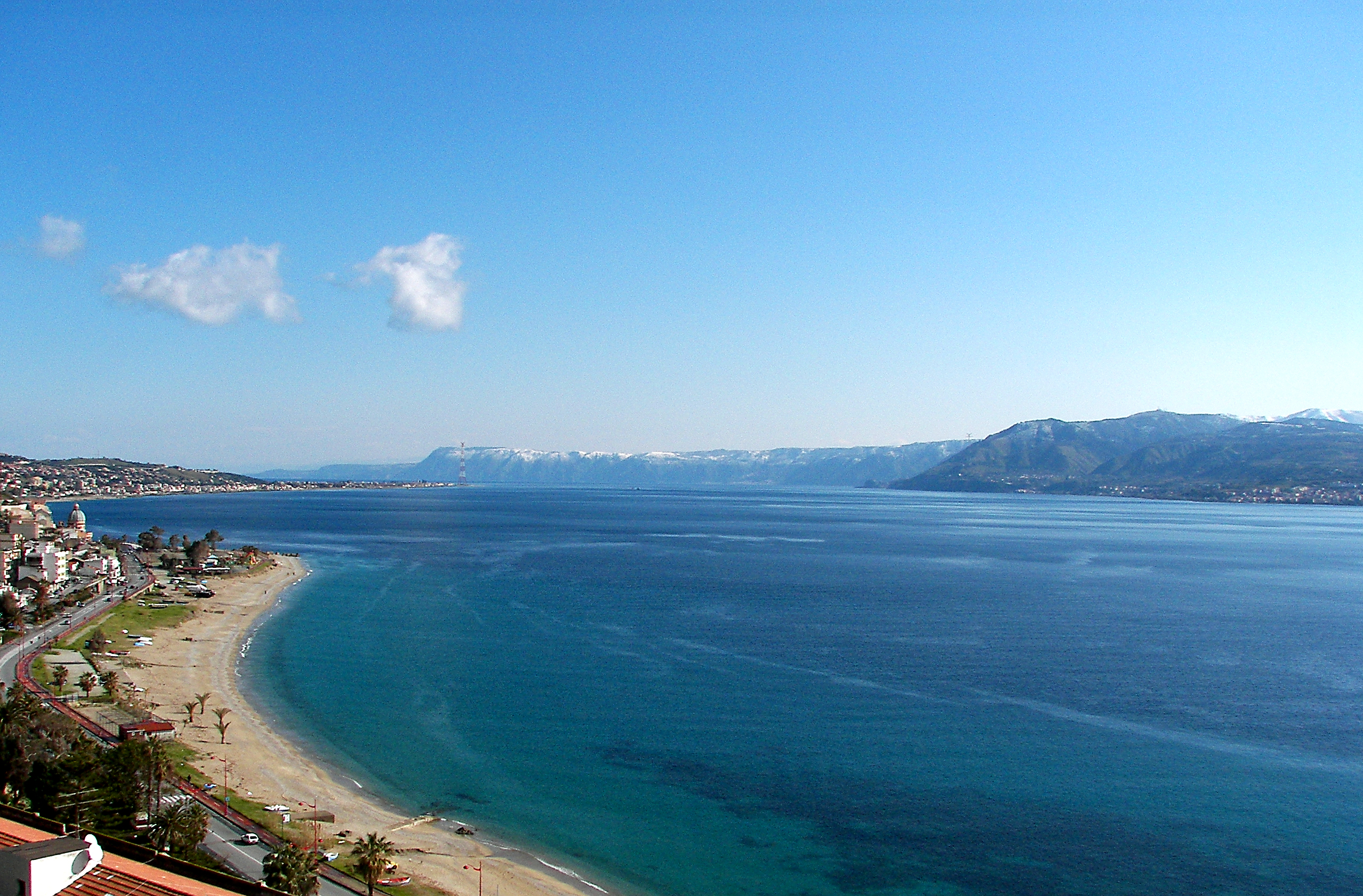
Lo stretto di Messina, visto dalla zona nord della città

Dal livello del mare, all'interno dello stesso comune, è possibile salire sino a 1 127 metri s.l.m., tramite i colli che sovrastano la città, al monte Dinnammare, dal latino "bimaris", due mari. Da qui la vista spazia sui due mari della città, lo lonio, sullo stretto di Messina e il Tirreno. Ad est, è possibile vedere l'intera città di Messina, mentre al di là del mare la Calabria dal suo punto più meridionale sino a Pizzo Calabro, in provincia di Vibo Valentia. Nelle giornate più limpide, da Messina Nord è possibile scorgere anche la forma triangolare di Monte Cocuzzo, in provincia di Cosenza. A sud, è nettamente visibile l'imponente vista dell'Etna. A nord ovest, le isole Eolie e la costa tirrenica con Capo Milazzo, Capo Tindari e Capo Calavà di Gioiosa Marea.
La città si sviluppa prevalentemente in senso longitudinale lungo la costa dello stretto senza soluzione di continuità da Giampilieri Marina a Capo Peloro per 32 km nella fascia jonica. La fascia tirrenica, di 24 km, si estende da Capo Peloro a Ponte Gallo. L'area urbana centrale, che può essere racchiusa tra i torrenti Annunziata e San Filippo, oggi coperti dal piano stradale, è lunga circa 12 km, con scarsa propensione verso ovest dovuta ai contrafforti collinari dei Peloritani, che impediscono lo sviluppo di un ampio reticolato urbano geometrico in tale direzione. L'estrema vicinanza dei monti conferisce alla parte occidentale della città una certa pendenza, superata con scalinate e attraversata dalla panoramica circonvallazione situata a monte. Sono presenti verso l'interno, numerose "intrusioni urbane", in corrispondenza delle brevi pianure dei torrenti, che tendono a inglobare come quartieri alcuni dei più antichi casali del territorio cittadino, i cosiddetti "Villaggi", attualmente 48.
Messina è situata al centro di una zona agricola, con una consistente produzione di agrumi, tra cui il limone, l'arancio, il mandarino e il mandarancio o clementina, frutta, ortaggi, del vino D.O.C. Faro e, dal 2016, della birra (DOC 15 e Birra dello Stretto). Dal 1548 la città è sede universitaria, dell'Arcidiocesi Protometropolitana di Messina - Lipari - Santa Lucia del Mela e dell'Archimandritato del Santissimo Salvatore e di un'antica Fiera Internazionale di Messina conclusa nel 2013. Il porto era sede di un antico Arsenale militare ed è tuttora sede dei cantieri navali Rodriquez, ora Intermarine, e Palumbo.

### Clima
Secondo la classificazione dei climi di Köppen, la città fa parte della fascia climatica Csa, un clima caldo e molto secco in estate e mite e piovoso nel semestre invernale. Detto anche clima mediterraneo, con escursioni termiche decisamente contenute in ogni stagione.
L'inverno, breve, presenta rari episodi di freddo che in sparuti casi può portare anche la neve nell'entroterra della città. L'ultimo episodio nevoso si è verificato il 7 gennaio 2017, preceduto dall'evento del 31 dicembre 2014 e prima ancora da quello del 30 gennaio 1999.
L'estate, calda, grazie alle brezze marine non è particolarmente afosa. Infatti il valore medio di umidità tende a essere più basso durante le ore più calde della giornata. Inoltre la presenza del mare tende a contenere i valori massimi di temperatura; soltanto in presenza di venti meridionali (durante le maggiori ondate di calore) si raggiungono i 40 °C, e in questi casi i tassi di umidità sono molto alti giungendo ad oltre l'80%.
Le precipitazioni sono consistenti; infatti Messina è tra i comuni medio-grandi isolani, la città costiera più piovosa della Sicilia. Una media pluviometrica annuale di 846,9 mm pone la città dello stretto oltre le medie italiane. Le precipitazioni sono concentrate prevalentemente tra l'autunno e l'inverno ma nella stagione estiva non mancano alcuni temporali. Le abbondanti piogge messinesi derivano da diversi fattori e in particolare ai rilievi relativamente alti prossimi alla zona su cui sorge la città, in Sicilia i Nebrodi orientali e i Peloritani, in Calabria l'Aspromonte, rilievi che provocano frequenti fenomeni da stau e alla presenza di due mari, lo Ionio e il Tirreno, che creano frequenti condizioni favorevoli alle precipitazioni.
| Messina (1909-2017)             | Mesi        | Mesi        | Mesi        | Mesi        | Mesi        | Mesi        | Mesi        | Mesi        | Mesi        | Mesi        | Mesi        | Mesi        | Stagioni | Stagioni | Stagioni | Stagioni | Anno  |
| Messina (1909-2017)             | Gen         | Feb         | Mar         | Apr         | Mag         | Giu         | Lug         | Ago         | Set         | Ott         | Nov         | Dic         | Inv      | Pri      | Est      | Aut      | Anno  |
| ------------------------------- | ----------- | ----------- | ----------- | ----------- | ----------- | ----------- | ----------- | ----------- | ----------- | ----------- | ----------- | ----------- | -------- | -------- | -------- | -------- | ----- |
| T. max. media (°C)              | 14,4        | 14,7        | 16,1        | 18,3        | 22,5        | 26,8        | 30,0        | 30,5        | 27,5        | 23,2        | 18,8        | 15,8        | 15,0     | 19,0     | 29,1     | 23,2     | 21,6  |
| T. min. media (°C)              | 10,1        | 9,8         | 10,9        | 12,5        | 16,4        | 20,4        | 23,4        | 24,2        | 21,5        | 17,8        | 14,1        | 11,6        | 10,5     | 13,3     | 22,7     | 17,8     | 16,1  |
| T. max. assoluta (°C)           | 24,6 (1979) | 25,8 (1979) | 32,0 (2001) | 29,6 (2008) | 33,6 (2006) | 43,4 (2007) | 43,6 (1998) | 41,8 (2006) | 40,5 (1924) | 36,4 (1999) | 29,2 (2004) | 26,6 (2010) | 26,6     | 33,6     | 43,6     | 40,5     | 43,6  |
| T. min. assoluta (°C)           | 0,2 (1962)  | −0,1 (1929) | −0,2 (1949) | 4,3 (1935)  | 7,5 (1954)  | 12,4 (2006) | 15,3 (1926) | 14,4 (1929) | 12,5 (1926) | 7,5 (1930)  | 5,1 (1925)  | 0,8 (2014)  | −0,1     | −0,2     | 12,4     | 5,1      | −0,2  |
| Giorni di calura (Tmax ≥ 30 °C) | 0           | 0           | 0           | 0           | 3           | 12          | 16          | 20          | 10          | 0           | 0           | 0           | 0        | 3        | 48       | 10       | 61    |
| Giorni di gelo (Tmin ≤ 0 °C)    | 0           | 0           | 0           | 0           | 0           | 0           | 0           | 0           | 0           | 0           | 0           | 0           | 0        | 0        | 0        | 0        | 0     |
| Precipitazioni (mm)             | 102,9       | 100,2       | 83,4        | 68,3        | 33,8        | 12,7        | 20,0        | 25,6        | 63,9        | 113,7       | 119,5       | 102,9       | 306,0    | 185,5    | 58,3     | 297,1    | 846,9 |
| Giorni di pioggia               | 11          | 10          | 9           | 9           | 4           | 2           | 2           | 3           | 6           | 9           | 11          | 11          | 32       | 22       | 7        | 26       | 87    |
| Giorni di nebbia                | 0           | 0           | 0           | 0           | 0           | 0           | 0           | 0           | 0           | 0           | 0           | 0           | 0        | 0        | 0        | 0        | 0     |
| Umidità relativa media (%)      | 73          | 71          | 69          | 68          | 67          | 64          | 64          | 66          | 69          | 71          | 74          | 73          | 72,3     | 68       | 64,7     | 71,3     | 69,1  |

## Origini del nome
- Dankle o Zankle (Ζάγκλης), termine siculo che designa la "falce" che caratterizza la singolare forma del porto naturale, in età pre-greca e greca fino ad Anassila;
- Messene (Μεσσήνη), nome che fu dato alla città in età greca da Anassila, tiranno di Reggio, quando vi insediò dei profughi provenienti dalla Messenia agli inizi del V secolo a.C.;
- Messana, in età romana;

Infine Messina, dall'età bizantina a oggi.

## Storia
(antico motto della città)

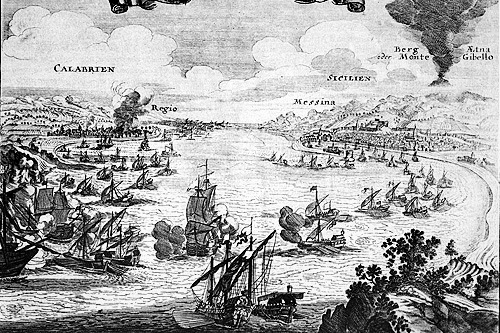
Lo stretto di Messina in un'antica incisione

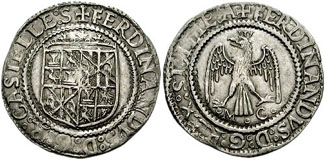
Tarì d'argento di Ferdinando il Cattolico, re di Spagna e Sicilia (1479-1516) coniato nella zecca di Messina

Abitata fin da tempi molto remoti dai Sicani e poi dai Siculi che la nominarono Zancle, Messina fu rifondata dopo il 750 a.C. da coloni Cumani e da Calcidesi, anno di fondazione della stessa Cuma; tuttavia non mancano studiosi, anche contemporanei, che si affidano alla cronologia, non del tutto affidabile, avanzata da Eusebio di Cesarea, il quale ne suggerisce l'erezione nel 757 a.C. Sulla base di questa discussa fondazione risulterebbe antecedente alla apoikia, colonia greca, di Naxos e pertanto sarebbe, contrariamente a quanto asserito dalla pluralità delle fonti antiche, la prima in Sicilia. Fondata con il nome di Zancle, dal greco Ζὰγκλης, che riprende un termine siculo che significa "falce", perché la penisola di San Raineri, porto naturale della città, somiglia a una falce. Assunse il nome di Messene quando Anassilao di Reggio, intorno al 491 a.C., la conquista ai danni dei Milesii, dei Samii, e dall'esercito di Ippocrate di Gela, e la ripopola con, tra gli altri, elementi provenienti dalla Messenia.
Già dai primi anni del V secolo a.C. entrò a fare parte dell'Arcontato di Sicilia, entità statale monarchica istituita dal Tiranno siracusano Dionisio I, unificando tutte le poleis siceliote della Sicilia centro-orientale e della Calabria meridionale, sotto l'egemonia di Siracusa, che diventò un vero e proprio regno siceliota nel 304 a.C. con Agatocle. Nella seconda metà del III secolo a.C., Messina venne occupata dai Mamertini, mercenari che avevano combattutto per Re Agatocle.
I Romani la conquistarono nel 264 a.C. e nel 241 a.C. la ribattezzarono Messana, dopo la vittoria nella prima guerra punica e dopo la caduta dell'Impero romano d'Occidente fu prima in possesso dei Bizantini che la ribattezzarono Messina, dagli Arabi che la conquistarono nell'843 d.C. Nel 1061 venne conquistata dai Normanni, con l'aiuto di Ruggero I d'Altavilla.
Con la nascita, nel 1130, del Regno di Sicilia, durante le Dinastie degli Altavilla, degli Svevi, degli Angiò e degli Aragona-Sicilia, Messina raggiunse grande prosperità, divenendo capitale del Regno di Sicilia assieme a Palermo. La città, col suo fiorente porto fu anche legata alla lega anseatica.
Dal porto di Messina sono partite due importantissime spedizioni militari: per la terza crociata (1189-1192) e per la battaglia di Lepanto (1571) guidata da Don Giovanni D'Austria.
Nel 1674 si ribellò alla Spagna; nella repressione che ne seguì la città perse ogni forma d'autonomia, senato compreso. 
Nel XVII secolo, con una popolazione di oltre 120 000 abitanti, Messina fu tra le dieci più grandi città d'Europa. Fu colpita da un grave terremoto nel 1783. Entrò a far parte del Regno d'Italia dopo la spedizione dei Mille garibaldina del 1860.
Il ministro Giuseppe Natoli riportò Messina ai fasti del passato, appena eletto deputato di Messina al neocostituito Parlamento siciliano fece approvare una mozione, il 31 marzo 1848, per restituire a Messina il porto franco soppresso sessant'anni prima dai Borboni; la proposta fu approvata all'unanimità. Il biologo russo Il'ja Il'ič Mečnikov scoprì la fagocitosi in città nel 1882. 
Nel 1908 la città subì un altro terribile terremoto che distrusse gran parte della città e in seguito, tra il 1942 e il 1943 fu devastata dai bombardamenti della seconda guerra mondiale, che causarono oltre 500 vittime civili. Durante i bombardamenti, essendo stata Messina ricostruita dopo il terremoto del 1908 con criteri antisismici, molti palazzi rimasero incredibilmente stabili nonostante le quantità di esplosivo alle quali erano stati esposti, e, a causa di ciò, gli aviatori britannici e statunitensi notarono dall'alto la città deserta ma ancora straordinariamente integra e la soprannominarono Ghost City (città fantasma). Dal 1º al 3 giugno 1955 si tenne in città la cosiddetta "Conferenza di Messina", alla base del trattato di Roma e della moderna Unione europea.

### Terremoti

#### 1783

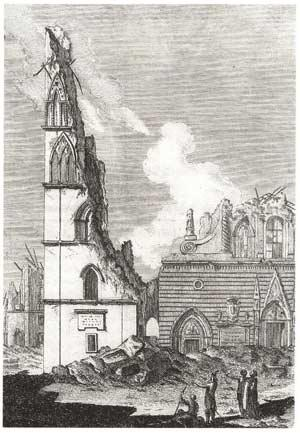
Il Duomo di Messina danneggiato dal sisma del 1783

Con "terremoto della Calabria meridionale del 1783" (anche denominato terremoto di Reggio e Messina del 1783) si designa un'intensa sequenza sismica che colpì l'area dello stretto di Messina e la Calabria meridionale, culminando con 5 forti scosse, superiori a Mw 5,9, tra il 5 febbraio e il 28 marzo 1783. Fu la più grande catastrofe che colpì il Mezzogiorno nel XVIII secolo. Oltre a causare danni immensi radendo al suolo le città di Reggio e Messina e provocando maremoti, il terremoto ebbe effetti duraturi sia a livello politico (l'istituzione della cassa sacra e il primo regolamento antisismico d'Europa), sia a livello economico e sociale.
L'unica zona della Sicilia ad essere colpita dal terremoto fu Messina, dove restò in piedi solo la Cittadella, e morirono circa 650 persone. Riporta una relazione del tempo:
Goethe a quattro anni di distanza dall'evento durante il suo Viaggio in Italia giunge a Messina raccontando di una città ancora in rovina con gli abitanti costretti a vivere nelle baracche site nella parte settentrionale della città. 
(Johann Wolfgang von Goethe, 11 maggio 1787)

#### 1908

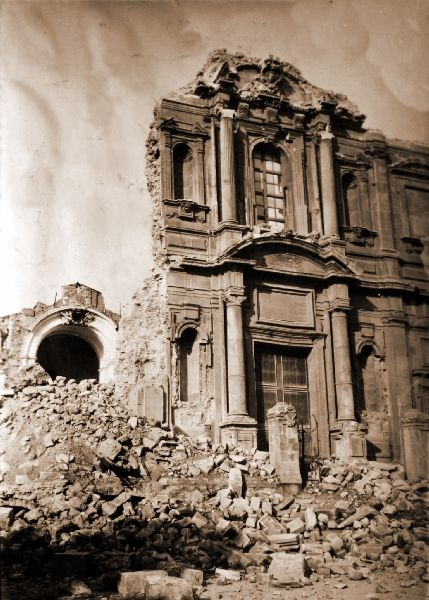
La chiesa di S. Giovanni di Malta dopo il sisma del 1908

Il terremoto di Messina è considerato uno degli eventi più catastrofici del XX secolo. L'evento si verificò alle ore 05:21 del 28 dicembre 1908 e in 37 secondi danneggiò gravemente la città causando migliaia di vittime. Nella nuvola di polvere che oscurò il cielo, sotto una pioggia torrenziale e al buio, i sopravvissuti, colti di sorpresa, non riuscirono a rendersi conto immediatamente dell'accaduto. Alcuni si diressero verso il mare, altri rimasero nei pressi delle loro abitazioni, nel tentativo di portare soccorso a familiari e amici. Qui furono colti dalle esplosioni e dagli incendi causati dal gas che si sprigionò dalle tubature interrotte. Gli incendi si estesero, mandando in fiamme case, edifici e palazzi ubicati nelle vicinanze della costa.
Ai danni provocati dalle scosse sismiche e a quello degli incendi si aggiunsero quelli causati da un fortissimo maremoto. Esso si riversò sulle zone costiere di tutto lo stretto di Messina con ondate devastanti stimate, in base alle località, tra i 6 m e i 12 m di altezza. Provocò molte vittime fra coloro che si erano ammassati sulla riva del mare. Nel loro ritirarsi, le onde risucchiarono barche, cadaveri e feriti. Alcune navi alla fonda furono danneggiate, altre riuscirono a mantenere gli ormeggi entrando in collisione l'una con l'altra ma subendo danni limitati. Il villaggio del Faro situato a pochi chilometri da Messina andò quasi integralmente distrutto. La forza delle onde spazzò via le case situate nelle vicinanze della spiaggia anche in altre zone. Le località più duramente colpite furono Pellaro, Lazzaro e Gallico sulle coste calabresi; Briga e Paradiso, Sant'Alessio e le altre località fino a Riposto sulle coste siciliane.
Gravissimo fu il numero delle vittime: Messina, che all'epoca contava circa 140 000 abitanti, ne perse circa 70 000. Al tragico terremoto del 1908 è legata una pagina significativa dell'amicizia fra la città e il popolo russo. I primi soccorritori giunti a Messina, infatti, furono proprio i marinai della flotta imperiale russa, che si trovava nel porto di Augusta per delle esercitazioni.

#### Altri terremoti tra Messina e vicinanze
Altre scosse di media entità sono avvenute nelle seguenti date: il 6 gennaio 1975 (magnitudo 4.8 nello Stretto di Messina), 11 marzo 1978 (magnitudo 5.5 a Ferruzzano, in provincia di Reggio Calabria), 15 aprile 1978 (magnitudo 6.1 a Patti), il 23 luglio 1995 (magnitudo 4.1 nelle Isole Eolie), il 29 ottobre 2002 (magnitudo 4.4 a Santa Venerina, nella provincia nord di Catania), il 5 luglio 2007 (magnitudo 5.2, nelle Isole Eolie), il 24 giugno 2011 (magnitudo 4.1 nella costa tirrenica occidentale in provincia di Messina), il 28 agosto 2012 (magnitudo 4.6 nello Stretto di Messina), il 4 gennaio 2013 (magnitudo 4.3 sui Monti Nebrodi), il 23 dicembre 2013 (magnitudo 4.0 nello Stretto di Messina), l'8 marzo 2014 (magnitudo 4.0, sui Monti Nebrodi), il 26 dicembre 2018 (magnitudo 4.9 a Viagrande,nella provincia nord di Catania), il 5 luglio 2023 (magnitudo 4.0, tra i Monti Nebrodi e l'Etna).

### Alluvione del 2009
Il pomeriggio del 1º ottobre 2009 la città di Messina in particolare nella frazione di Giampilieri, assieme al comune limitrofo di Scaletta Zanclea, è stata colpita da una terribile alluvione dalle conseguenze drammatiche: centinaia di edifici gravemente danneggiati o distrutti, danni importanti alle infrastrutture (strade, ponti, ferrovie) e un pesante tributo di vite umane: 37 morti, quasi 102 feriti e 6 dispersi.

### Simboli
Lo stemma e il gonfalone della città di Messina hanno conformazione indicata nel decreto di riconoscimento del 1º maggio 1942 e adeguato al successivo decreto legislativo luogotenenziale 26 ottobre 1944, n. 313. Lo stemma della città di Messina è araldicamente così descritto: "Scudo a testa di cavallo, di rosso alla croce d'oro, circondato da due tralci di vite al naturale fruttati d'oro, timbrato dalla corona di città".

Il Gonfalone della Città di Messina

### Onorificenze
La città di Messina ha ricevuto per la sua storia ben tre medaglie d'oro e una onorificenza straniera (Montenegro):

## Monumenti e luoghi d'interesse
Nel corso dei secoli, diversi eventi distruttivi, sia per opera umana sia naturali, hanno devastato la città, che oggi presenta un aspetto moderno, frutto soprattutto delle ultime ricostruzioni dopo il terremoto del 1908 e i bombardamenti dal 1940 al 1943. Molte delle opere d'arte e degli edifici realizzati nei secoli sono andati perduti, ma la città conserva ancora esempi monumentali di assoluta rilevanza.

### Architetture religiose

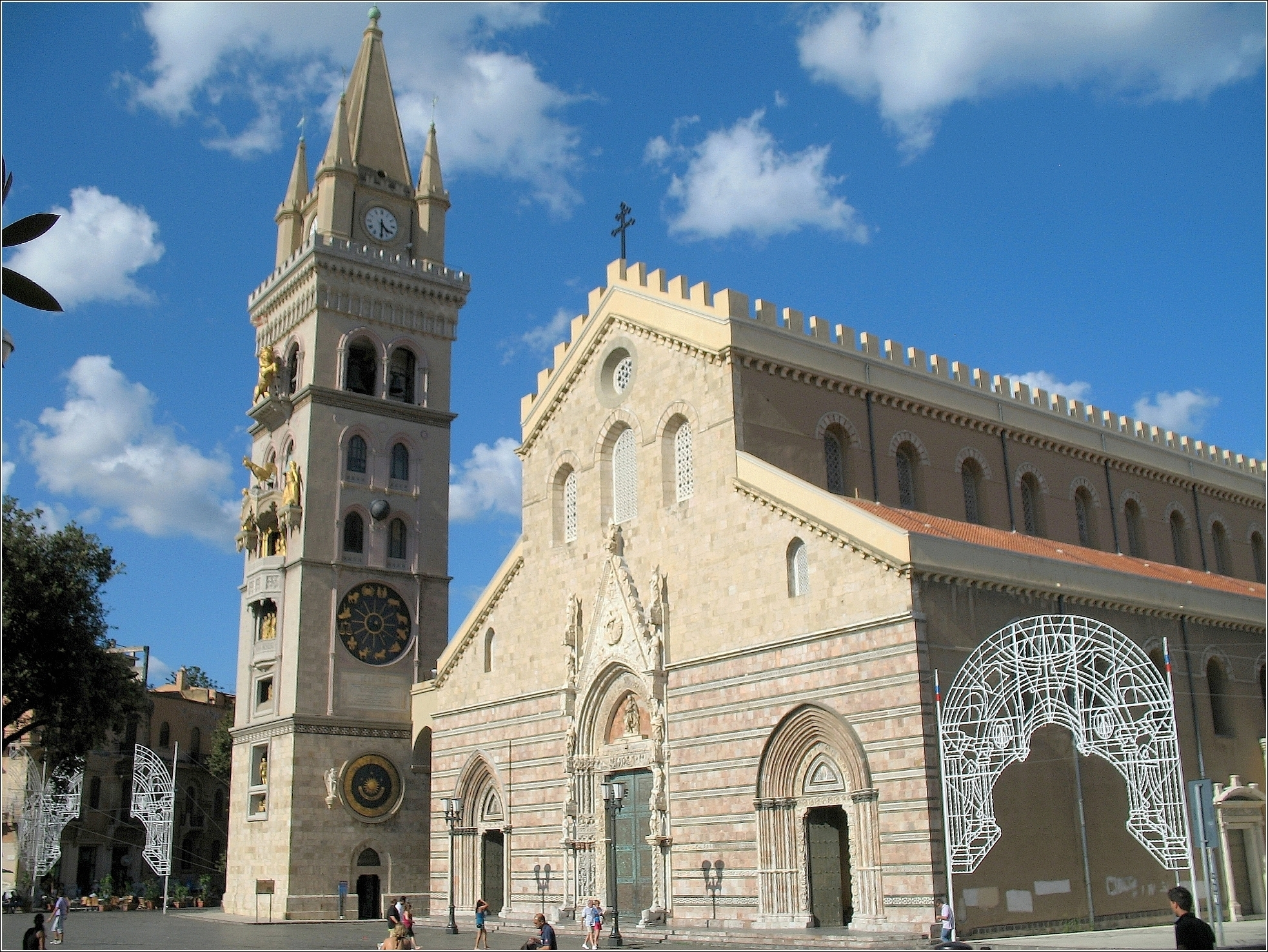
Il Duomo di Messina

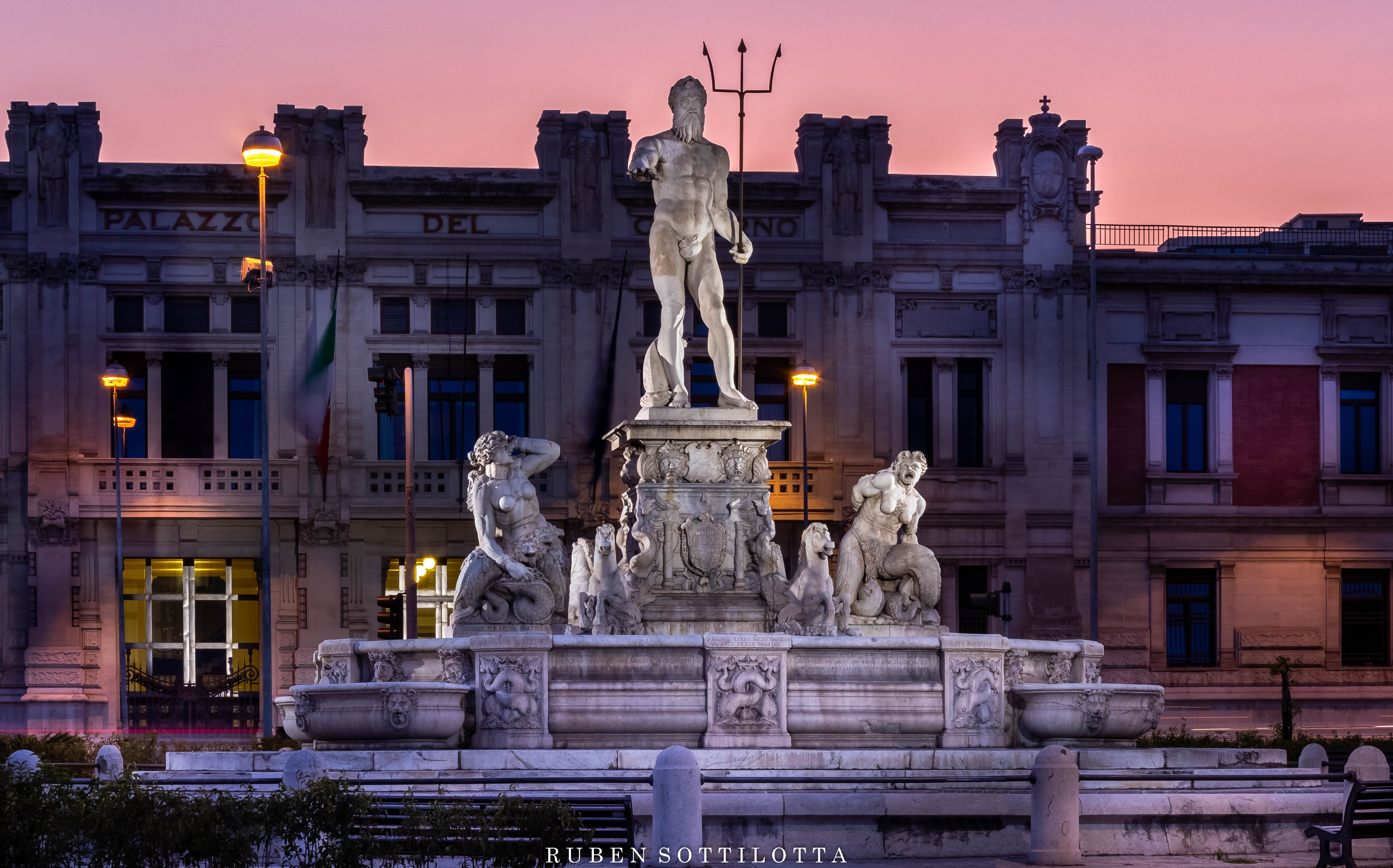
La fontana del Nettuno di fronte alla passeggiata a mare

- La Vara della Madonna dell'Assunta portata per le vie della città a FerragostoLa fontana del Nettuno di fronte alla passeggiata a mareBasilica Cattedrale Protometropolitana, dedicata a Santa Maria Assunta, normanna, costruita alla fine del XII secolo e con numerosi altri rifacimenti. Conserva numerose opere d'arte. La sua fondazione è antecedente all'invasione araba, fu profanato dai musulmani e riconsacrato nel 1192 alla presenza dell'arcivescovo Berzio, dell'imperatore Enrico VI e della moglie Costanza d'Altavilla. Lo splendido tetto ligneo, con rare raffigurazioni astronomiche, fu distrutto nel 1254 da un incendio divampato durante i funerali di Corrado IV di Svevia, figlio di Federico II di Svevia. Dal 1300 si susseguirono alcune modifiche sostanziali, che se da una parte arricchirono la cattedrale con i mosaici delle absidi, il portale e la facciata, dall'altro snaturarono l'originario aspetto normanno. Danneggiato nel prospetto dai terremoti del 1638 e del 1783, fu invece quasi interamente distrutto dal sisma del 1908, che lasciò in piedi la sola parte absidale, rimettendo tuttavia in luce molti elementi della costruzione normanna. La ricostruzione degli anni venti ripristinò l'aspetto originario e recuperò parte delle opere d'arte e dei mosaici. Un altro duro colpo alla millenaria struttura venne inferto dai bombardamenti della seconda guerra mondiale che distrussero parte dell'interno. L'edificio attuale, che si è voluto il più possibile vicino all'originale, mantiene all'esterno parti pregevoli. Sul prospetto il portale in stile gotico e i bassorilievi, sulla parte destra, le finestre quattrocentesche e un portale attribuito a Polidoro da Caravaggio. All'interno del Duomo di Messina, tripartito da una doppia fila di 13 colonne, si possono ammirare i mosaici, alcuni monumenti funebri, tra cui quello di Guidotto de Tabiatis, arcivescovo di Messina nel XIV secolo, e alcune statue di santi, pregevole il San Giovanni Battista di Antonello Gagini del 1525. Inoltre è più che degno di nota l'organo al suo interno: il secondo più grande d'Italia (il primo è quello del Duomo di Milano), e il terzo in Europa, con 5 tastiere, 170 registri, 16 000 canne distribuite nei due lati del transetto, dietro l'altare, sulla porta maggiore e sull'arco trionfale. È opera della ditta Tamburini di Crema del 1948. Il campanile, alto 90 metri e con una base di circa 10 metri, ha all'esterno il più grande e il più complesso orologio meccanico e astronomico del mondo, realizzato da una ditta di Strasburgo, fratelli Ungerer: inaugurato nel 1933, tutti i giorni a mezzogiorno le varie statue si muovono in modo spettacolare al suono dell'Ave Maria di Schubert. Le figure del campanile ricordano la Guerra del Vespro del 1282: Il Leone in cima rappresenta il Popolo Siciliano vittorioso su Carlo d'Angiò e l'esercito guelfo inviato dal papa contro la Sicilia; Dina e Clarenza rappresentano le donne di Messina che aiutarono gli uomini a difendere la città; il galletto in mezzo alle due statue femminili rappresenta l'esercito franco-papale; la chiesa che scompare ricorda il Colle della Caperrina, luogo della battaglia del 6 e 8 agosto 1282, ultimo tentativo di Carlo d'Angiò di entrare in città dalle colline a ovest. Ancora chiusa al pubblico la cripta. È stata aperta nelle giornate del FAI, ma necessita ancora del restauro della pavimentazione normanna e dell'illuminazione, cui sta lavorando la Soprintendenza, in cerca del finanziamento.[52]

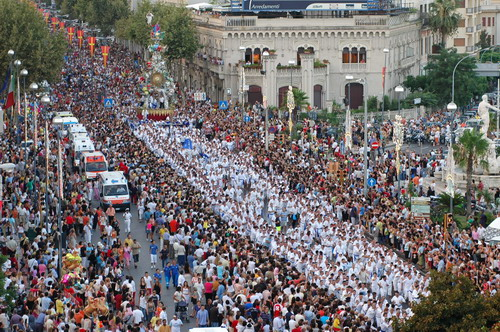
La Vara della Madonna dell'Assunta portata per le vie della città a Ferragosto

- Chiesa della Santissima Annunziata dei Catalani, il primo nome di questa chiesa fu quello di S. Maria di Castellamare e alcuni storici sostengono che la chiesa fu fondata nel XII secolo sulle rovine di un antico tempio di Nettuno. Un crollo avvenuto nel XIII secolo ne arretrò la facciata di 12 metri. In età aragonese fu cappella reale e sul finire del Quattrocento fu ceduta a cortigiani e ricchi mercanti catalani da Pietro d'Aragona, da qui il nome di Santissima Annunziata dei Catalani. La chiesa, visto il progressivo sollevamento della città dovuto ai terremoti e alle ricostruzioni, si trova oggi a oltre tre metri sotto il livello stradale. La pianta della chiesa è a basilica di tipo bizantino divisa in tre navate con un'alta cupola. L'esterno è incorniciato da due ordini di colonne con eleganti capitelli e archi intarsiati a due colori. Sui lati della navata due camminamenti conducono sopra il transetto passando attraverso eleganti bifore. All'interno sono visibili le influenze arabo-bizantine. Si trova in via Cesare Battisti, di fronte a piazza Lepanto.[53]
- Chiesa concattedrale del Santissimo Salvatore, sede dell'Archimandritato, in via San Giovanni Bosco.[54]
- Basilica Santuario di Sant'Antonio di Padova, custodisce le spoglie di Sant'Annibale Maria Di Francia. Si trova in via Cesare Battisti, all'incrocio con via Santa Cecilia.[55]
- Sacrario di Cristo Re, possiede la "Campana di Cristo Re" posta in cima alla torre ottagonale (XII secolo) del santuario. Venne fusa a Padova (fonderia Colbachini) e inaugurata il 21 agosto 1935. Ha un diametro di 2,66 m, pesa oltre 13 tonnellate ed è la terza campana d'Italia per grandezza. Ha suonato fino a qualche tempo fa a mezzogiorno, per poi far sentire i suoi rintocchi al tramonto (varia l'orario a seconda dei periodi dell'anno) in memoria dei caduti messinesi della prima e seconda guerra mondiale le cui spoglie sono conservate nel sacrario; per via di alcuni guasti nel sistema elettromeccanico non esegue i rintocchi. Si trova sul viale Principe Umberto.[56]
- Santuario della Madonna di Montalto, ricostruito dopo il terremoto. Questo Santuario è legato alla tradizione messinese; i suoi confini sono stati tracciati dal volo di una colomba bianca immediatamente dopo la cacciata da Messina degli Spagnoli. Si trova in via Dina e Clarenza.[57]
- Santuario della Madonna di Lourdes, nel 1884 inizia la costruzione, si trova in Viale Regina Margherita 39
- Chiesa di Sant'Elia, del XVI secolo, a navata unica. Si trova nella via omonima nelle vicinanze della chiesa di Santa Maria Alemanna. Presenta pregevoli stucchi interni.[58]
- Chiesa di San Francesco all'Immacolata, del XIII secolo, la seconda chiesa per dimensioni della città, in viale Boccetta.[59]
- Chiesa di San Giovanni di Malta, opera di Giacomo Del Duca, allievo di Michelangelo. Si trova nella via omonima.[60]
- Chiesa della Madonna delle Grazie a Grotte, costruita nel XVII secolo su progetto di Simone Gullì. Distrutta dal terremoto è stata ricostruita e ristrutturata riportandola al colore originario.[61]
- Chiesa di Santa Maria della Valle, detta "Badiazza", chiesa-fortezza di epoca normanna, nell'alta valle della frazione di Ritiro.[62]
- Chiesa di San Tommaso Apostolo il Vecchio, raro esempio di architettura prenormanna, in via Romagnosi.[63]
- Chiesa Santa Maria del Carmine progettata dall'architetto Cesare Bazzani (1873 – 1939), dopo che il terremoto del 28 dicembre 1908 aveva distrutto la città, venne inaugurata il 15 luglio 1931. In stile eclettico e neoclassico, e a forma di croce greca, la Chiesa ha un vano centrale dalla forma ottagonale ed è coperta da una cupola, affrescata dal pittore messinese Adolfo Romano (1894 –1972). La Chiesa, elevata alla dignità di Santuario nel 1956, contiene sette cappelle con relativi altari, fra cui quello dedicato a Sant'Alberto degli Abbati, compatrono di Messina. Nell'altare maggiore si trova la statua del Settecento che raffigura la Madonna del Carmelo nell'atto di porgere il Santo Abitino a San Simone Stock.[64]
- Chiesa di Santa Maria Alemanna, si ritiene fondata dai Cavalieri Teutonici, ordine voluto a Messina da Federico II di Svevia, risale al XIII secolo. Si tratta d'un esempio di architettura gotica siciliana. Una cronaca locale ci informa che già nel 1606 la chiesa giaceva in stato di abbandono e che nel 1612 fu quasi distrutta da un fulmine che la centrò durante un violento temporale. Il terremoto del 1783 ne continuò il disfacimento. Usata per anni come magazzino, fu risparmiata dal terribile sisma del 1908 che la lasciò quasi indenne. Il suo restauro è stato completato di recente. Da ammirare sono gli eleganti archi a sesto acuto e i capitelli scolpiti con motivi floreali e figure mostruose. I portali originali si trovano al Museo cittadino che si trova in via Sant'Elia.[65]
- Santuario di Santa Maria Consolata si trova in Via don Luigi Orione 1.
- Santuario di Santa Maria di Pompei si trova in Viale Regina Margherita.

Altre chiese sono state distrutte dal terremoto del 1908:
- Sinagoga di Messina, eretta tra il XII e il XIII secolo e trasformata in Chiesa di San Filippo Neri, poi distrutta dal terremoto del 1908.
- Chiesa della Santissima Annunziata, su progetto del Guarino Guarini, che venne distrutta dal terremoto del 1908.
- Chiesa di Santa Maria della Scala, del 1723, che venne distrutta dal terremoto del 1908.
- Chiesa di San Gregorio, del XVI secolo. Il campanile dalla caratteristica forma elicoidale si edificò nel 1717 su progetto del Juvarra. Ancora nel 1743 Pietro Passalacqua adornò la facciata della chiesa su disegni di Filippo Juvarra. Venne distrutta dal terremoto del 1908.
- Chiesa delle Anime del Purgatorio, opera di Raffaello Margarita del 1750, che venne distrutta dal terremoto del 1908.
- Chiesa di Santa Teresa, opera di Matteo de Maria del 1810, che venne distrutta dal terremoto del 1908.

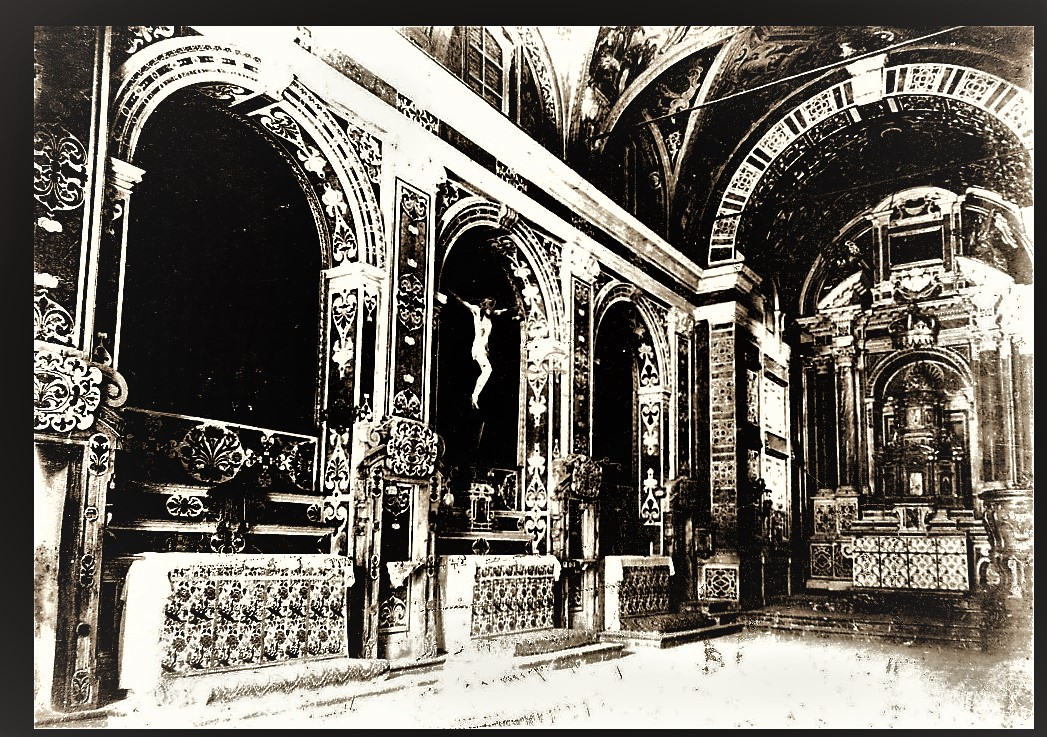
Chiesa di San Paolo, Messina, prima 1908

- Chiesa di San Paolo, distrutta dal terremoto del 1908.[66]

### Architetture civili
Alcuni palazzi cittadini

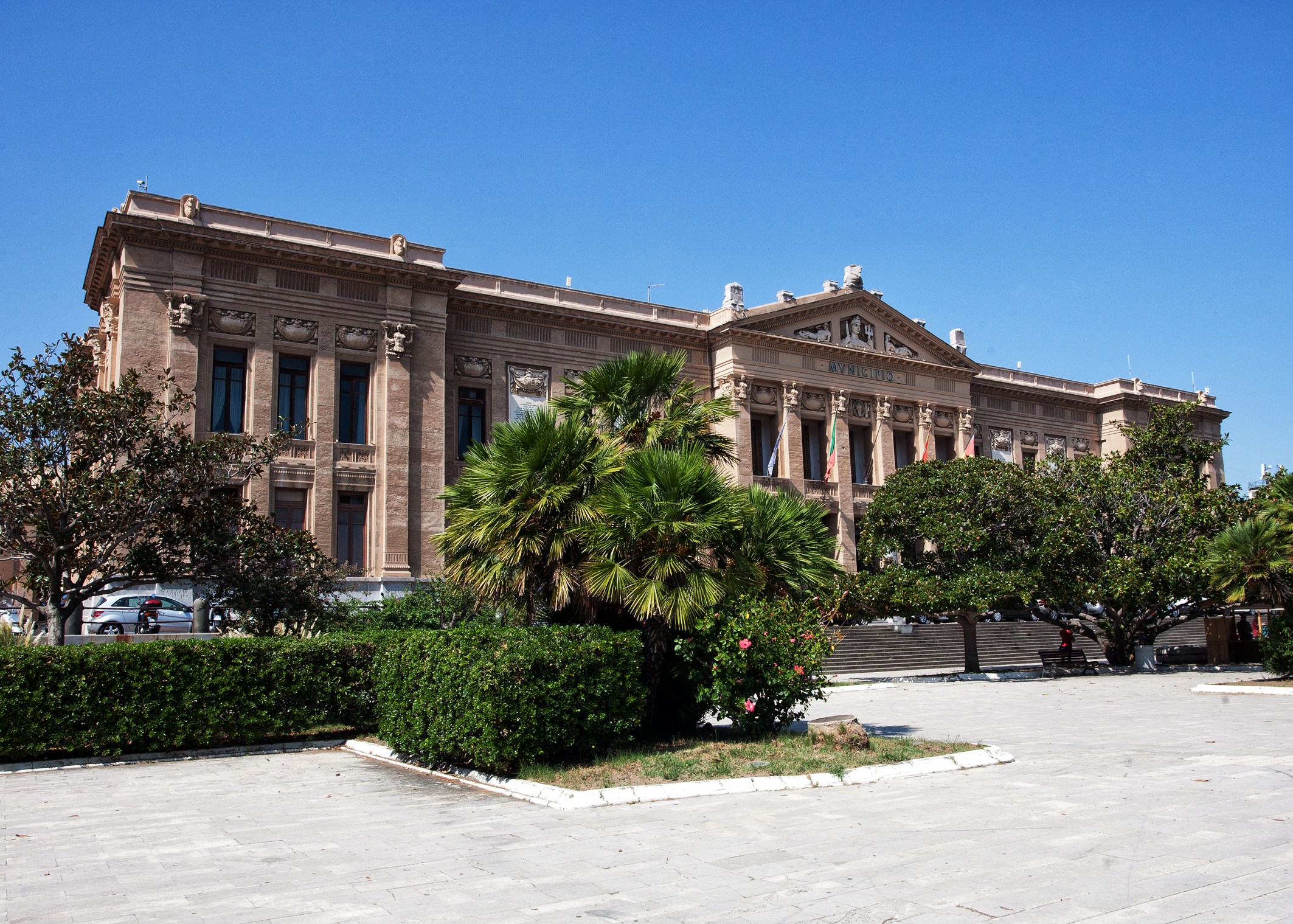
Palazzo Zanca, sede del Comune della città
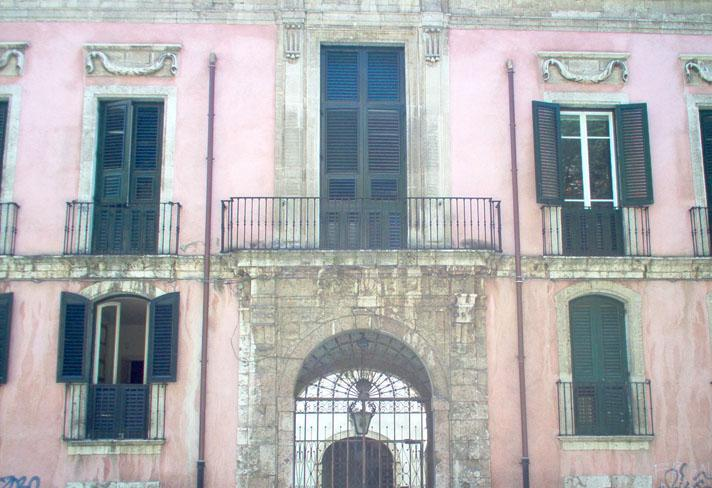
Palazzo Calapaj-D'Alcontres

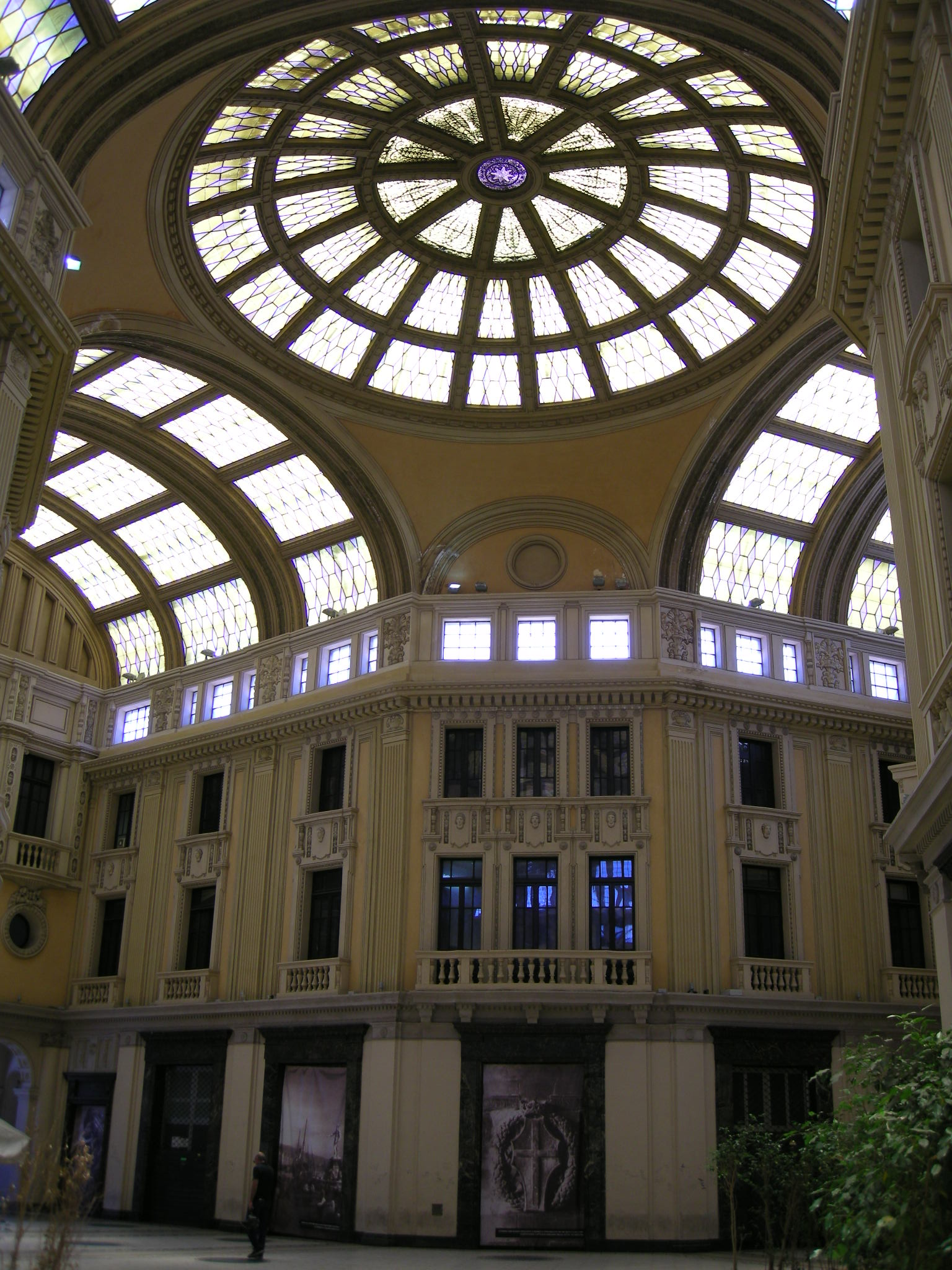
Galleria Vittorio Emanuele III
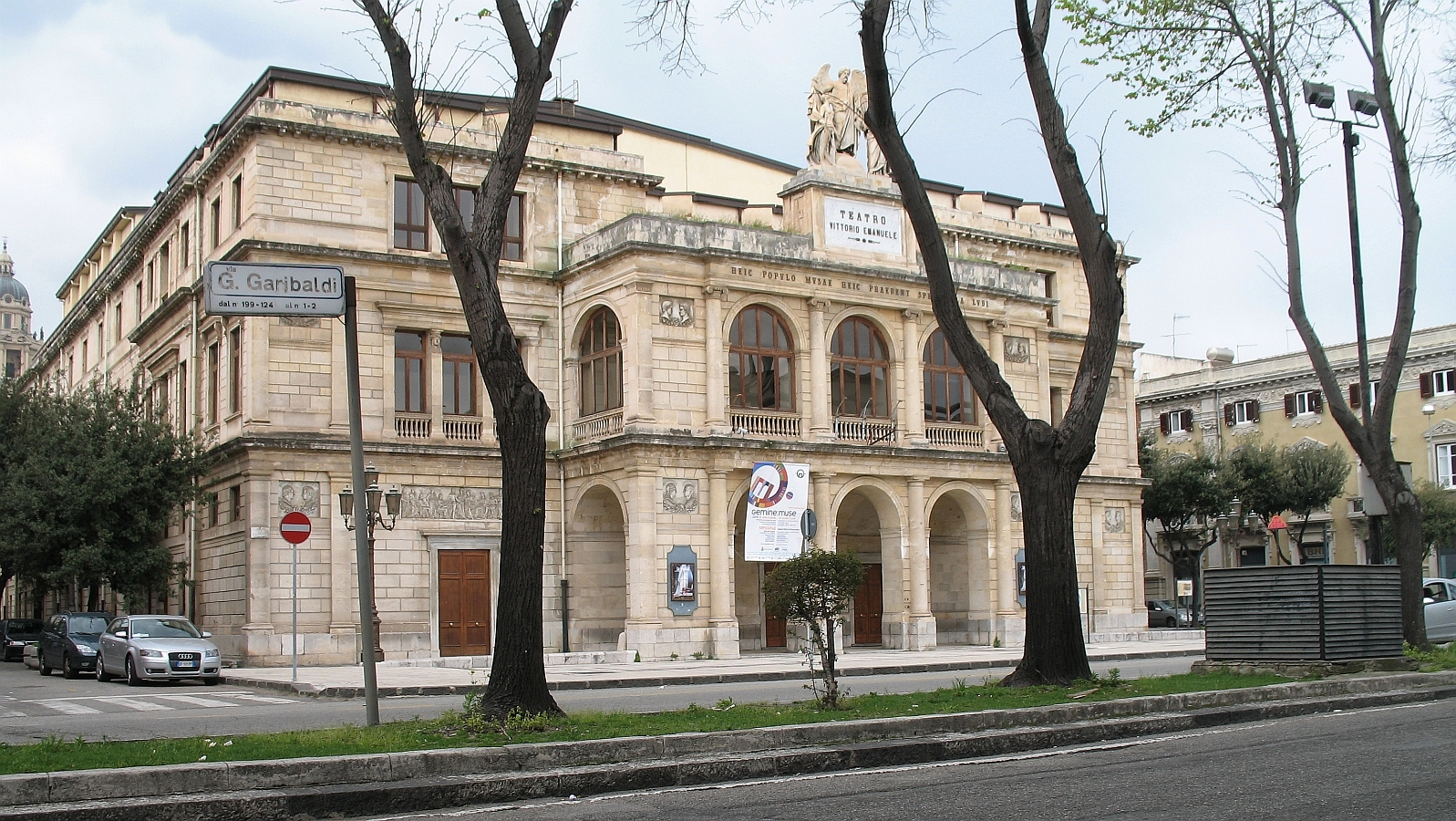
Teatro Vittorio Emanuele

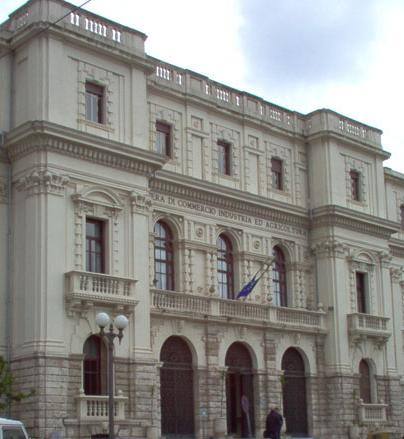
Palazzo della Camera di commercio

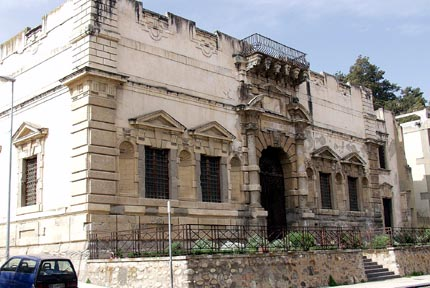
Monte di Pietà
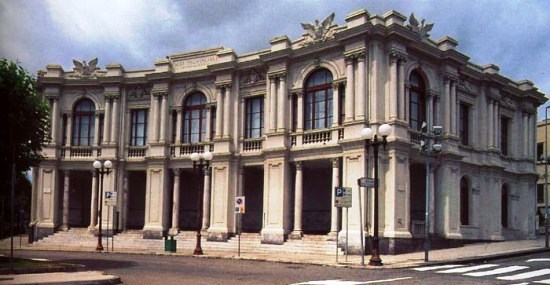
Palazzo della Provincia

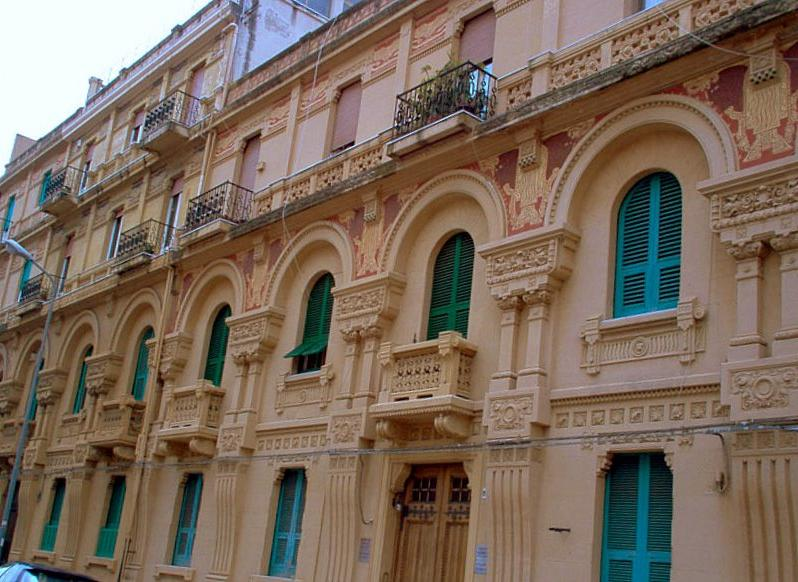
Palazzo Tremi
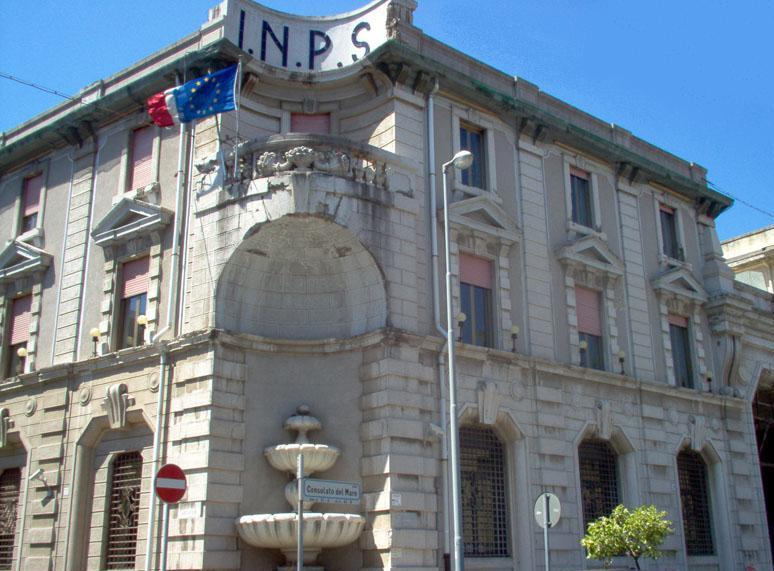
Palazzo dell'INPS

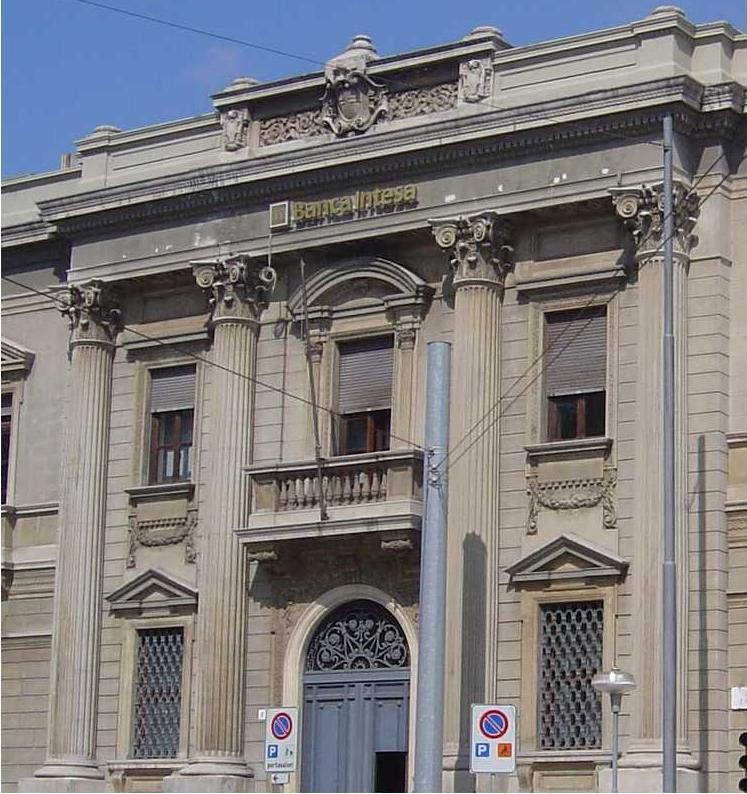
Palazzo della Banca Commerciale
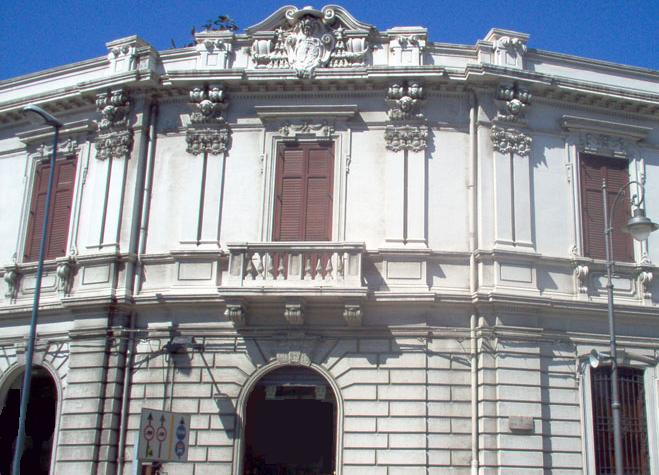
Palazzo Arcivescovile

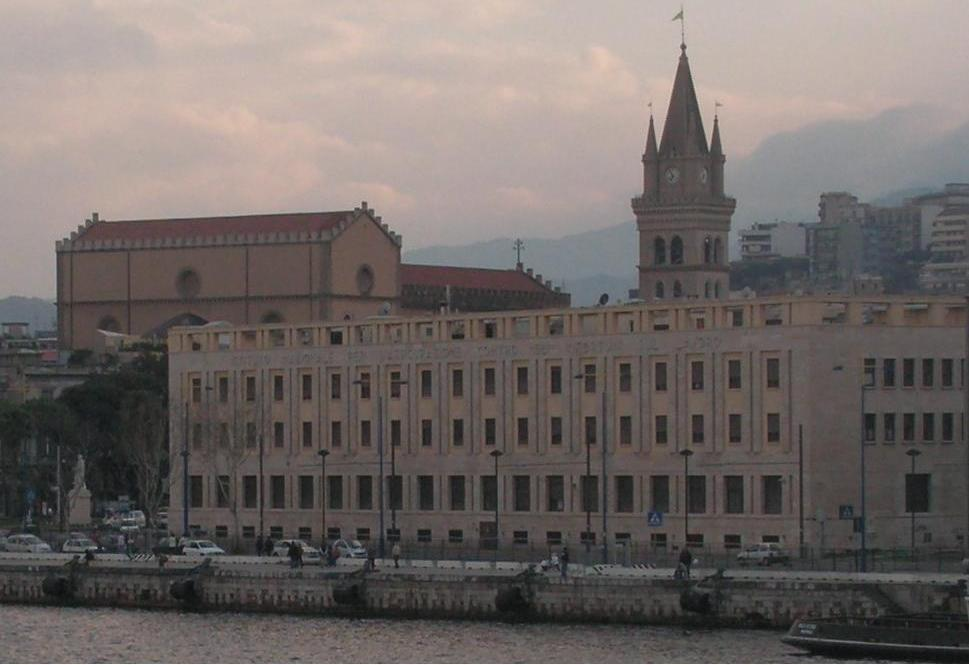
Palazzo Dell'INAIL
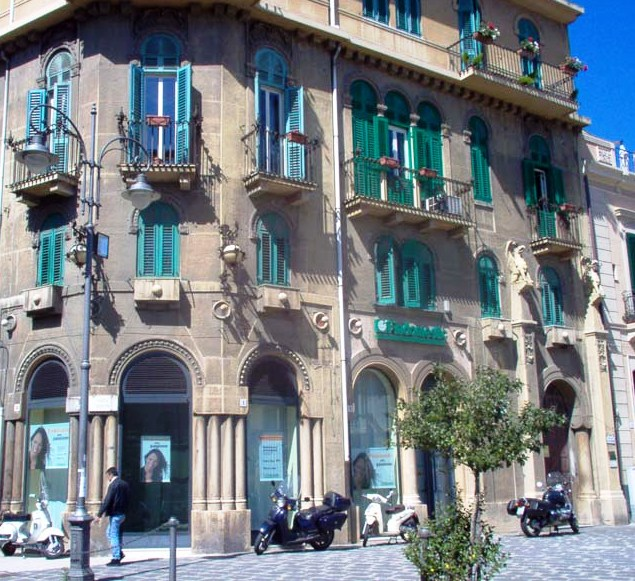
Palazzo Cerruti-Bisazza

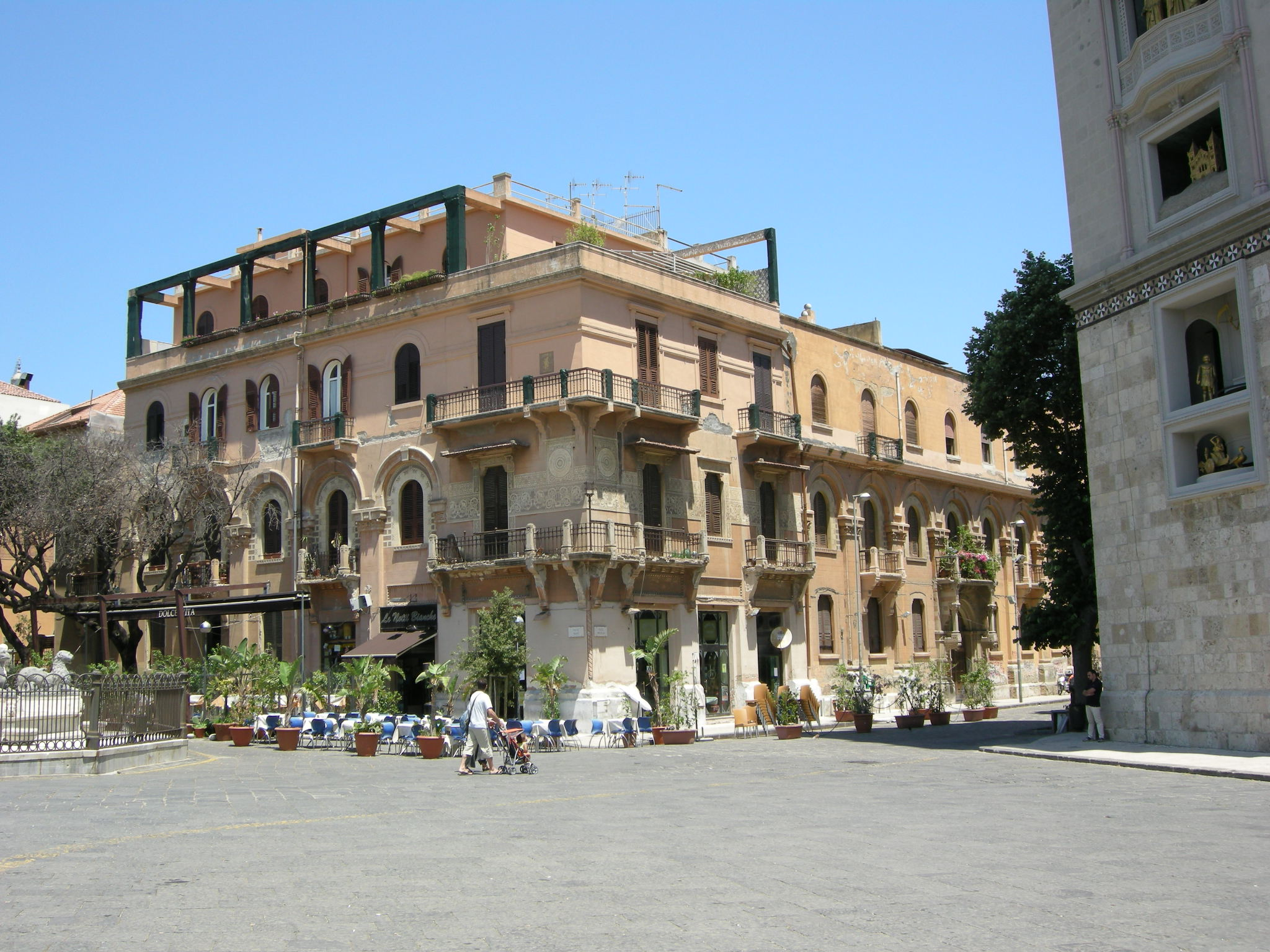
Palazzo dello Zodiaco
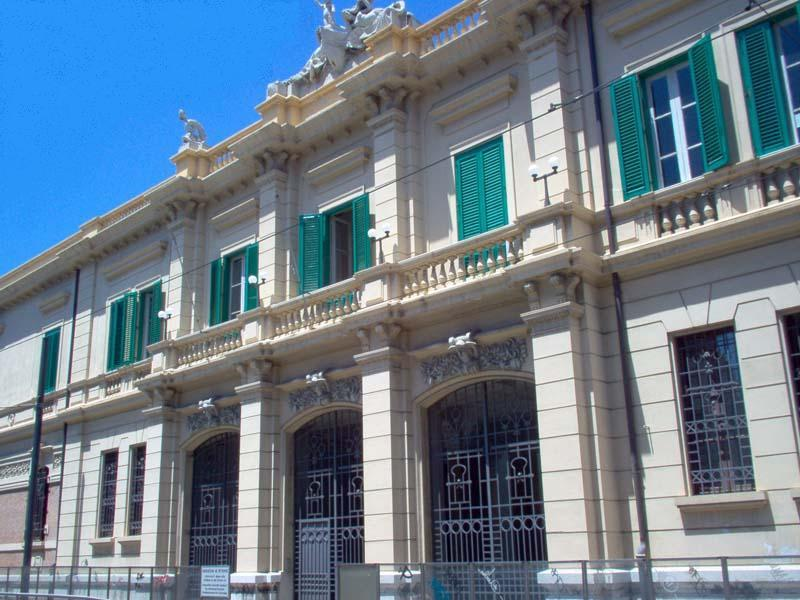
Palazzo della Dogana

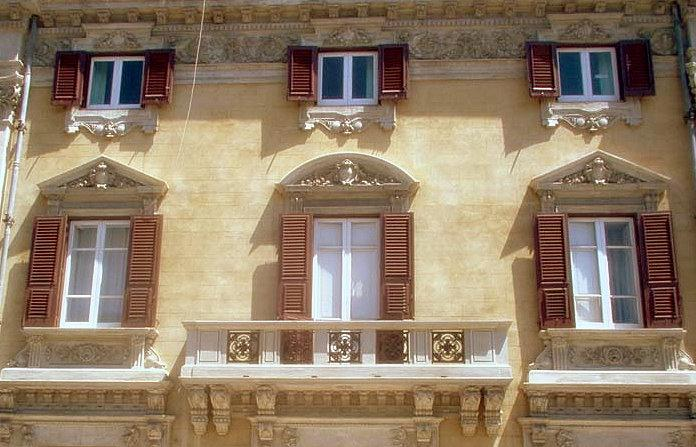
Palazzo Vaccarino
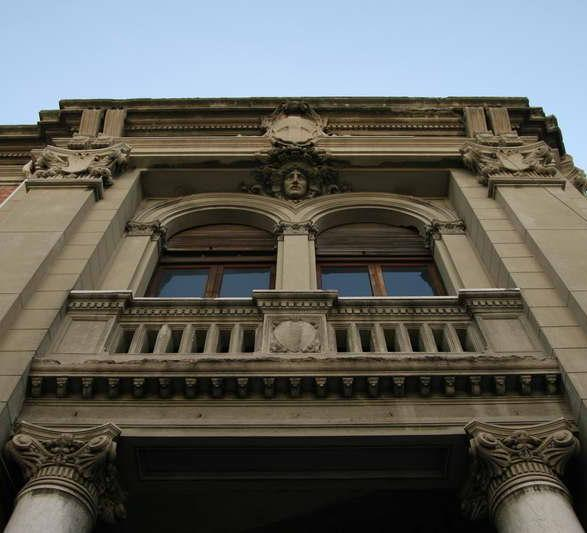
Particolare del Palazzo delle Poste

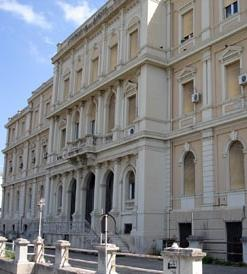
Ospedale Regina Margherita
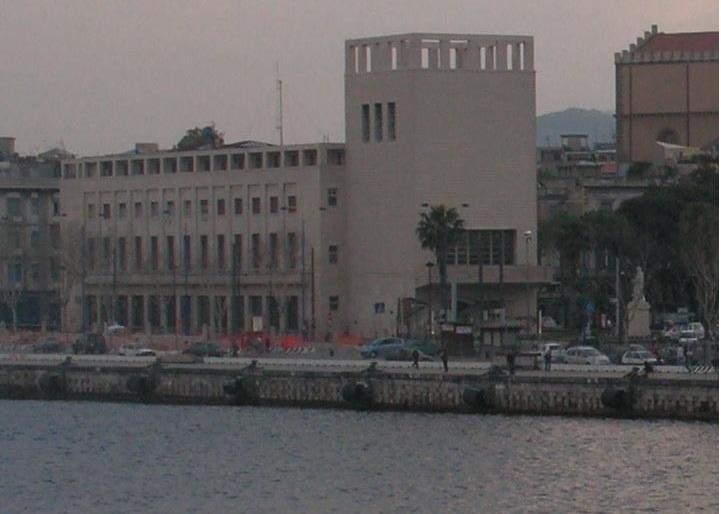
Ex Palazzo Littorio, ora sede del Catasto

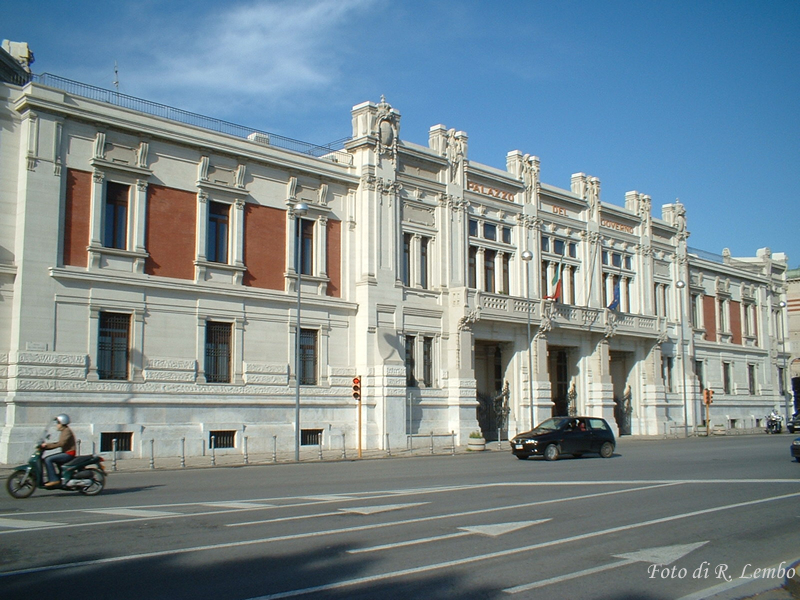
Palazzo della Prefettura
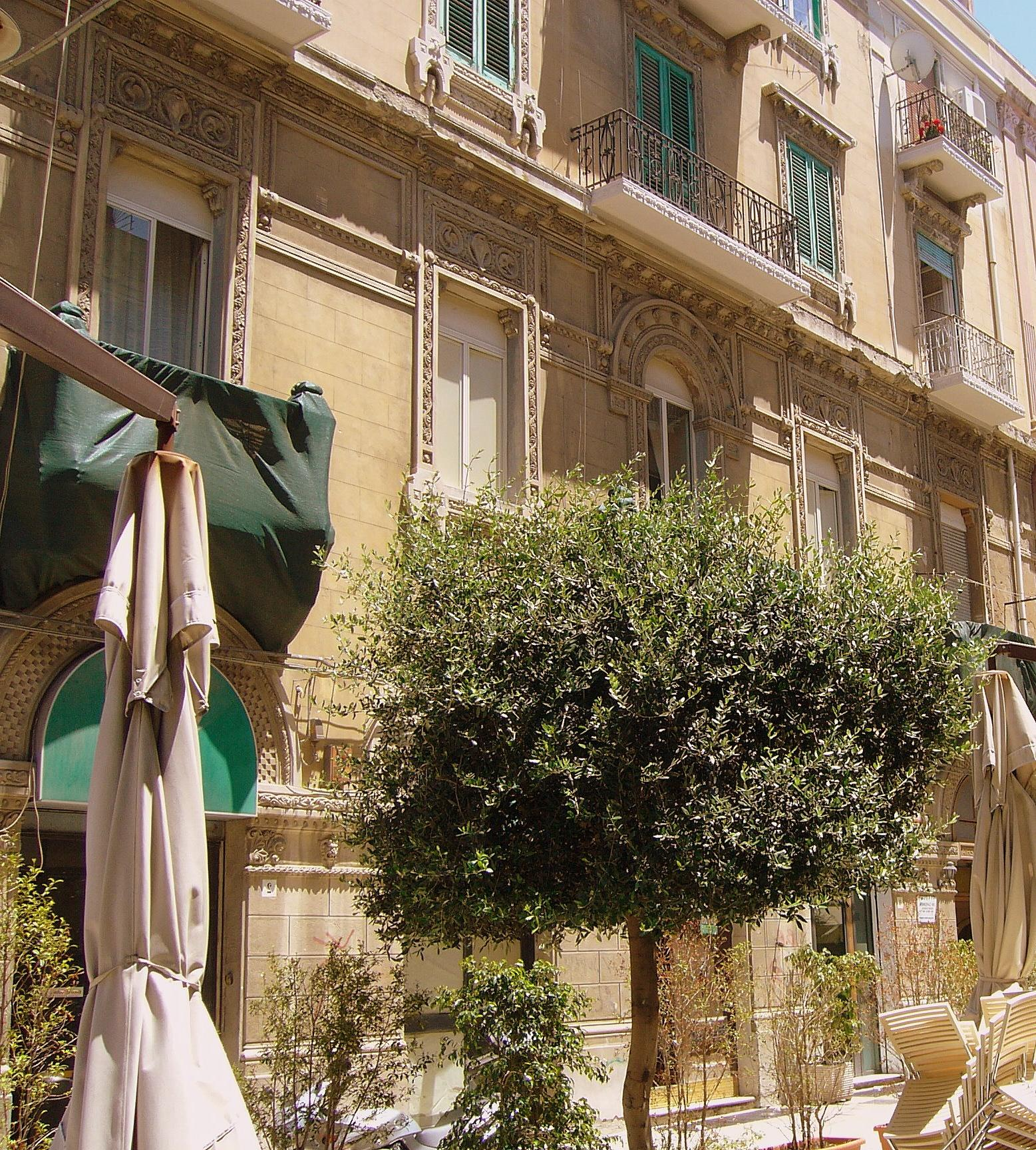
Palazzo Api

- Palazzo Zanca

sede del municipio, in piazza Unione Europea, una volta era posto al centro della Palazzata che faceva da continuum di edifici del XVII secolo che faceva da cornice al porto falcato. L'edificio subì gravi danni dal terremoto del 1783, e distrutto dal terremoto del 1908, venne arretrato nella posizione attuale. I lavori di ricostruzione iniziarono il dicembre del 1914 sotto la direzione dell'architetto palermitano Antonio Zanca e si conclusero nel 1924. La costruzione è in stile neoclassico e si estende per una superficie di circa 12000 m². Sulla facciata si possono vedere alcune sculture legate alla simbologia cittadina e numerose lapidi che ricordano gli eventi più importanti. Nel prospetto di via San Camillo sono collocati due bassorilievi raffiguranti Dina e Clarenza, mentre sul lato opposto, in via Consolato del Mare, si un ingresso porticato con antistante la fontana Senatoria del 1619. Il lato posteriore si affaccia su Corso Cavour e su piazza Antonello con un portico ornato da bassorilievi eseguiti da maestranze locali.
- Galleria Vittorio Emanuele III

uno dei pochi esempi di architettura con uso del ferro del Sud Italia, l'unica con Napoli, Galleria Umberto I. Realizzata nel 1929 da Camillo Puglisi Allegra per completare piazza Antonello. Il portico che dà sulla piazza è caratterizzato da un grande arco che segna l'accesso alla Galleria, riccamente decorata al suo interno con bellissimi stucchi e un pavimento a mosaico bianco e nero. Due rampe di scale da una parte e un portico dall'altra, conducono a uscite secondarie.
- Teatro Vittorio Emanuele II

la sua costruzione venne ordinata il 2 ottobre 1838 da Ferdinando II di Borbone ed ebbe inizio solo il 23 aprile 1842. Fu progettato dall'architetto Pietro Valente e inaugurato il 12 gennaio 1852, venne intitolato a Sant'Elisabetta, in onore della madre del sovrano. Il 13 settembre 1860 con l'Unità d'Italia assunse l'attuale nome. La facciata del teatro presenta un portico che consentiva il passaggio delle carrozze che accompagnavano gli spettatori. Sul loggiato d'ingresso un gruppo scultoreo del 1847 realizzato da Saro Zagari, raffigurante Il tempo che scopre la verità. L'esterno in pietra siracusana è in stile neoclassico, ed e ricco di decorazioni, sculture e bassorilievi dello Zagari che rappresentano scene della vita di Ercole e ritratti di sedici drammaturghi e musicisti. La sera del 27 dicembre 1908 fu rappresentata l'Aida di Giuseppe Verdi, e poche ore dopo il terremoto distruggeva la città risparmiando il perimetro dell'edificio e le parti decorative. Nel 1982 cominciò un restauro finito nel dicembre del 1985, l'inaugurazione avvenne il 25 aprile del medesimo anno con un concerto diretto dal maestro Giuseppe Sinopoli. La decorazione interna del soffitto porta il nome di Renato Guttuso, il Mito di Colapesce. Si trova in via Garibaldi.
- Palazzo Piacentini

opera dell'architetto Marcello Piacentini, sito in piazza Maurolico di fronte a quello dell'Università, fu realizzato nel 1927 sulla zona del vecchio Grande Ospedale. Si compone di tre edifici collegati da gallerie che mettono in comunicazione le tre grandi sale terranee di invito. L'architettura è fortemente caratterizzata dall'impiego dei materiali siciliani. La pietra, di caldo colore giallo-ocra, è quella stessa che era stata adoperata anticamente per i templi di Selinunte e di Agrigento, mentre in marmo di Cinisi sono alcune parti ornamentali. La scelta di queste pietre isolane, specie di quelle della facciata, è stata fatta per accentuare l'aspetto grecizzante dell'insieme a ricordo dei templi greci in Sicilia. Il prospetto, sopraelevato da grandi scale, è caratterizzato da grosse e scanalate mezze colonne doriche che inquadrano i muri, ove s'aprono finestroni rettangolari, e sorreggono una trabeazione. Le finestre sono sormontate da rosoni e medaglioni a bassorilievo. Le facciate, principali e laterali, l'interno si ornano di opere di vari artisti, intonate tutte allo stile a cui è improntato il palazzo, che riflette l'orientamento dell'atto ufficiale del primo ventennio del secolo. I grandi tondi dell'attico, rappresentanti Il diritto e La legge sono dello scultore Giovanni Prini, le quattro aquile romane sono di Cloza e di Bonfiglio; ancora di Cloza e Ricciardi sono i medaglioni raffiguranti alcuni giuristi messinesi (Dicearco di Messina, Guido Delle Colonne, Giacomo Macrì, Antonio Fulci, Francesco Faranda e Andrea Di Bartolomeo); le teste di Minerva sulle porte laterali sono di Monescalchi. Sul grandioso attico troneggia infine la grande quadriga condotta dalla dea Minerva realizzata da Ercole Drei in lega di bronzo e alluminio, probabilmente ispirato dalla tradizione architettonica ottocentesca del Nord Europa. Nel vestibolo, in fondo al quale si eleva lo scalone di onore, di marmo con inserti in bronzo, si apre il portale marmoreo che dà accesso alla Corte d'Assise. Nelle sale di udienza vi sono bassorilievi allegorici e nelle altre sale di rappresentanza, nella biblioteca, camera di consiglio, gabinetti dei presidenti e dei giudici, i soffitti sono decorati con tempere grasse.
- Palazzo Monte di Pietà

edificato nel 1581 dall'architetto Natale Masuccio in seguito a una bolla papale di Leone X che incentivava la costruzione di opere pie, nel 1741, su progetti e disegni dell'architetto Antonio Basile e del pittore Placido Campolo fu edificata la scalinata che conduceva alla chiesa di Santa Maria della Pietà, un tempo ornata da preziosi quadri e oggi quasi del tutto distrutta, mentre parte della cripta è al momento inaccessibile e in stato di totale abbandono. A metà della gradinata fu inserita una fontana marmorea con la statua dell'Abbondanza, opera di Ignazio Buceti. L'edificio, dal prospetto settecentesco, si affaccia su via XXIV Maggio. Dal pregevole portale d'ingresso si arriva in un atrio con volta a botte. A destra è situata la porta che conduceva ai piani superiori, di fronte, una fontana monumentale del 1732, raffigurante un putto che cavalca un delfino. L'edificio è stato ristrutturato nel 1979 ed è di proprietà dell'Arciconfraternita degli Azzurri, viene spesso utilizzato per ospitare manifestazioni culturali.
- Palazzetto Coppedè, opera dell'architetto fiorentino Gino Coppedè, in via Garibaldi dall´angolo arrotondato all'incrocio con la via Cardines.
- Palazzo Magaudda, anch'esso opera del Coppedè, all'incrocio tra via Cesare Battisti e via Garibaldi.
- Palazzo Calapaj - d'Alcontres, nella via S. Giacomo, edificio settecentesco.
- Palazzo Cerruti - Bisazza, nella via Lepanto, all'incrocio della via Cesare Battisti e riconoscibile dall'inconfondibile Maghen David o "stella di Davide" inserita nelle inferriate dei balconi.
- Palazzo Tremi - Palazzo del Gallo, inquadrato dalle vie Centonze, Aurelio Saffi, Risorgimento e Santa Cecilia; realizzato da Gino Coppedè nel 1913.
- Palazzo Arcivescovile, in via San Filippo Bianchi, 10, fu più volte distrutto e ricostruito, l'ultima volta nel 1924.[67]
- Palazzo della Cassa di Risparmio, opera dell'architetto siciliano Cesare Bazzani, nel 1926, tra via Garibaldi e piazza Fulci.[68]
- Palazzo dell'Università

distrutto e raso al suolo dal sisma del 1908, fu ricostruito nel 1920 e occupa una superficie di circa 20000 m². Il complesso edilizio universitario è stato progettato dall'architetto Giuseppe Botto. Dopo l'ultima guerra, in relazione al piano di espansione degli atenei, l'amministrazione universitaria dispose la sopraelevazione di alcuni padiglioni e la costruzione, su progetto dell'Ing. prof. Francesco Basile, di un moderno edificio con fronte su via dei Verdi. I prospetti delle tre palazzine che danno su piazza Salvatore Pugliatti rivelano caratteri neoclassici con decorazioni floreali. Accanto ai padiglioni che - sotto il livello stradale - si affacciano sulla via Giacomo Venezian è murato il bel portale dell'antico collegio dei Gesuiti, primo ateneo messinese e primo degli organismi religiosi siciliani dei seguaci di Sant'Ignazio di Loyola.
- Palazzo delle Poste e Telegrafi

progettato da Vittorio Mariani nel 1915, di chiara matrice Liberty presenta al suo interno ricche decorazioni floreali, simboli della città, anche contemporanei come i ferry boat, e un fregio in stucco raffigurante angeli postini e telefonisti, sorge a piazza Antonello. È oggi una delle sedi decentrate dell'Università.
- Palazzo del Governo

costruito nel 1920 su progetto dell'architetto Cesare Bazzani. Occupò quasi per intero l'area della cinquecentesca chiesa di S. Giovanni dei Cavalieri di Malta, della quale rimane soltanto, sul retro del Palazzo, la magnifica Tribuna. È di gusto post-floreale con evidenti inserti di elementi rinascimentali ed è valorizzato da un dosato plasticismo.
- Palazzo della Camera di commercio

costruito dopo il terremoto del 1908 su progetto dell'architetto messinese Camillo Puglisi Allegra. Questo palazzo si articola su tre piani di impianto classicheggiante, con un gioco di corpi avanzati sulla facciata ritmata da paraste che si elevano, su un altro basamento bugnato, a sorreggere una modulata trabeazione. Il terzo piano, realizzato al disopra di essa, ha alterato l'impianto che, nonostante il verticalismo dei finestroni, era marcatamente orizzontale.
- Palazzo della Provincia, o "Palazzo dei leoni"

costruito nel 1915, sorge nel medesimo luogo che occupava prima del 1908, in precedenza area dell'antica chiesa di San Nicolò dei Gentiluomini. Iniziati nel 1915 i lavori proseguirono durante la prima guerra mondiale, e, seppur in immaginabili difficoltà, furono diretti dall'architetto Alessandro Giunta. L'edificio fu inaugurato nel 1918, con una cerimonia consona al grave momento dell'Italia dopo Caporetto, e cioè con l'intervento dell'eroe milazzese Luigi Rizzo, reduce dalla "beffa di Buccari" e dall'affondamento della corazzata "Szent Istvàn". L'edificio ha due prospetti: su quello di Corso Cavour si apre l'ingresso di rappresentanza preceduto da un portico, sulla piazza Antonello la facciata - pure porticata a pianoterra - segue con la sua concavità la forma della piazza su cui affaccia. Gli ambienti interni sono decorati dalle cariatidi e dagli stucchi lucidi dell'aula consiliare di D'Arrigo e Loverti e dai pannelli dipinti da Corsini sopra le grandi vetrate di Di Stefano e Bonsignore.

- Palazzo della Cultura o PalaCultura o PalaAntonello, inaugurato nel giugno 2009, in viale Boccetta. Ospita tra l'altro la Galleria di Arte contemporanea inaugurata la sera del 25 febbraio 2012 in occasione della Notte della Cultura edizione 2012.

All'interno vi è un ampio auditorium in cui spesso si esibiscono tra i migliori interpreti di musica classica: vi si organizzano infatti i cicli di concerti sia della Filarmonica Laudamo che della Associazione Laudamo.
- Stazione di Messina Centrale & Stazione di Messina Marittima

costruite nel 1939 dall'architetto Angiolo Mazzoni, dopo che per ordine di Benito Mussolini fu demolita la precedente, demolizione a cui partecipò lo stesso duce picconando la vecchia stazione. Fu inaugurata il 28 ottobre 1939. In stile razionalista, costruita utilizzando il travertino, la pietra lavica, la pietra di Siracusa e la pietra rossa di Taormina. Le stazioni sono divise in due corpi, la stazione "Marittima" e "Centrale": la centrale ha un grande loggiato che immette in una olle, ha un grande sottopassaggio che porta agli 8 binari più altri 2 commerciali. Dopo la stazione centrale si trovano gli uffici delle Ferrovie dello Stato, dopo gli uffici si trova la grande stazione Marittima. Questa ha una forma ad arco: al piano terra si trovano il bar, la biglietteria e la tabaccheria, e da scale mobili e scale in muratura si può salire sul salone panoramico sul porto; sulla parete opposta si trova un grande mosaico opera di Michele Cascella, restaurato, che rappresenta il discorso di Mussolini a Palermo. Dal salone si aprono i varchi pedonali per le 5 invasature. Da alcune rampe si può salire sopra la nave con le automobili. Un'altra struttura caratterizzante è la torre dell'acqua con la scala a elica intorno alla struttura. La stazione ha anche il compiti di interscambio con: il tram di Messina, Autobus e stazione Pullman fra la Sicilia e il continente. All'esterno della stazione vi è piazza Repubblica ove sorge una fontana del 1905, posizionata lì dopo la venuta di Mussolini in città.
Molti palazzi sono stati distrutti dai terremoti del 1783, del 1908 e dai bombardamenti del 1943:
- Palazzo Reale, edificio rinascimentale, opera di Andrea Calamech del 1589 e distrutto dal terremoto del 1783.
- Palazzo della Camera di commercio, opera di Giacomo Fiore, Giuseppe Managò e Giuseppe La Bruto, distrutto nel terremoto del 1908.
- Casa dei Padri Minoriti, opera dell'architetto Giacomo Minutoli, di fronte al Duomo, distrutta dal terremoto del 1908.
- Palazzo Pistorio-Cassibile, opera dell'architetto Giacomo Minutoli, in piazza Duomo, distrutto dal terremoto del 1908.
- Hotel Trinacria, costruito su disegno di Placido Campolo, Bitto e Asciak, distrutto nel terremoto del 1908.
- Loggia de' Negozianti, edificio rinascimentale, del 1627, distrutto dal terremoto del 1783.[74]
- Convento S. Francesco d'Assisi, opera dell'architetto Giacomo Minutoli, distrutto dal terremoto del 1908.
- Palazzo municipale, opera dell'architetto Giacomo Minutoli, danneggiato solo in parte nel terremoto del 1908, è stato raso al suolo con cariche di dinamite poco dopo.
- Palazzo dei Tribunali, opera dell'architetto Antonio Basile, costruito su disegno di Domenico Martinelli, distrutto nel terremoto del 1908.
- Palazzata di Simone Gullì, opera dell'architetto Simone Gullì, distrutta nel terremoto del 1783.
- Palazzo Molo, edificio del periodo rococò corrente nei primi anni dell'800, opera di Antonio Brancati del 1810, distrutto dal terremoto del 1908.
- Palazzo Fiorentino, edificio del periodo rococò corrente nei primi anni dell'800, opera di Filippo Juvarra, distrutto dai bombardamenti del 1943.
- Palazzo Brunaccini, edificio del periodo rococò corrente nei primi anni dell'800, opera di Gaetano di Maria del 1810, nelle contrade della parrocchiale chiesa di S. Antonio, distrutto dal terremoto del 1908.
- Palazzo dell'Appalto, edificio settecentesco, distrutto dal terremoto del 1908.
- Palazzo Avarna, edificio settecentesco, opera di Saverio Francesco Basile del 1790, che sorse in piazza dei Catalani distrutto nel terremoto del 1908.
- Palazzo Arena, edificio settecentesco, opera di Gianfrancesco Arena del 1790, che sorse in piazza del Duomo distrutto nel terremoto del 1908.
- Porta della Loggia, edificio rinascimentale, opera di Giacomo Del Duca del 1589 con la fontana del Nettuno di fronte, distrutta dal terremoto del 1783.
- Palazzo Grano, edificio rinascimentale, opera di Andrea Calamech del 1563, distrutto dal terremoto del 1908. Il prototipo dei palazzi barocchi quali piaceranno a Catania.

Davanti al Porto di Messina, dal 1589, è stata realizzata una grande palazzata, visibile all'arrivo in città dal mare. È stata distrutta dal terremoto del 1783, ricostruita e distrutta dal terremoto del 1908, ricostruita e oggi presente solo in parte:
- Palazzo Senatoriale, edificio rinascimentale, opera di Giacomo Del Duca del 1589, distrutto dal terremoto del 1783.
- Palazzata di Giacomo Minutoli, opera dell'architetto Giacomo Minutoli, edificata nel 1803 e distrutta nel terremoto del 1908.
- Palazzata di Giuseppe Samonà, opera dell'architetto Giuseppe Samonà, fu realizzata solo in parte.

Della Palazzata di Samonà sono oggi presenti:
- Palazzo dell'INA (Istituto Nazionale Assicurazioni) edificato su progetto dell'ingegnere Guido Viola nel 1935 tra il Palazzo della Dogana e il Banco di Sicilia con la monumentale porta.
- Palazzo dell'INAIL, opera di Giuseppe Samonà del 1938 in stile razionalista.
- ex Palazzo Littorio, opera di Giuseppe Samonà 1940 anch´esso in stile razionalista.
- Palazzo della Dogana

opera di Giuseppe Lo Cascio dopo il terremoto del 1908, in stile liberty, con magnifiche decorazioni, pensiline in ghisa, cancelli in stile floreale. Sito sul luogo ove, fino al 1783, sorgeva il grande Palazzo Reale, sede prima dei re e dopo dei viceré di Sicilia, alla pari del palazzo reale di Palermo.
- Palazzo del Banco di Sicilia

costruito nel 1929 con norme antisismiche su progetto di Camillo Autore, si ricollega a una marcata struttura rinascimentale così come appare evidente nelle paraste che delimitano il portale d'ingresso affiancato da colonne tuscaniche e sovrastato da un balcone. All'interno dell'edificio, suggestiva è la "sala degli sportelli", ove si ammira lo stile floreale.

### Altri monumenti

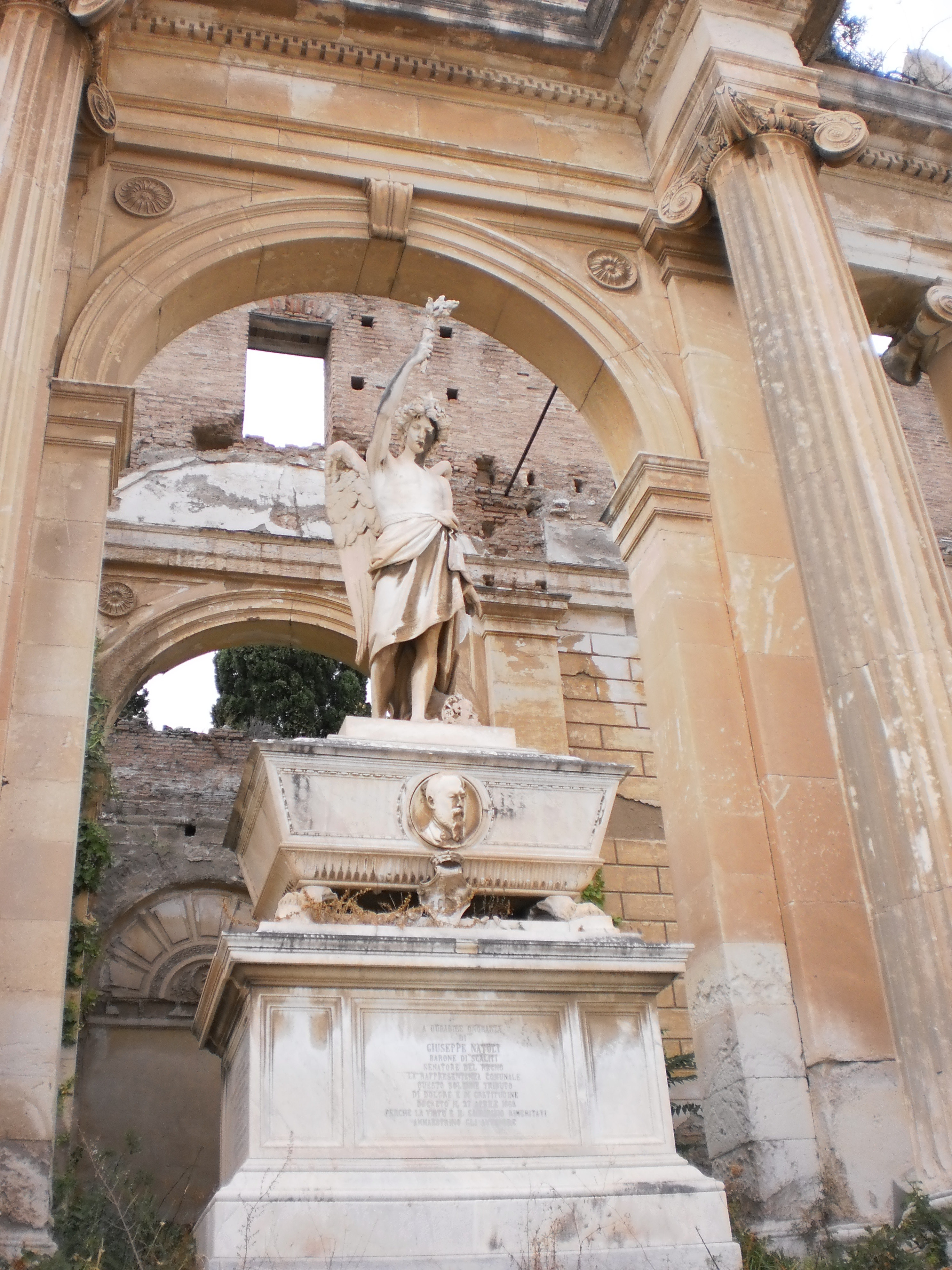
Il monumento a Giuseppe Natoli, opera di Lio Gangeri

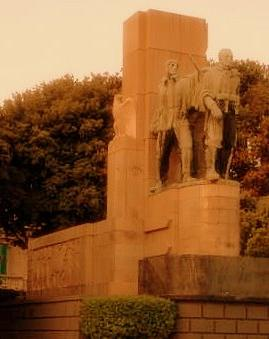
Monumento ai Caduti

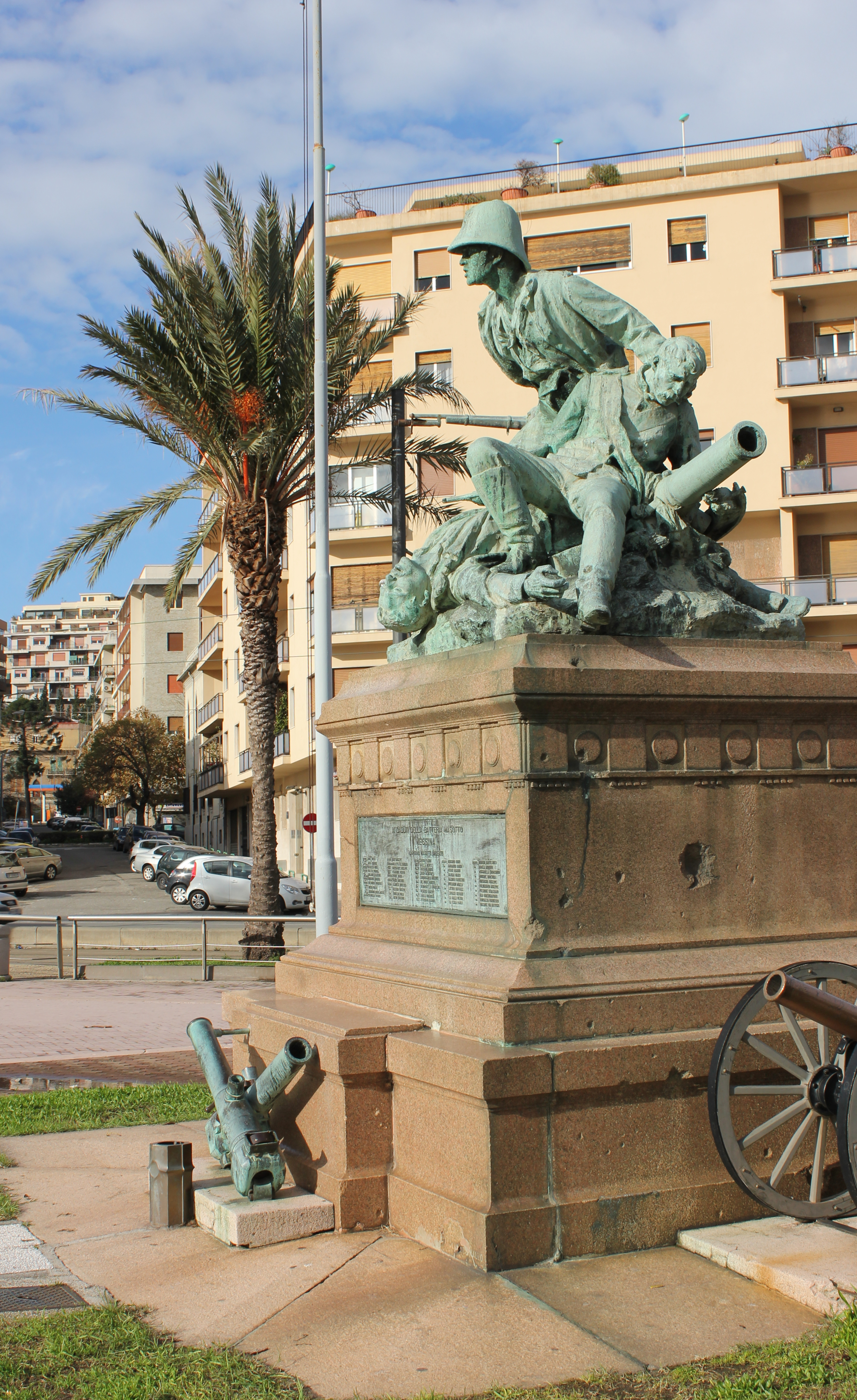
Monumento alla batteria siciliana Masotto, opera di Salvatore Buemi

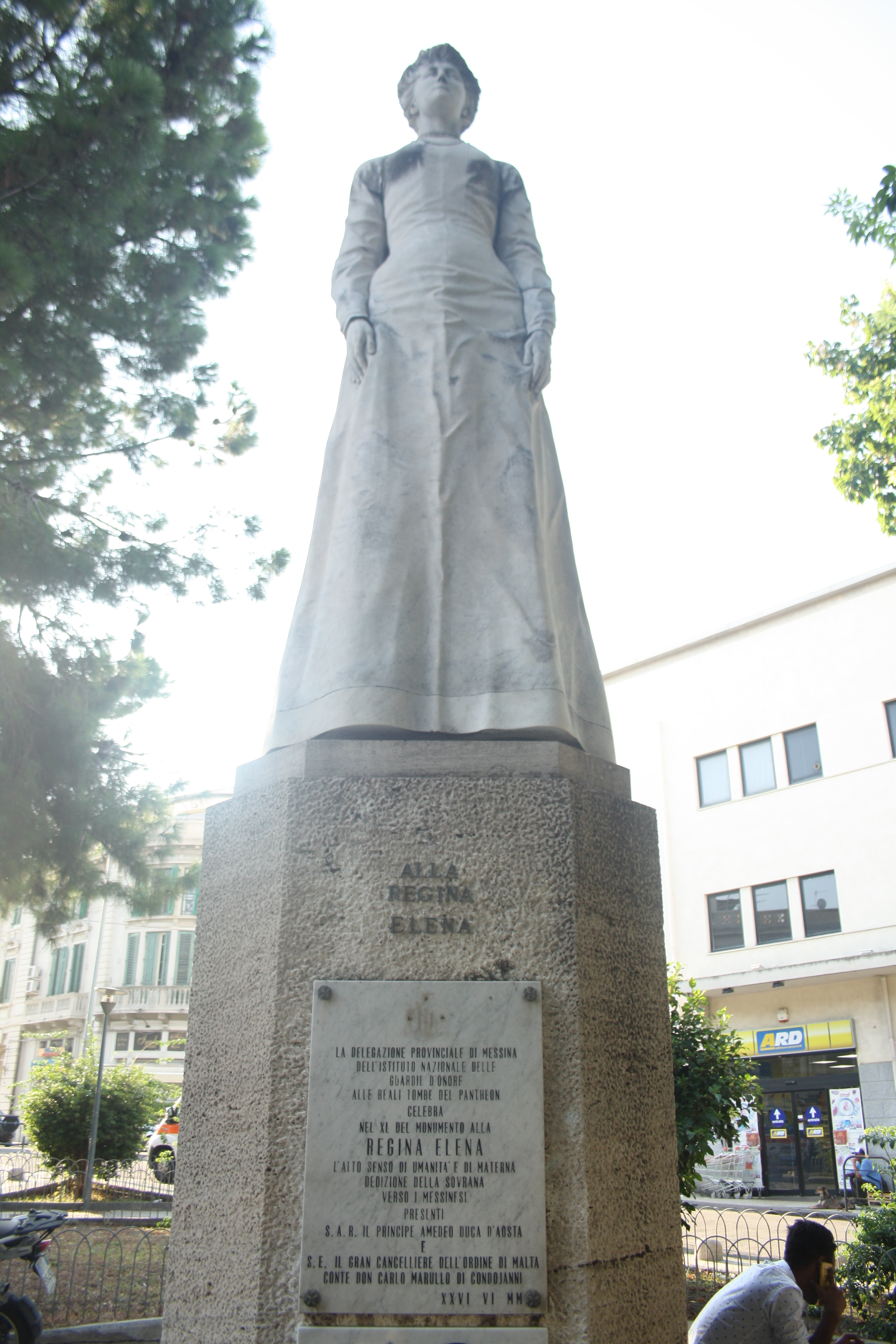
Monumento alla Regina Elena di Savoia

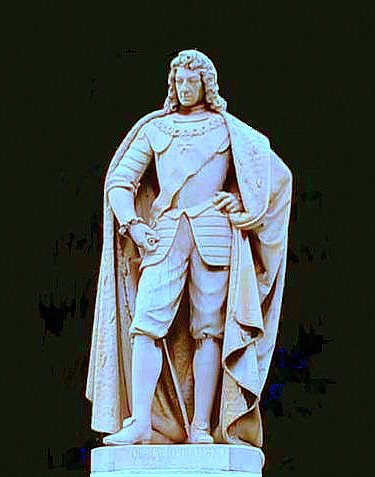
Il monumento a Carlo III di Borbone

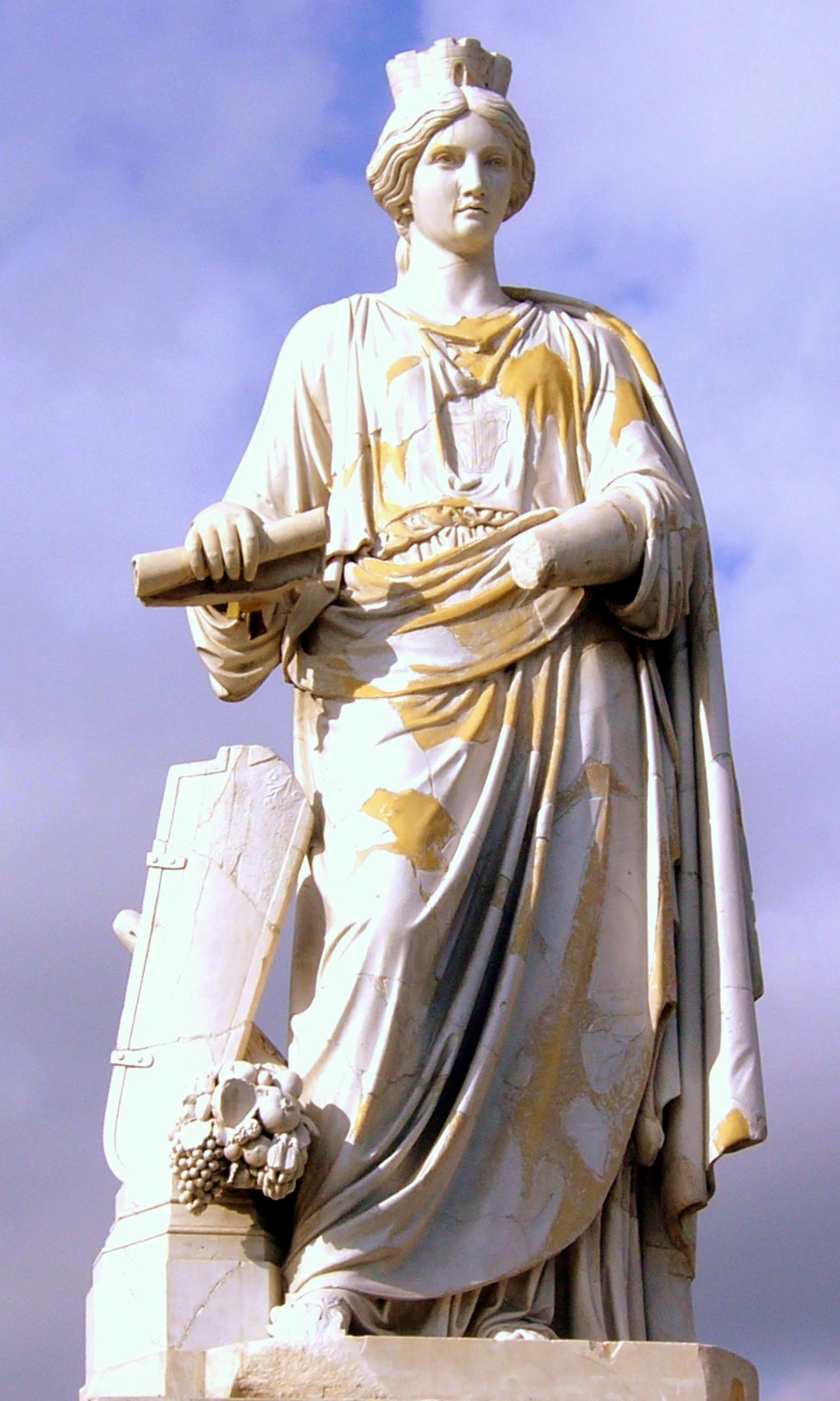
Statua di Messina

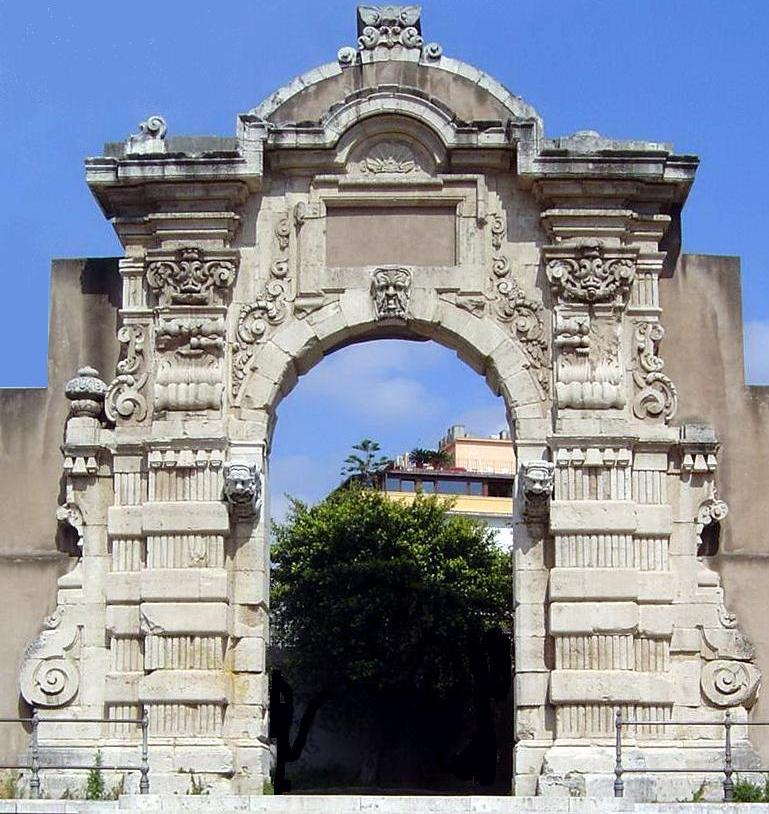
Porta Grazia, porta d'accesso dell'antica Cittadella

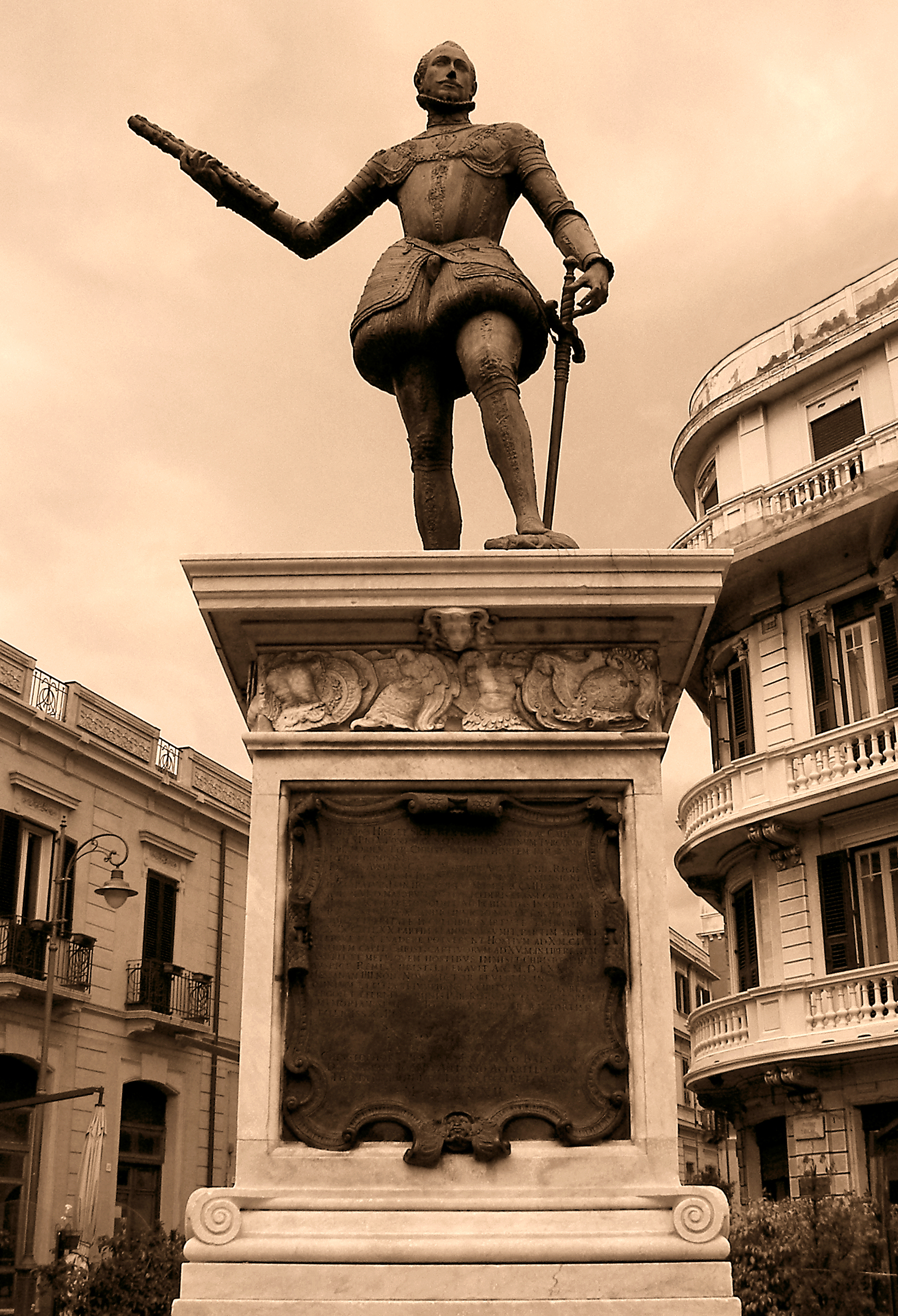
Il monumento a Don Giovanni d'Austria

- Monumento a Giuseppe Natoli

Il monumento del patriota è realizzato dallo scultore messinese Lio Gangeri, eretto per volontà popolare nel 1868 e completato nel 1880. L'artista realizzò alcuni bozzetti dell'opera che furono approvati all'unanimità dal Consiglio Comunale di Messina, la statua alta oltre tre metri, fu poi collocata, con cerimonia solenne.
- Lazzaretto di Messina.
- Monumento ai caduti

Si trova in piazza Unione europea (Municipio), eretto nel 1936, dallo stile sobrio ed essenziale ma severo. Sul podio, davanti a una stele, l'imponente gruppo bronzeo raffigurante un aviere, un marinaio e un fante.
- Monumento alla batteria siciliana Masotto

Ricorda la batteria Masotto, caduta ad Adua nella campagna eritrea; il gruppo in bronzo, raffigurante tre soldati in atteggiamenti epici, fu modellato da Salvatore Buemi nel 1897.
- Porta Grazia

Monumentale porta d'accesso alla Cittadella (XVII secolo), opera di Domenico Biondo e figli. Nel 1961 fu ricollocata nella centrale piazza "Casa Pia".
- Statua di Messina riconoscente per la concessione del Portofranco

Raffigura la Città riconoscente verso Giuseppe Natoli che il 31 marzo 1848, restituì a Messina i diritti di porto franco soppresso sessant'anni prima dai Borboni(dalla storia di Messina sul portale Gran Mirci). È opera del 1859 dello scultore messinese Giuseppe Prinzi e si trovava, prima del 1908, all'interno del Municipio. Oggi si trova al centro della piazzetta "Giacomo Minutoli", di fronte al porto con l'imponente mole del Municipio per sfondo.
- Statua dell'Immacolata Concezione

Scultura in marmo bianco del messinese Ignazio Buceti (1758), posta su un alto basamento nella piazzetta "Immacolata di Marmo", a lato del Duomo.
- Monumento a Don Giovanni d'Austria, eretto in occasione della battaglia di Lepanto e realizzato da Andrea Calamech.
- Statua di Ferdinando II di Borbone

Monumento bronzeo commissionato dal Decurionato messinese al celebre scultore Pietro Tenerani, allievo di Bertel Thorvaldsen. Fu scolpita a Monaco di Baviera nel 1839. Il nuovo re era stato accolto favorevolmente dalla popolazione che nutriva grandi speranze sul suo operato. L'artista realizzò alcuni bozzetti dell'opera (la statua era alta oltre tre metri) che poi sarebbe stata collocata, con cerimonia solenne, in Piazza del Duomo il 30 maggio 1845. La statua venne fusa per farne dei mortai durante l'Assedio di Messina del 1848, in cui il re diede ordine all'esercito di bombardare la città, e infatti, proprio per questo fu soprannominato dai messinesi il Re Bomba. Il Decurionato messinese deliberò il 20 novembre 1852 di rifare le statue dei re Borboni, su ordine dello stesso Ferdinando II, che andarono distrutte. Il Tenerani fornì una copia simile alla precedente, il re era raffigurato nell'abito cerimoniale di Gran Maestro dell'Ordine di San Gennaro. La statua venne nuovamente rifatta a Monaco, nel 1856, e trasferita a Messina nel novembre 1857. Dopo il terremoto del 1908 la statua fu sistemata nel Museo Nazionale. Nel 1973 fu riconsegnata al Comune di Messina che l'ha posta in Villa Garibaldi, situata sull'omonima via.
- Statua di Carlo III di Borbone

La Statua di Carlo III del 1757, opera in bronzo del messinese Giuseppe Buceti era stata costruita su modello di Jean-Jacques Caffieri su basamento del Vanvitelli. La statua fu scolpita a Roma dal messinese Saro Zagari allievo del Tenerani; fu l'ultima a essere completata e venne sistemata agli inizi del 1860 nel quartiere San Leone. Quello stesso anno, con l'entrata in città dei Garibaldini, furono nuovamente distrutte le Statue di Francesco I e Ferdinando I. Le altre due statue, invece, quella di Ferdinando II e quella di Carlo III furono poste in salvo per ordine del generale Medici e sistemate nell'allora Museo Civico Peloritano e successivamente nella filanda Mellinghof trasformata in Museo Nazionale. Nel 1973 la Statua di Carlo III di Borbone è stata restituita alla città e collocata sul suo basamento originale in Piazza Cavallotti, sulla Via Primo Settembre, di fronte alla Camera di commercio. Il piedistallo è di forma cilindrica e presenta una decorazione, molto gradevole, a festoni in stile neoclassico.
- Statua della Regina Elena

In Via Cesare Battisti, Largo Seggiola, si erge il monumento alla Regina Elena del Montenegro, inaugurato il 26 giugno 1960 a ricordo della sua impegnativa opera assistenziale svolta nel gennaio del 1909 a favore della città terremotata. Fu scolpita a Firenze da Antonio Berti e realizzata con i fondi raccolti dal giornale La Settimana Incom illustrata, si eleva su un piedistallo marmoreo dove ai quattro lati del basamento, bassorilievi in bronzo attestano l'opera umile e il prodigarsi generoso della regina con i messinesi, duramente colpiti dal terremoto. La statua raffigura la "Regina della Carità" ritta in piedi, serena ma ferma; nel bronzo delle lastre invece la sovrana è raffigurata in quattro momenti: in un provvisorio ospedale allestito sulla nave regia, mentre sorregge la testa di un ferito con accanto una suora, una crocerossina e un ufficiale medico; nell'atto di accarezzare alcuni bambini feriti che si avvicinano a lei; mentre tiene in braccio un bambino appena estratto dalle macerie e in mezzo a numerose vittime.
- Statua al Santo Annibale Maria di Francia

Sorge nell'omonima piazza, all'incrocio con Via Santa Cecilia e Via Cesare Battisti. Consiste una statua in bronzo su basamento di marmo, opera dello scultore messinese Mario Lucerna e collocata nel 1968. L'opera raffigura il Santo Annibale Maria di Francia, fondatore nel 1882 delle Figlie del Divino Zelo, dei Rogazionisti del Cuore di Gesù nel 1886, e di molti Orfanotrofi Antoniani. Padre Annibale volse la sua opera a Messina nel quartiere Avignone, il più povero e il più malfamato della città ed è rimasto vivo, nei messinesi, un forte senso di devozione nei suoi confronti.
- Statua di Gaetano Martino

Situata in Via Garibaldi, adiacente alla piazza Unione Europea, in una piazzetta intitolata al medesimo Gaetano Martino. Inaugurata il 24 novembre 2000, in occasione del centenario della sua nascita, alla presenza del Presidente della repubblica Carlo Azeglio Ciampi, della vedova del grande statista e dei figli. Fu realizzata, a Roma, dallo scultore Rocchi.
- Monumento a Papa Giovanni Paolo II

Sorge in Via XXIV Maggio nei pressi del Monte di Pietà. Inaugurato l'11 giugno 1988, a ricordo della venuta a Messina di Papa Giovanni Paolo II, il monumento bronzeo, opera dello scultore Sgaravatti di Padova, rappresenta il Pontefice che, rivolto verso una stele, prega con le braccia aperte Sant'Eustochia Calafato. Nella stele sono raffigurati episodi salienti della vita della Santa messinese.
- Casa del Puparo o Casa Cammarata

È una casa-monumento situata nel rione Maregrosso di Messina. Si tratta dell'abitazione del Cavalier Giovanni Cammarata, muratore in pensione che agli inizi degli anni settanta iniziò ad abbellirla con sculture e decorazioni fantasiose. Sorge in quella che lui stesso ribattezzerà Via delle Belle Arti n. 20, nella periferia industriale di Messina. Si tratta di uno dei maggiori esempi di outsider art siciliana contemporanea.
- Il faro di Messina, sito nella Cittadella Della Madonna e risalente al 1555, è il faro integro più antico d'Italia[87][88]

Necessita di lavori per essere dato alla pubblica fruizione il Pilone di Torre Faro.

### Fontane monumentali

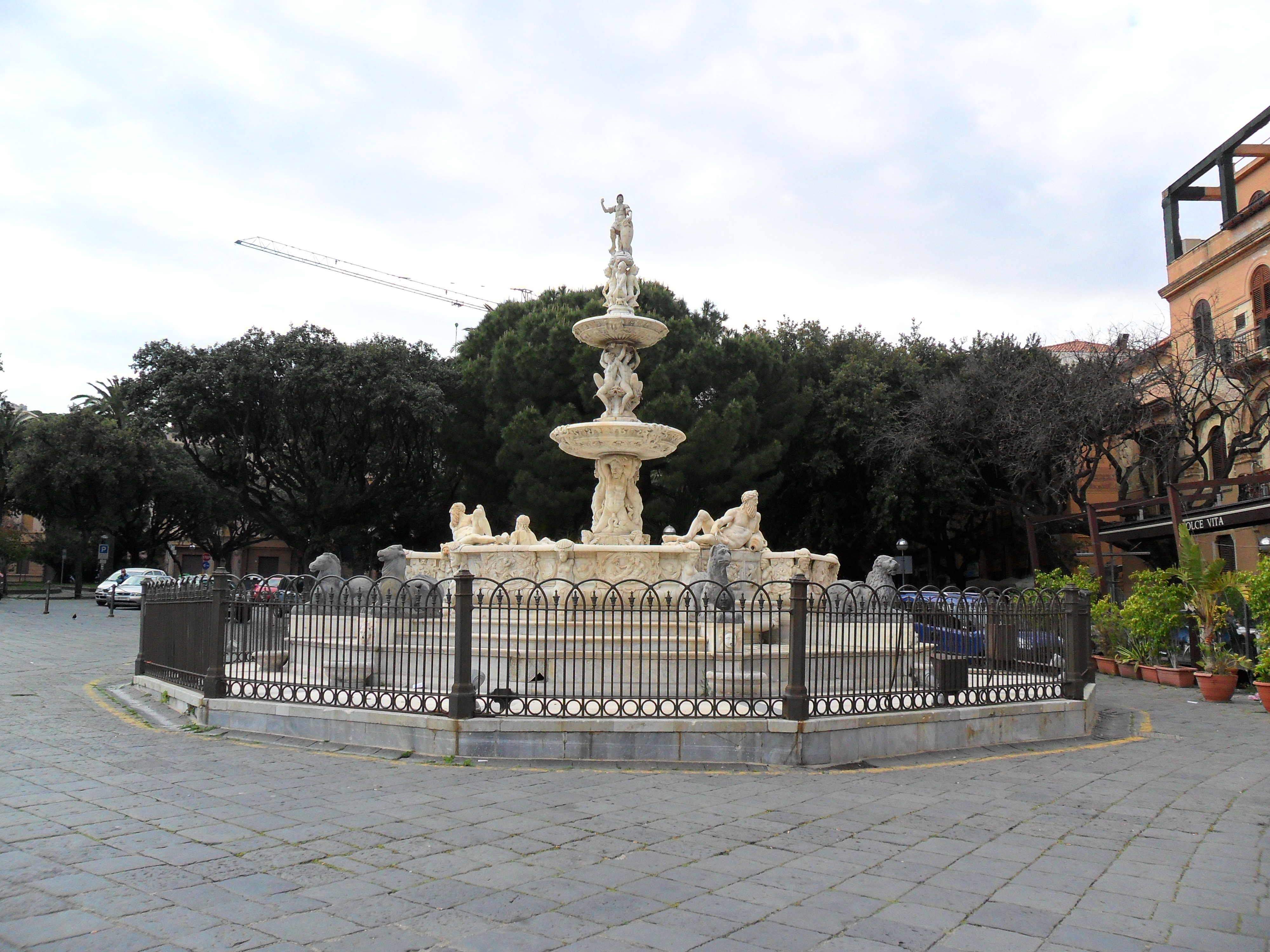
La monumentale fontana di Orione

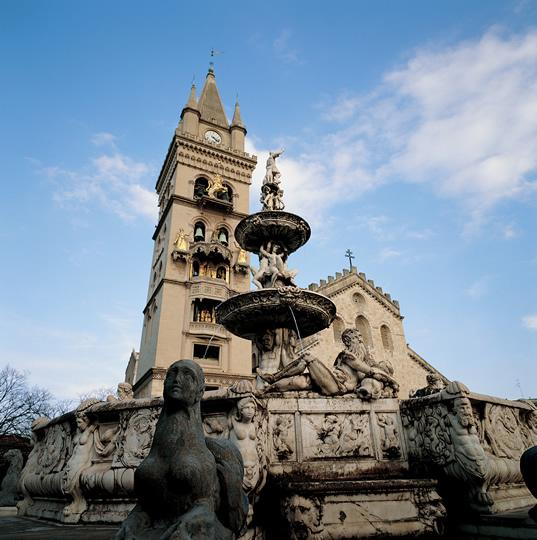
La fontana di Orione con sullo sfondo il Duomo

Alcune fontane cittadine

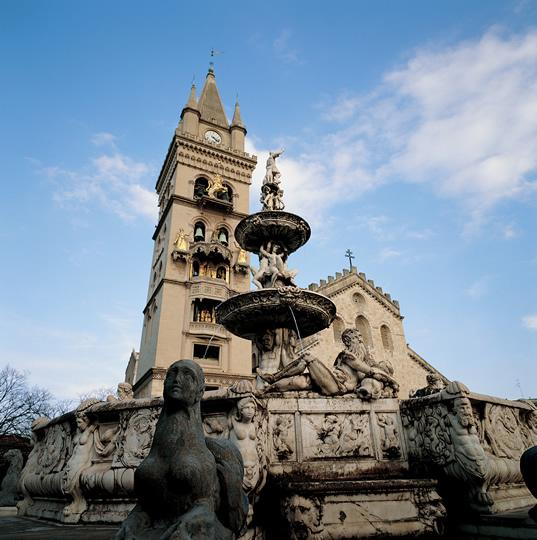
Fontana di Orione
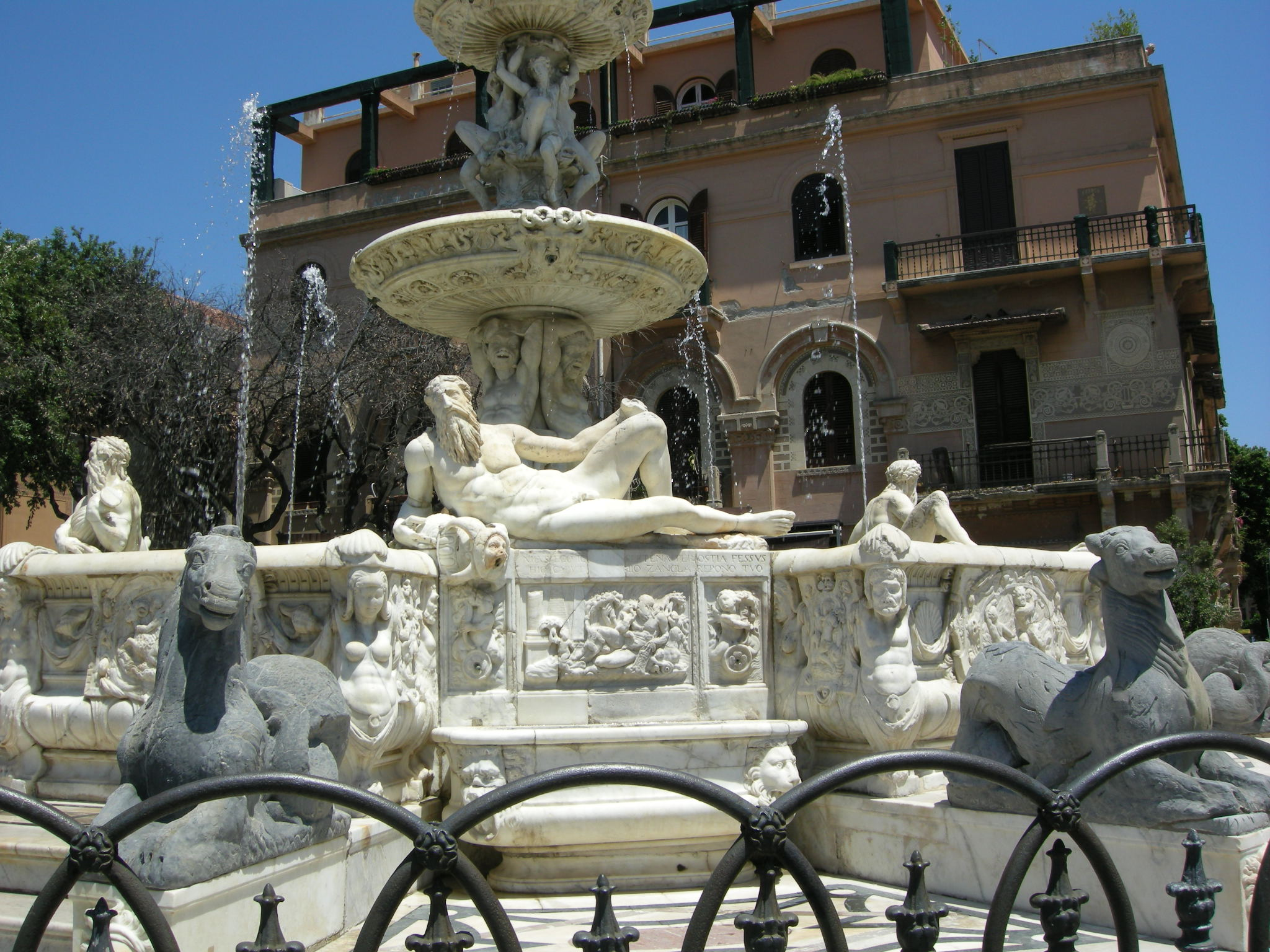
Particolare della Fontana di Orione

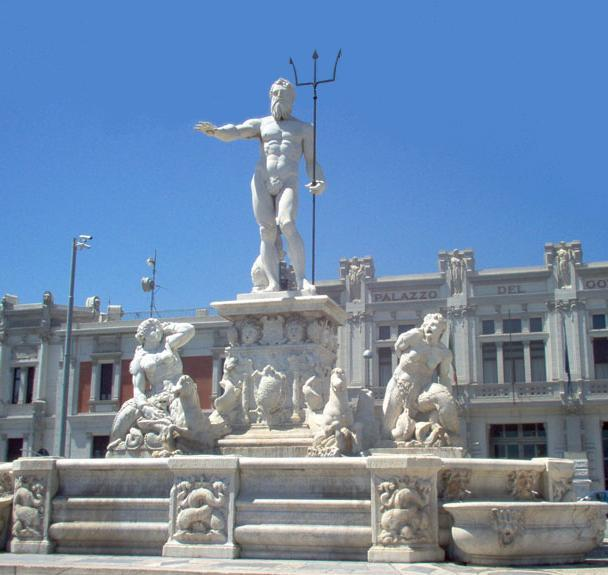
Fontana del Nettuno
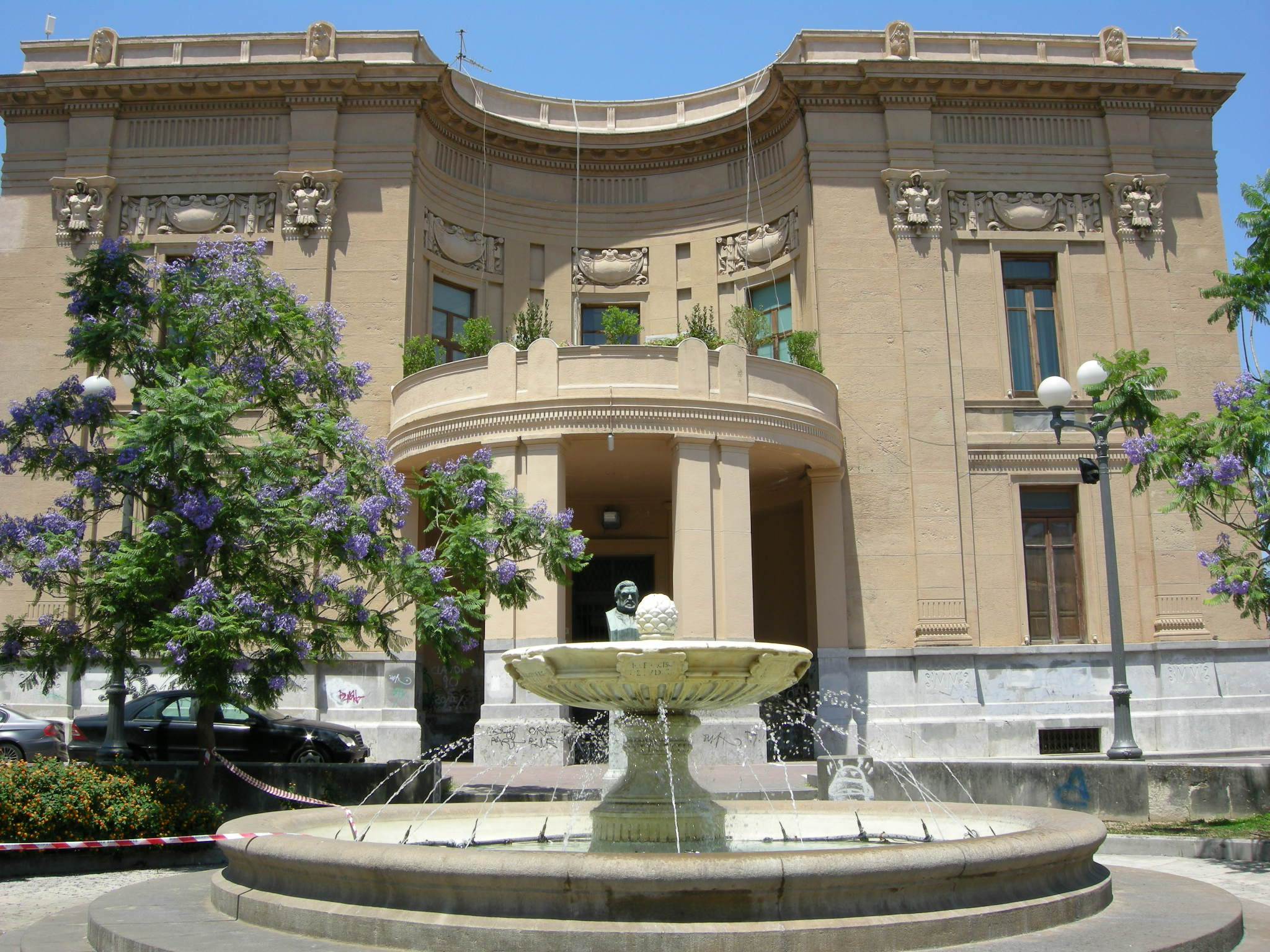
Fontana Senatoria

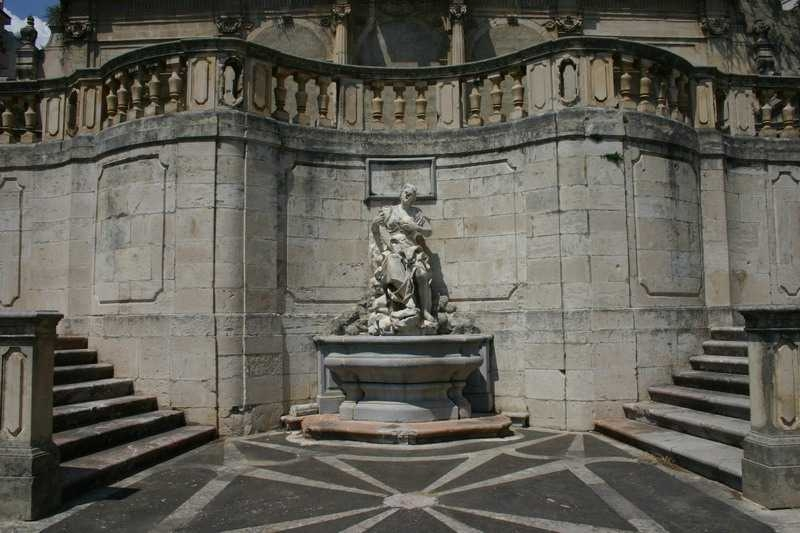
Fontana della Chiesa Nostra Donna di Pietà
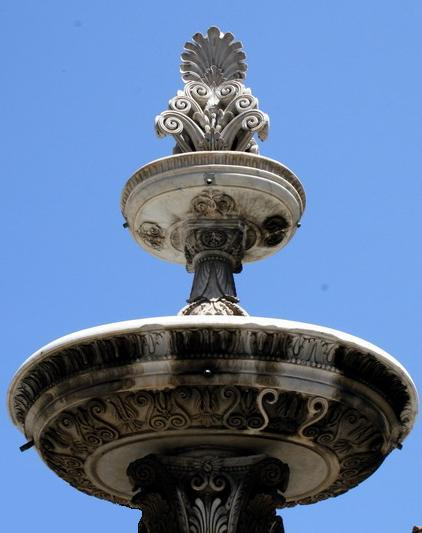
Fontana Falconieri

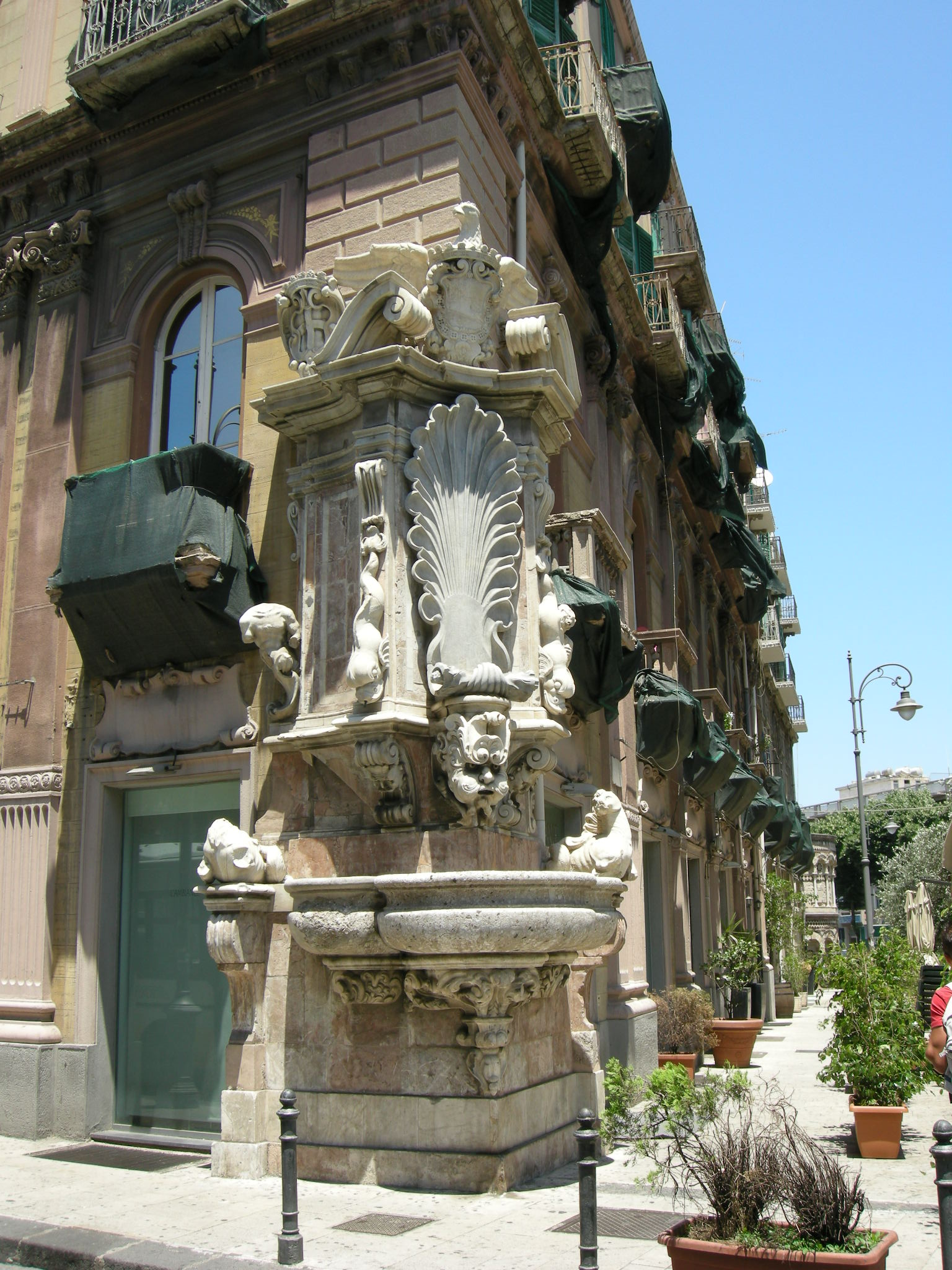
Quattro fontane
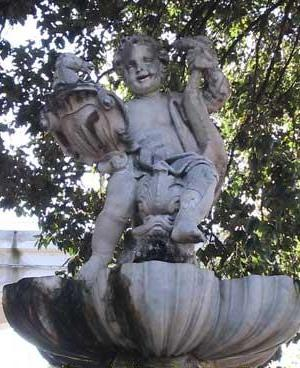
Fontana del Brugnani

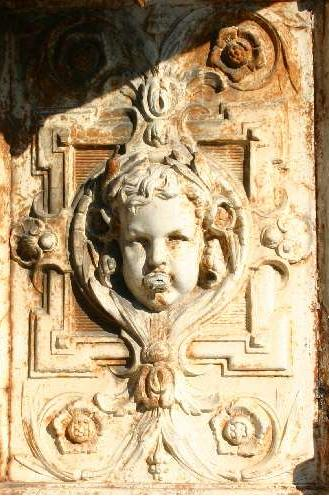
Fontana in ghisa della fiera campionaria
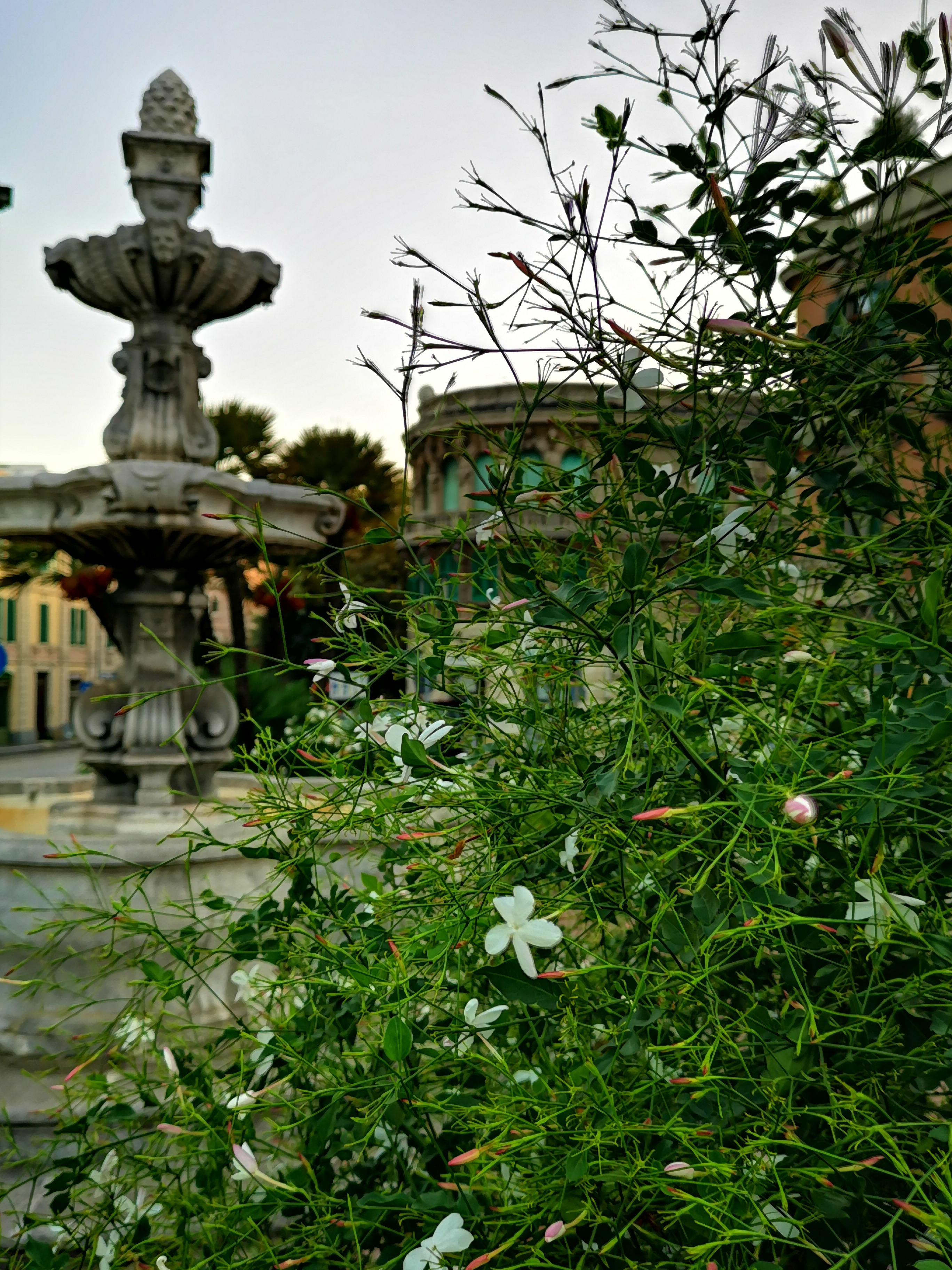
Fontana della pigna

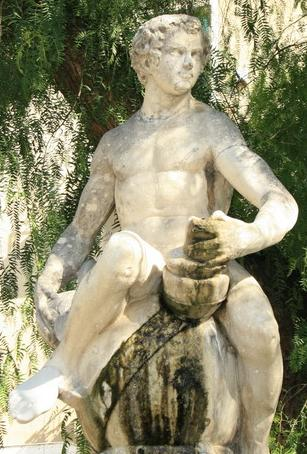
Fontana Gennaro
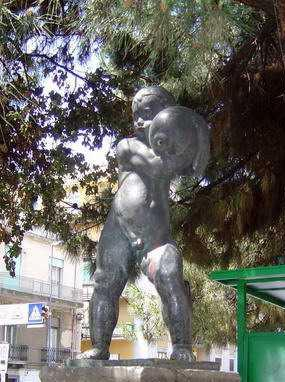
Fontana Arena

- Fontana di Orione

sita in Piazza Duomo, venne realizzata nel 1553 da Giovanni Angelo Montorsoli, allievo di Michelangelo. L'Opera, dalla complessa iconografia neoplatonico-alchemica, fu definita dallo storico dell'arte Bernard Berenson "la più bella fontana del Cinquecento in Europa".
- Fontana del Nettuno

Seconda opera messinese di Giovanni Angelo Montorsoli (1557), si trova in piazza Unità d'Italia.
- Fontana Senatoria

È collocata sul lato sud del Palazzo Municipale; si compone di una grande vasca circolare con al centro una stele che sostiene una grande tazza buccellata del 1619 a sua volta sormontata da una pigna, la grande vasca è sorretta da tre gradini e presenta sul bordo esterno sette targhe a rilievo, i nomi dei Senatori del tempo, Don Franciscus Marullo, Bernadus Moleti, Thomas Zuccarato, Marcellus Cirino, Vincentius De Celis e Franciscus De Judice. La sua collocazione originaria è sconosciuta, però fino al 1935 si trovava in Piazza Palazzo Reale (accanto alla Dogana), nel 1937 viene collocata in Via Consolato del mare accanto al municipio per la venuta a Messina di Benito Mussolini.
- Fontana Falconieri

Fu eretta in piazza Ottagona (oggi piazza Filippo Juvara) nel 1842 per i festeggiamenti secolari in onore della Madonna della Lettera dall'architetto messinese Carlo Falconieri. Oggi si trova al centro di piazza Basicò.
- Le Quattro Fontane

Eseguite su disegni del romano Pietro Calcagni, poste ai quattro angoli tra via Austria (oggi via I Settembre) e via Cardines, nuove arterie volute dal Senato di Messina nel 1572 per congiungere il Duomo al Palazzo Reale, furono eseguite in epoche diverse. La prima, nel 1666, da Innocenzo Mangani, la seconda, nel 1714, da Ignazio Buceti, le ultime due da ignoti artisti nel 1742. La decorazione è ispirata al mare; gli stemmi imperiali spagnoli e di Messina sormontano ciascuna fontana. Distrutte dal terremoto del 1908, solo due sono state ricomposte nel sito originario; le due mancanti sono custodite al Museo Regionale.
- Fontana Bios

alla Passeggiata a Mare, realizzata dal pittore e scultore messinese Ranieri Wanderlingh. Inaugurata nel 2005 è stata donata alla città dal quotidiano Gazzetta del Sud. Raro esempio di arte moderna a Messina, l'opera si ispira alle forme originarie e archetipiche della natura vivente. Simboleggia il maschile e il femminile e il ciclo della vita e dell'energia vitale rappresentato dall'acqua. Il sottotitolo dell'opera è: "la vita che sempre ricomincia". La collocazione sul lungomare è stata voluta dall'autore al fine di segnare l'importante confine fra spazio urbano e spazio naturale che caratterizza la città di Messina.
- Fontana dei 4 cavallucci

in largo San Giacomo, alle spalle di Piazza Duomo. Secondo lo storico Caio Domenico Gallo fu eretta nel 1742 in occasione della festa della Madonna della Lettera, scolpita dal catanese Giovan Battista Marino.
- Fontana del Brugnani

all'interno della Fiera campionaria, scolpita nel 1738 dal messinese Ignazio Brugnani. Fino al 1908 si trovava nel cortile del monastero di S. Gregorio Magno, sotto Montalto. I gravi danni subiti sono stati restaurati nel 1980.
- Fontana in ghisa

opera di artigiani fonditori messinesi di fine '800.
- Fontana della Pigna

in piazza Seguenza, è di stile settecentesco, sormontata da una grossa pigna da cui prende il nome. Si pensa provenga da un cortile del seminario arcivescovile.
- Fontana di Piazza Repubblica

è del periodo immediatamente successivo alla seconda guerra mondiale e sfrutta i resti di una fontana del 1902, poi andata distrutta, realizzata da Leandro Caselli in occasione della realizzazione dell'acquedotto cittadino.
- Fontana di Gennaro

all'incrocio tra Corso Cavour e via T. Cannizzaro, sarebbe opera del 1590 di Rinaldo Bonanno; quest'opera venne edificata grazie al volere dei senatori di quel tempo che furono: Paolo Adornetto, Antonio Cesare Aquilone, Pietro Arena, Pietro Del Pozzo, Giuseppe Stagno D'Alcontres, Carolus Ventimiglia. I loro nomi e la data di costruzione furono incisi su una lapide, distrutta dal terremoto, che era posta sul fronte del vicino palazzo Brunaccini. La fontana dell'Acquario, intesa popolarmente di Gennaro (viene chiamata Gennaro perché sembra che sia il nome della famiglia messinese che finanziò l'opera, o anche chiamata Innaru o Gennaro, nome derivante da Jannò o Giano, divinità pagana a cui si dedicavano, in epoca romana, le porte della città.), fu sistemata nel 1602 all'incrocio tra il Corso e la via del Collegio: era accostata alla testata di un irregolare fabbricato e volta verso Mezzogiorno e l'inizio del Corso. Caio Domenico Gallo negli "Annali della città di Messina" scrive in proposito che "[…] nell'entrare del nuovo anno 1602 si eresse il bellissimo fonte di marmo nella piazza della parrocchiale di S. Antonio dettà di Jannò con la statua ragguardevole dell'Acquario seduto sul Zodiaco […]". Per diversi anni fu ospitata dal Museo di Messina e nel 1931 fu posta nel nuovo slargo all'inizio del Corso, conservando comunque una posizione non molto diversa dall'originale. Di semplice e classica fattura, la fonte si eleva su un basso basamento e si compone di una vasca ottagonale in marmo rosa, dalla quale si erge un piedistallo che regge la statua di un giovane acquaiolo (Acquario) seduto su un globo decorato da una fascia con i segni dello zodiaco. Il segno zodiacale è, quindi, raffigurato sotto forma di giovane nudo dalle fattezze atletiche che regge due anfore; l'acqua fuoriusciva, fino al 1870, da quattro mascheroni posti alla base del globo e dalle due brocche sostenute da Acquario. La statua in marmo bianco appare non del tutto rifinita, a causa dell'erosione del tempo e dei danni riportati per il terremoto ancora leggibili nelle parti restaurate, ma, malgrado tutto, il modellato si presenta robusto e vibrante e la figura denota sincronia di movimento. Da taluni attribuita a Rinaldo Bonanno, essa fu, probabilmente, opera di un suo allievo, essendo quell'artista morto nel 1590.
- Fontanella Arena

si trova nel largo "Fontana Arena", un grazioso puttino in bronzo modellato dallo scultore messinese Antonino Bonfiglio. Questa fontanella decora un piccolo angolo di verde a forma triangolare posto tra via Boccetta e via G. Longo. Dagli abitanti del luogo la chiamano "Fontana Arena", dal nome della famiglia Arena che, nel secolo scorso, in un periodo di enorme siccità diedero al popolo la possibilità di servirsi delle acque. Il Comune, per ricordare l'avvenimento, commissionò l'opera un puttino orciaiolo in pietra artificiale che, successivamente, a spese dei cittadini del quartiere, fu modello per una fusione in bronzo, l'originale in pietra andò poi perduto, versante acqua da un panciuto vaso a forma d'anfora, rappresentando una delle opere "minori" e meno importanti di Bonfiglio, ma può considerarsi, malgrado, tra la foltissima schiera di sculture da lui eseguite, l'opera più gioiosa e genuina, pervasa di semplicità, allegria e spensieratezza, tipica del mondo felice dell'infanzia.
- Fontana di Arione al Casino di Terra Nuova (XVI secolo) costituita dalla statua di Arione su due delfini inserita in una nicchia con arco a tutto sesto, con conchiglia e cornice modanata e un’edicola con mezze colonne addossate d’ordine tuscanico; il tutto sormontato da ghirlande e da uno stemma inquartato. Rilevata nel casale di Giampilieri marina dall'architetto francese Jaques Ignace Hittorff nel 1823 e pubblicata in incisione ne l'Architecture Moderne de la Sicile, Parigi 1835, alla Planche XXXIII, viene in seguito dimenticata. Riscoperta dagli architetti messinesi F. Galletta e F. Sondrio nel 2014, viene pubblicata nel 2017, con l'attribuzione da parte degli stessi scopritori allo scultore messinese Rinaldo Bonanno. Vedi: M. Kiene, M. D’Angelo, M. Lo Curzio, 1823 Hittorff a Messina. La scoperta di una città nuova, EDAS La Volta, Collana di Studi e Progetti di Architettura, Messina 2017, pp. 192–214. ISBN 978-88-7820-473-7. In particolare: F. Galletta, Cronaca di una scoperta/Post Scriptum, pp. 192–198; F. Galletta, Un luogo di delizie, pp. 199–206; F. Sondrio, Una storia che continua, pp. 207–214.
- Fontana di Piazza Cairoli

inaugurata con la ristrutturazione della piazza, nel 2003 e nel 2011 viene inaugurata la fontana multicolore.

### Cimitero monumentale
Il cimitero monumentale è, dal punto di vista artistico, il secondo maggior cimitero d'Italia dopo quello di Genova.

### Architetture militari
Castello del Santissimo Salvatore 

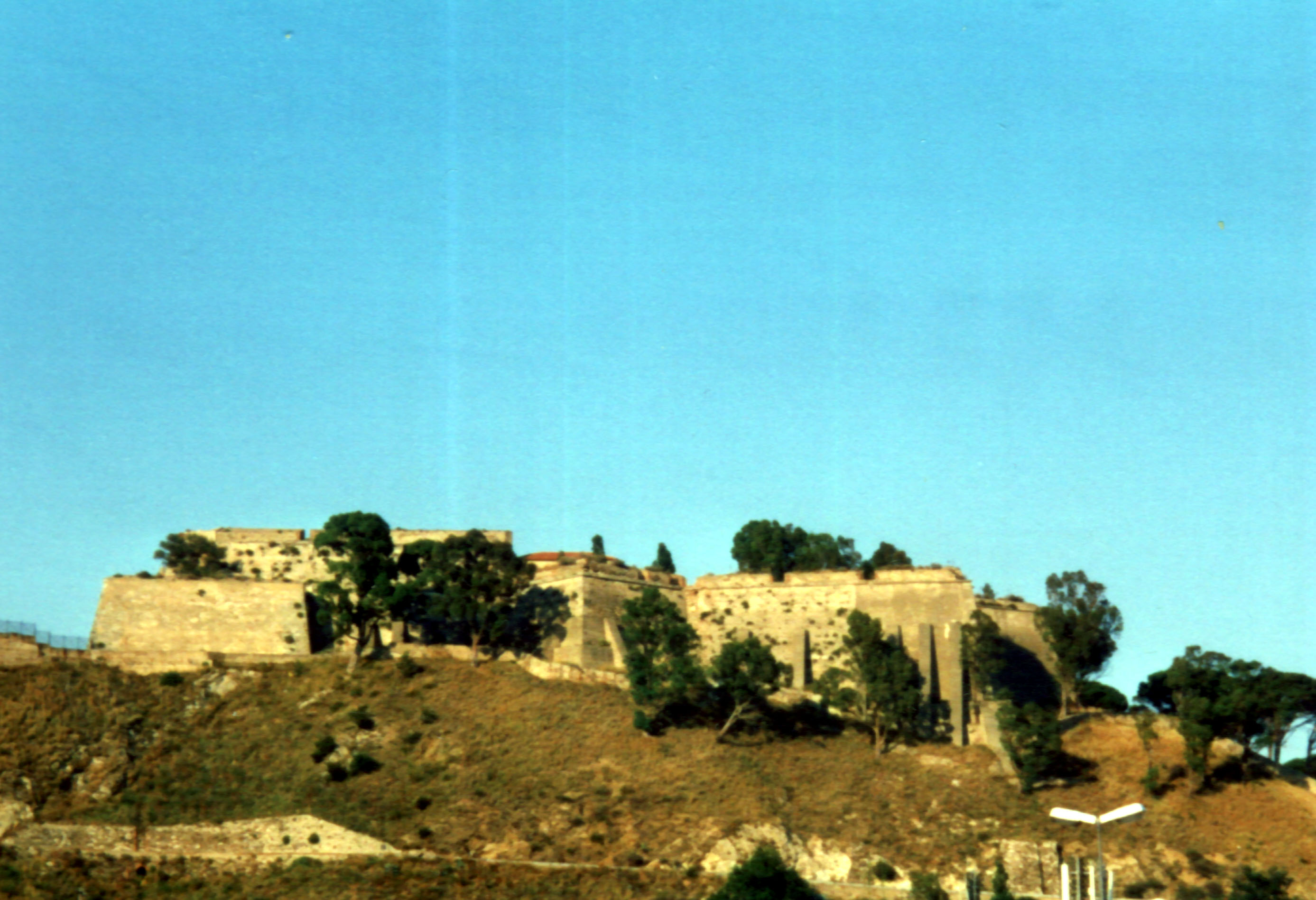
Forte Gonzaga

Fu fatto edificare da Carlo V nel 1540 circa, sul braccio estremo della falce portuale, nel luogo in cui un tempo esisteva l'antica sede dell'Archimandritato del Santissimo Salvatore. Sulla torre "Campana", posta all'estremità, si trova una stele di 60 metri di altezza, che sostiene una grande statua benedicente della Madonna della Lettera in bronzo dorato (alta 6 metri), opera di Tore Edmondo Calabrò. La stele fu illuminata per la prima volta nel 1934 da papa Pio XI, che azionò dal Vaticano un radiocomando di Guglielmo Marconi; essa appare a chi giunge dal mare e in atto benedicente verso la prospiciente città.
 Castel Gonzaga 
È una delle fortificazioni di pregio di Messina, progettato dal Antonio Ferramolino da Bergamo, regio ingegnere militare, nel 1540 e costruito in posizione dominante, a Montepiselli, nell'ambito del progetto di costruzione di nuove possenti mura e fortificazioni per la città di Messina, voluto da Carlo V, che resero la piazzaforte la più munita del bacino del Mediterraneo. Prese il nome dal viceré dell'epoca don Ferrante I Gonzaga.
 Real Cittadella 
Imponente costruzione militare a pianta stellare (5 baluardi), situata all'imboccatura della falce del porto. Fu costruita dal 1678 al 1681 dagli spagnoli, per controllare la città dopo la rivolta del 1674. Essa è nota per i lunghissimi bombardamenti compiuti sulla città durante l'Assedio di Messina del 1848, quando la città insorse contro il dominio borbonico e fu semidistrutta dal fuoco delle artiglierie dell'esercito del regno delle Due Sicilie nel corso della repressione. Gran parte di essa è in stato di abbandono.
 Forti Umbertini 
I Forti detti Umbertini sono così chiamati perché costruiti durante il regno di Umberto I di Savoia per la difesa dello Stretto. Sono 22 in tutto (13 sulla costa siciliana e 9 sulla costa calabra) e in genere sono posizionati su alture.
- Forte Cavalli, su Monte Gallo nei pressi di Larderia, ancora in ottimo stato di conservazione, che domina la città dal un'altezza di quasi 500 m s.l.m. Da essa si gode una vista ottima sullo Stretto, che servì negli anni a controllare le avanzate francesi via mare, impegnati in quel periodo in una campagna di attacco alla Tunisia. Deriva il suo nome dal generale piemontese Giovanni Cavalli. È sede del Museo Storico della Fortificazione Permanente dello Stretto.
- Forte Campone, in posizione molto elevata e in ottime condizioni.
- Forte Dinnammare, situato all'interno del Ponte Radio Interforze, accanto all'omonimo santuario dedicato alla Madonna.
- Forte dei Centri, a Salice, in buone condizioni.
- Batteria Polveriera o Masotto (dal nome del comandante), a Curcuraci. Dalla fine della II guerra mondiale fino al 1986 è stata utilizzata dalla Marina Militare come deposito; da allora è in stato di abbandono.
- Forte Serra la Croce, fra Curcuraci e Faro superiore, in buone condizioni.
- Forte Puntal Ferraro sui Colli Sarrizzo, gestito dall'Azienda Foreste Demaniali, in buone condizioni; vi è un centro veterinario importante oltre a ospitare una piccola colonia di daini
- Forte Menaja Crispi a Campo Italia; è stato in parte distrutto dai bombardamenti del 1943 e la parte restante è in stato di abbandono.
- Forte San Jachiddu, che prende nome da un eremita basiliano vissuto in epoca bizantina; situato a 330 metri di altitudine tra le vallate dell'Annunziata, di San Licandro e di Giostra-San Michele e utilizzato oggi come centro di un Parco Ecologico.
- Forte Ogliastri, a Tremonti, in buone condizioni; da qualche anno vi si organizzano importanti eventi d'estate oltre a ospitare il centro VTS per il controllo del traffico marittimo dello Stretto di Messina
- Forte Petrazza, tra Camaro e Bordonaro, in buone condizioni.
- Forte Schiaffino o Monte Giulitta, a Santa Lucia sopra Contesse, costruito nel 1889-1890 per difendere la zona da Gazzi a Mili Marina, è privo di gestione.
- Forte Mangialupi, demolito per far posto all'eliporto del Policlinico; ne restano solo la caponiera e qualche vano in stato di abbandono.
- Forte Spuria, nei pressi del cimitero di Granatari, ricostruito alla fine dell'800 sui resti del Forte Inglese.

 Altre strutture 

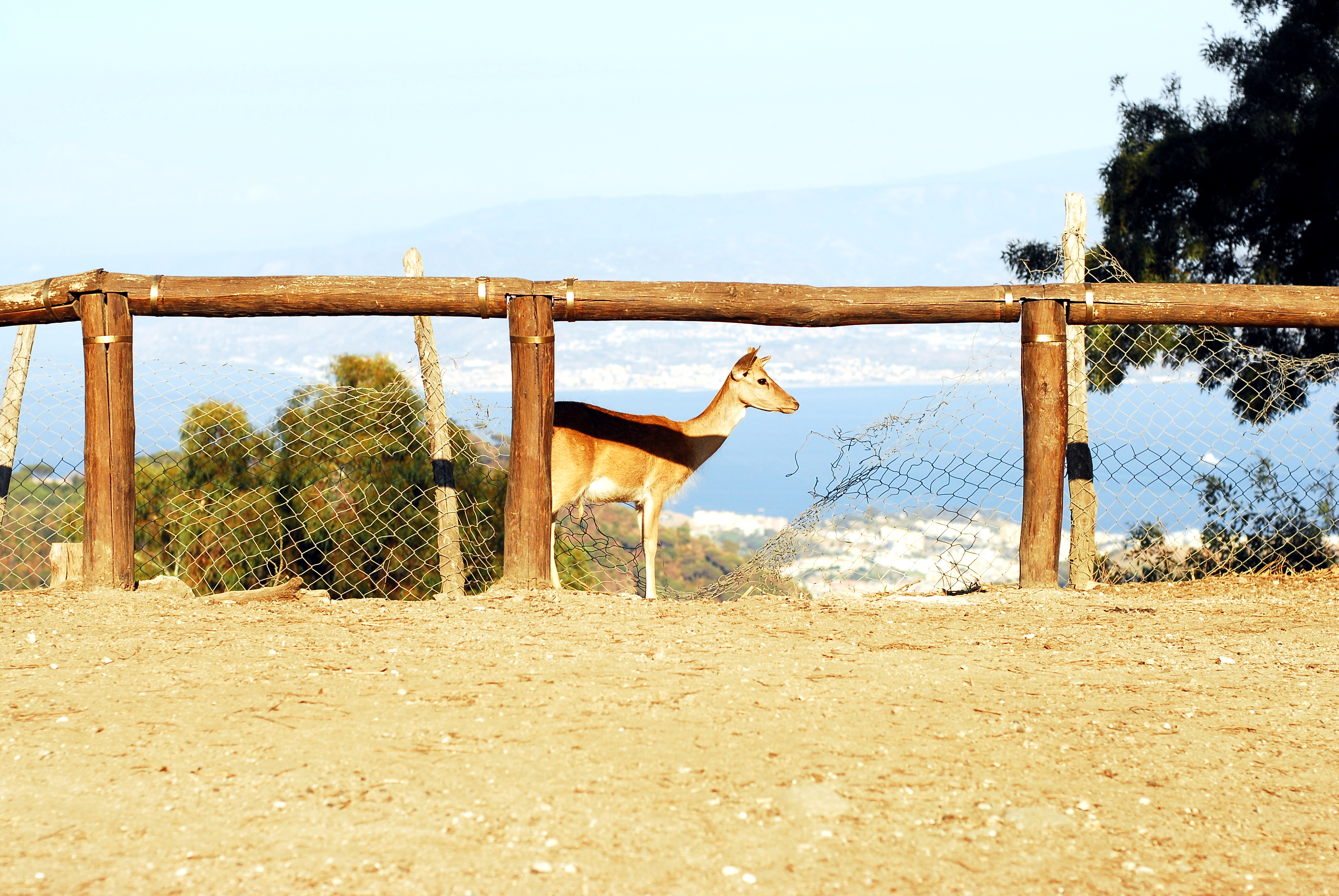
Un daino al Forte Puntal Ferraro. Sullo sfondo, lo stretto e la Calabria

- Forte Castellaccio: fortificazione in stato di abbandono di Gravitelli. È il più antico dei forti messinesi e ha subito nel tempo vari rimaneggiamenti.[101]
- Castello Matagrifone o "Roccaguelfonia": di esso resta solo una torre ottagonale, sulla cui sommità è stata installata una delle campane più grandi d'Europa. Esistono ancora alcuni baluardi, nonché le strutture sottostanti e circostanti, insieme con uno degli ingressi del XVI secolo[102];
- Torri:
  - Torre della Lanterna[103];
  - Torre di Contesse[104];
  - Torre degli Inglesi[105]
  - Torri Martello di Ganzirri e Faro;
  - Torre Faro;
  - Torre di Capo Rasocolmo;
  - Torre Marmora;
  - Stazione semaforica Spuria (anni trenta).[106]
- Sistema costiero - contraereo "f.a.m." (fronte a mare): edificato a partire dal 1936 e costituito da una rete di batterie costiere, osservatori, direzioni del tiro e altro, utili alla difesa costiera, antisommergibile e contraerea del territorio della città.[107]
- Sistema terrestre "f.a.t." (fronte a terra): edificato tra il 1942 e il 1943, costituito da una serie di fortificazioni (bunker, piazzole, eccetera) che cingono il perimetro della città, difendendolo da tentativi di penetrazione nemica.[107]

### Aree naturali

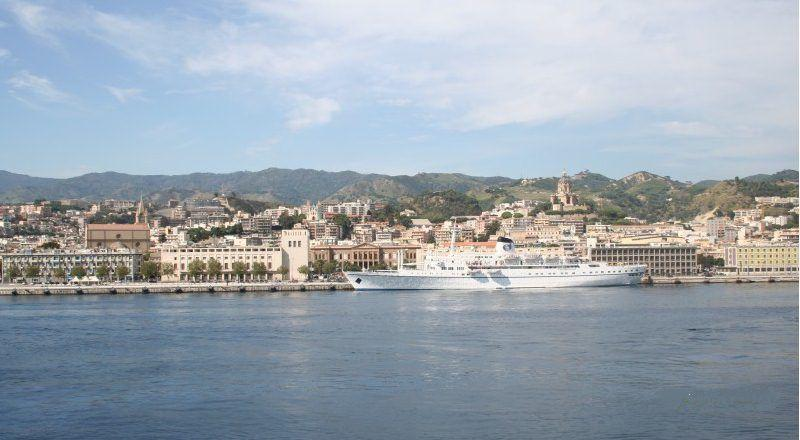
Messina vista dal mare

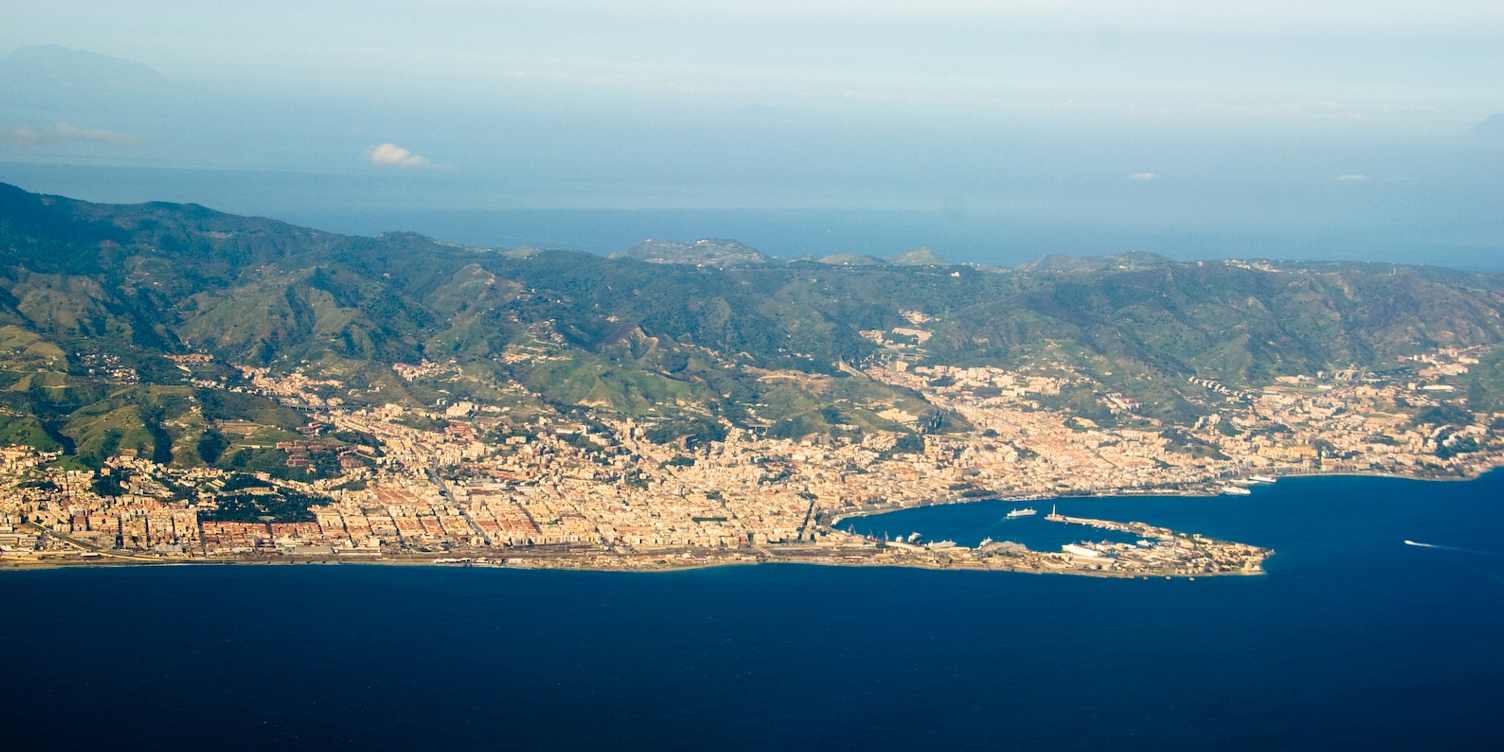
Visione aerea del centro della città visto dal mare

- Villa "Giuseppe Mazzini", nome originario "la Flora", fu progettata dall'ingegnere svizzero Enrico Fehr. Si trova al centro della città tra la Prefettura, la chiesa di S. Giovanni di Malta, la sede del Comando interregionale dei Carabinieri, il viale Boccetta e la via Garibaldi un tempo Strada Ferdinanda. Ricca di vegetazione mediterranea ed esotica, è uno dei luoghi preferiti dai messinesi per il tempo libero, all'interno vi è l'Acquario di Messina, e una voliera che ospita uccelli esotici.
- Passeggiata a mare, lungo spazio attrezzato sul waterfront del centro cittadino dal viale Boccetta sino al viale Giostra, compresa la sede della Fiera Internazionale, bellissima la vista sul porto e sulla colonna votiva della Madonna della Lettera.[108]
- Villa "Dante", di fronte al Cimitero monumentale e al centro del viale San Martino, la principale arteria commerciale della città. È il vero grande "polmone verde" di Messina, realizzato negli anni settanta e della estensione di alcuni ettari. Include anche una grande arena all'aperto per spettacoli (auditorium), una piscina, un centro ricreativo per anziani, campi da calcetto e numerosi spazi ludici per i bambini.[109]
- Villa "Albert Sabin", sul viale della Libertà di fronte al Museo Regionale e al capolinea Nord della tramvia, grande spazio verde attrezzato affacciato sullo Stretto.[110]
- Colli San Rizzo (o Colli Sarrizzo), immenso polmone verde naturale della città con numerose aree attrezzate.[111]
- Orto Botanico "Pietro Castelli", dell'Università di Messina, in piazza XX settembre, comprendente piante provenienti da varie parti del mondo; vi si svolgono attività di educazione naturalistica.

Esistono poi villette molto più piccole:
- Villetta "Quasimodo", nei pressi della Stazione ferroviaria[112]
- Villa "Ettore Castronovo", in piazza Castronovo, luogo di partenza della celebre "Vara" di Mezzagosto.[113]
- Villa "Giuseppe Garibaldi", situata di fronte alla più grande villa Mazzini lungo la via Garibaldi, alberata a pini. In loco si trova la statua di Ferdinando II di Borbone, da anni tenuta in abbandono e ivi posizionata solo qualche decennio fa.[82]
- Piazza "Santa Caterina Valverde", minuscola villetta sita lungo Via Garibaldi, davanti alla Chiesa di Santa Caterina. Ivi è posta un monumento in stile moderno dedicato ad Antonello da Messina.
- Pista ciclabile, affacciata sullo stretto, situata nella litoranea di Messina.[114]

Necessitano di lavori per essere dati alla pubblica fruizione due importanti aree della città:
- Parco "Aldo Moro", situato sulla circonvallazione, in viale Regina Margherita, è sede dell'istituto nazionale di geologia e vulcanologia con sezione sismologica. A novembre 2009 sono stati consegnati lavori di ristrutturazione che sarebbero dovuti durare nove mesi e dei quali non si ha notizia.[115]
- Foresta di Camaro", in attesa di essere affidata alla Forestale. Il 7 ottobre 2010, la Regione ha dato il via libera alla stipula della convenzione per la gestione della foresta di Camaro ed è ora possibile firmare l'accordo. All'interno si nasconde un vero e proprio tesoro: ci sono 7 specie di piante rare, 33 specie di uccelli (al Wwf ne risultano addirittura 110); si trovano siti storici quali gli antichi mulini plurisecolari, il santuario della Madonnuzza, il torrente di Camaro, la casa del Re e la colonia del principe di Piemonte. La foresta di Camaro, inoltre, gode di specifiche misure di protezione speciale, in quanto sito di interesse comunitario.[116]

### Alberi di interesse storico
- l”Abbirazzu” o anche l’”Albero di Garibaldi”, anche conosciuto come l’"Albero di Garibaldi di Messina", è un albero che sorge in via Brasile vicino ai traghetti. L'albero è il superstite di un grande complesso, la Villa Laudamo, una villa dell'Ottocento distrutta dopo il sisma del 1908. Oggi è considerato il simbolo dell’antico Borgo del "Ringo", il quartiere dei pescatori. Per comprendere il motivo di questa denominazione, bisogna tornare indietro nel tempo, al 6 agosto 1860, quando Garibaldi, dal balcone della Filanda Eaton a Porto Salvo, pronunciò un discorso di commiato rivolto ai messinesi. “Accettate, generosi, la destra – disse fra l’altro Garibaldi – che non ha mai servito un tiranno, ma che si è incallita al servizio del popolo… A voi chiedo di far l’Italia, senza l’eccidio dei suoi figli, e con voi di servirla, o di morir per essa.” Finito il discorso, il Generale si recò alla vicina Villa Laudamo.[117]
- Magnolia di Villa De Gregorio, che si trova in zona Giostra, è un meraviglioso albero di magnolia che prende il nome dall'ex Villa De Gregorio, distrutta dal terremoto del 1908. Oggi della villa rimangono poche mura. Negli ultimi anni, la zona intorno all'albero sta subendo un processo di riqualificazione con la costruzione di un'area chiamata Parco Magnolia.[118]

Aree  Archeologiche
Tomba a Camera di Largo Avignone, Necropoli in via Cesare Battisti, Resti  dell' Antica Chiesa di Largo San Giacomo

## Società

### Evoluzione demografica
La popolazione cittadina ha raggiunto un massimo di 260 118 abitanti nel 1981, dopo di che è diminuita al ritmo di 1 000 abitanti l'anno. Il primo motivo del fenomeno è la cronica crisi occupazionale, il secondo il trasferimento verso i comuni limitrofi. Il censimento del 1911 registrò una drastica contrazione per il terremoto del 1908. Le vittime furono in realtà molto più numerose di quanto appaia da una semplice sottrazione tra i dati di quel censimento e quello precedente, perché la città, quasi interamente spopolata, fu ripopolata da abitanti di altre zone della Sicilia e della Calabria, attratti dalla ricostruzione e dai larghi vuoti apertisi negli impieghi pubblici e nel commercio. Le famiglie messinesi che abitavano la città da prima del 1908 sono oggi pochissime.

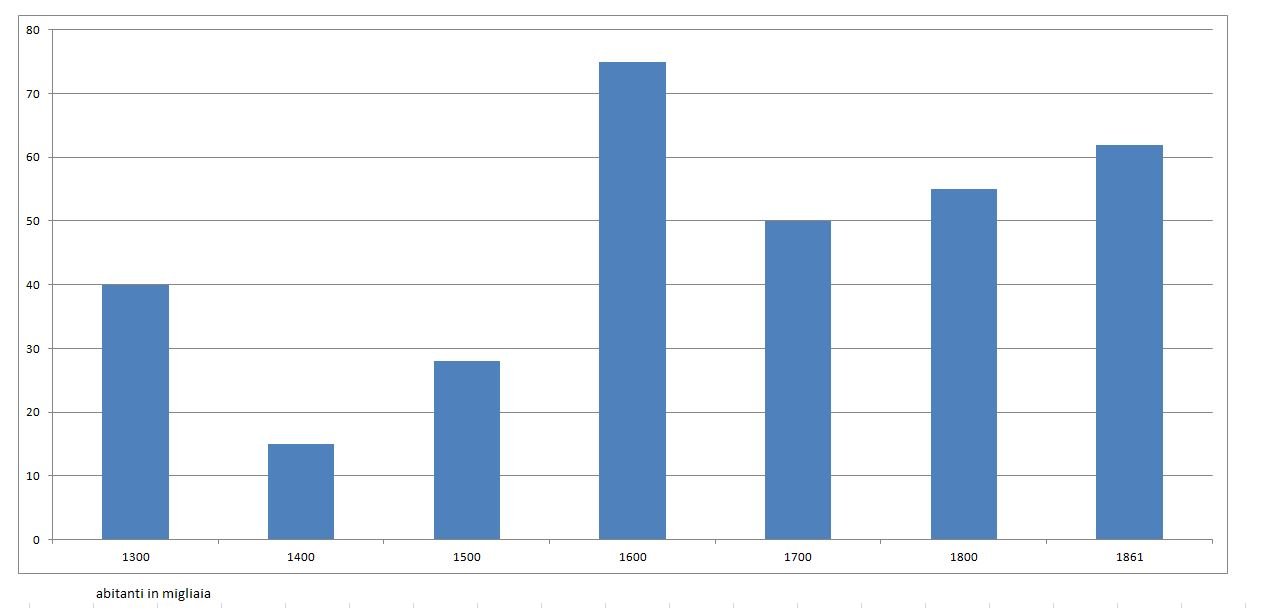

Popolazione storica (migliaia)
Abitanti censiti

### Etnie e minoranze straniere
Secondo le statistiche ISTAT al 31 dicembre 2024 la popolazione straniera residente a Messina era di 12 061 persone, pari al 5,2% della popolazione. Le nazionalità maggiormente rappresentate erano:
- Sri Lanka 3528
- Filippine 1959
- Romania 1262
- Marocco 967
- Cina 333
- Bangladesh 313
- Polonia 225
- Iran 221
- India 209
- Tunisia 162

### Religione
Secondo la tradizione cattolica, San Paolo, nel corso delle sue peregrinazioni per il Mediterraneo alla volta di Roma per diffondere la Buona Novella, sarebbe approdato nell'anno 41 d. C. a Messina, città già allora molto fiorente dal punto di vista economico grazie al suo porto.
Qui egli, predicando la dottrina cristiana, avrebbe infiammato subito i cuori di molti messinesi e, tra essi, dei Senatori cittadini del tempo, i quali, saputo dall'Apostolo delle Genti dell'esistenza, a Gerusalemme, della Madre del Signore, decisero subito di recarvisi per chiedere la sua benedizione sulla Città.
La Madonna scrisse di suo pugno e consegnò agli ambasciatori messinesi una Lettera, in cui Ella benediceva la Città e i suoi abitanti e si costituiva sua perpetua Protettrice. L'8 settembre del 42 d.C. la nave recò gli ambasciatori nella città dello Stretto con la Lettera di Maria, che la stessa Celeste mittente aveva arrotolato e legato con alcuni dei suoi capelli. Tale missiva risulterebbe essere conservata presso i Musei Vaticani a Roma. Secondo una leggenda, Maria avrebbe scelto di essere la patrona dei messinesi e non il contrario. Questa tradizione ha contribuito molto a radicare nella città il culto mariano.
(Dalla Lettera di Maria ai messinesi)
Da allora Messina per i cattolici divenne città mariana per eccellenza, vantando come credenziale l'essere stata scelta "direttamente dalla sua Patrona". Tale scelta sarebbe attestata da un'affermazione di Flavio Lucio Destro, del II secolo. Nel Duomo è custodita la reliquia del capello della Madonna, che viene portata in processione su un artistico vascelluzzo d'argento il giorno del Corpus Domini. Si racconta che a seguito di una pestilenza la popolazione di Palmi era ridotta notevolmente e il Senato Messinese decise di portare parte della Ciocca dei Capelli in processione a Palmi, quando arrivarono alle porte della cittadina calabrese la peste finì immediatamente. Per riconoscenza la domenica dopo il 15 agosto viene replicata a Palmi la processione della Vara (assunzione in cielo di Maria).
I cattolici celebrano la festa della Madonna della Lettera il 3 giugno, con una partecipata processione del fercolo d'argento cesellato con la statuetta argentea della Madonna, modellata da Lio Gangeri nel 1902 e la reliquia del Capello di Maria contenuta in un prezioso ostensorio (la Lettera è andata perduta in uno dei tanti incendi che devastarono il Duomo nel corso della sua travagliata storia).
La città di Messina ospita molte minoranze religiose: i pentecostali sono i più numerosi, ci sono anche testimoni di Geova, mormoni, valdesi e una forte concentrazione islamica per via delle forti immigrazioni.

### Tradizioni e folclore
La festa del Venerdì Santo si snoda per le principali vie della città la processione delle Barette (Varette), risalente al 1610 e composta da undici gruppi statuari raffiguranti episodi della Passione di Cristo. Tale processione si è svolta a più riprese da più di 150 anni e deve il nome di Barette al fatto che nelle prime edizioni vi era solo il simulacro della Madonna Addolorata e un fercolo con il Cristo morto e cinque barette rappresentanti i misteri. Tra le ultime interruzioni quella durata qualche anno per il terremoto del 1908 e il periodo della seconda guerra mondiale. Nel corso degli anni si sono via via aggiunti altri simulacri fino a essere i ventuno odierni. Le barette rimangono custodite nell'Oratorio della Pace che ha un portale risalente al periodo preterremoto.
Il giorno della festa del Corpus Domini, dalla Cattedrale si snoda una lunga processione preceduta da fedeli cattolici incappucciati detti "Babaluci" e da tutte le associazioni, congregazioni e arciconfraternite religiose della città. Assieme all'ostensorio con il SS. Sacramento, portato sotto un ricco baldacchino in seta dall'Arcivescovo, viene portato a spalla il "Vascelluzzo" (piccolo vascello), fercolo in argento cesellato adornato di piccoli drappi rossi e spighe di grano. L'opera è un ex voto fatto dai messinesi in segno di ringraziamento verso la Madonna della Lettera che, secondo la leggenda, in occasione di varie carestie, fece giungere nel porto della città alcuni vascelli carichi di grano. Il Vascelluzzo viene conservato presso la Chiesa dei Marinai ed è esposto dietro un vetro di sicurezza oltre a due pesanti grate di ferro sovraesposte. La mattina del Corpus Domini viene portato a spalla da 16 persone, con un'andatura tale da far sembrare che il Vascelluzzo navighi nel mare, ed entra nel Duomo allo scoccare del mezzogiorno. Una volta arrivato all'altare maggiore viene posta al centro del vascelluzzo la reliquia della Ciocca di capelli della Madonna. Alla sera dopo la S. Messa il Vascelluzzo privo della reliquia viene riportato in processione alla Chiesa dei Marinai dove viene accolto con lo sparo dei fuochi d'artificio.
La processione di Ferragosto

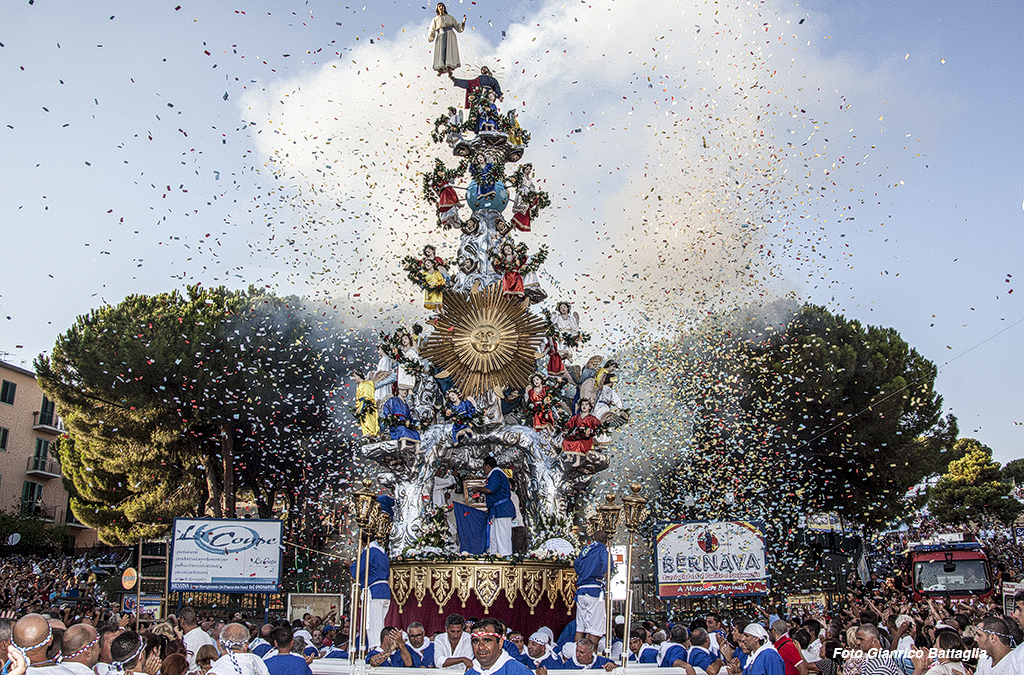
Processione della Vara

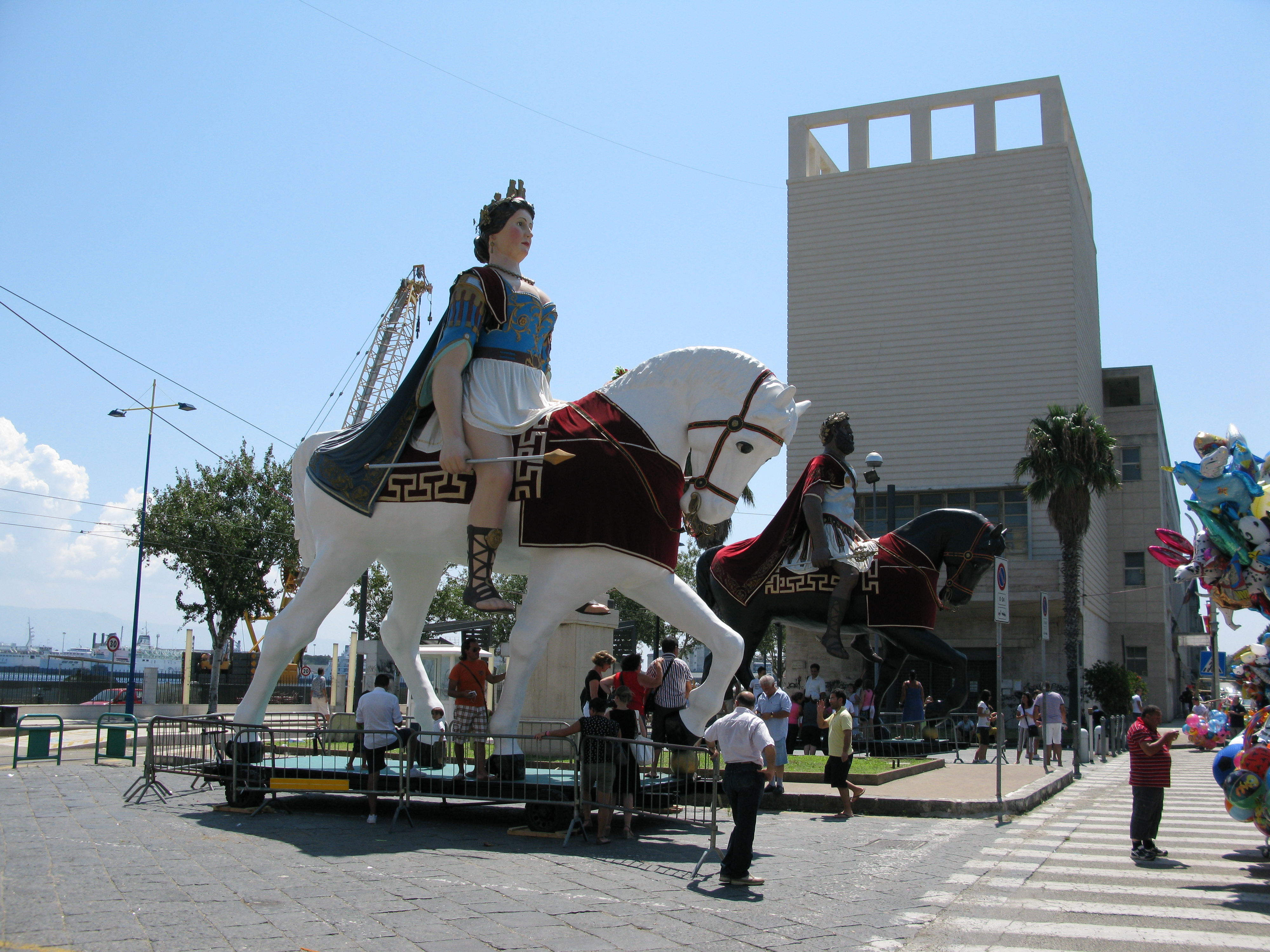
I giganti Mata e Grifone

La festa cattolica più importante è, però, quella che si svolge a ferragosto di ogni anno: viene portata in processione da migliaia di fedeli, vestiti di bianco e blu e a piedi scalzi, un'antica macchina votiva: la Vara, raffigurante le fasi dell'Assunzione della Vergine Maria al cielo. La Vara, alta circa 13 metri e mezzo, poggia su grandi scivoli metallici e presenta numerose figurazioni in materiali diversi di angeli, le due grandi sfere rotanti del Sole e della Luna e, in cima, la statua del Cristo che, con una mano, sorregge Maria, in atto di portarla all'Empireo; i fedeli la trascinano tirando le lunghe gomene (230 m ciascuna, spessore 5 cm) che vi sono attaccate alla base lungo il selciato precedentemente bagnato del corso Garibaldi, da piazza Castronovo a via I settembre e poi da via I settembre, arteria storica della città, fino a Piazza Duomo, dove la processione si conclude a sera. Dalle 23:00 un grande spettacolo pirotecnico, visibile da tutto lo Stretto, chiude la giornata di festa.
La Vara è una macchina trionfale, costruita per la prima volta nel 1535, in onore dell'imperatore Carlo V, in quell'anno in visita a Messina. Una importante testimonianza cinematografica della processione della Vara la si ha nel film Made in Italy, un film italiano a episodi del 1965 diretto da Nanni Loy. 
Si racconta che nel giugno del 1575 scoppiò a Messina una epidemia di peste che durò circa trent'anni procurando la morte di oltre 40 000 persone, dopo la battaglia di Lepanto (7 ottobre 1571) e in breve tempo si propagò anche a Reggio Calabria e nelle altre coste della Calabria. I cittadini di Palmi accolsero quanti fuggirono dalla città peloritana e inoltre, tramite i suoi marinai, mandarono aiuti tramite generi di vitto e olio.
Superata la calamità, la città di Messina in segno di riconoscenza verso la cittadina calabrese, con delibera del Senato cittadino volle donare alle autorità ecclesiali di Palmi, in segno di ringraziamento per gli aiuti prestati, uno dei presunti capelli della Madonna che furono portati nella città siciliana nel 42 d.C. unitamente a una lettera di benedizione e di protezione attribuita alla madre di Cristo.
Nei giorni precedenti il 15 agosto, le vie della città sono percorse dalla processione festante dei due Giganti e del Cammello, assieme a numerosi gruppi folkloristici. In particolare, le due colossali statue a cavallo raffigurano i leggendari fondatori della città, la messinese Mata e il moro Grifone (detti "u giganti e a gigantissa").
Le statue derivano dai giganti processionali dell'antica tradizione catalana, ancora oggi presenti in molte zone della Catalogna e usati in occasione di varie festività, come Tarragona per la festa di Santa Tecla, o durante la fiesta Mayor de Reus che si svolge il giorno di San Pietro Reus. Il contatto con la dominazione catalana fece pervenire la tradizione dei giganti processionali che si è diffusa anche in Sicilia e oggi è legata al culto della Vergine Maria, come nel caso dei giganti Mata e Grifone della festa della Assunta a Messina e dei giganti Kronos e Mytia della festa della Madonna della luce di Mistretta, mentre il Cammello ricorda l'ingresso trionfale a Messina, all'inizio della conquista della Sicilia sottratta agli Arabi, del normanno Conte Ruggero I d'Altavilla, che secondo la tradizione avvenne proprio a dorso di cammello.

### Istituti, enti e associazioni
Messina è sede di:
- Arcidiocesi di Messina-Lipari-Santa Lucia del Mela
- Conservatorio di Musica Arcangelo Corelli.[134]
- Accademia Peloritana dei Pericolanti.[135]
- Università pontificia salesiana "San Tommaso d'Aquino" di Messina.[136]
- Fiera Internazionale di Messina
- Brigata meccanizzata "Aosta" dell'Esercito Italiano.[137]
- Comando interregionale (Sicilia-Calabria) dell'Arma dei Carabinieri.[138]
- Arsenale militare (di pertinenza dell'Agenzia Industrie Difesa)

già sede del Comando Marittimo Autonomo in Sicilia della Marina Militare
- Centro militare di medicina legale (CMML)
- Policlinico Universitario "Gaetano Martino"[139]

## Cultura
Messina ha fornito l'ambientazione di due opere teatrali di Shakespeare, Molto rumore per nulla e Il racconto d'inverno. Nell'agosto 2011 il consiglio comunale di Messina ha deliberato di concedere la cittadinanza onoraria post-mortem a William Shakespeare, i cui natali, secondo alcune ipotesi, sarebbero avvenuti proprio a Messina.
Nel romanzo fantascientifico I condannati di Messina dello scrittore statunitense Ben Bova, la città peloritana è la sede del governo mondiale.

### Istruzione

#### Biblioteche
- Archivio Storico Comunale, fondato nel 1936. L'Archivio conserva oltre 14 000 volumi riguardanti la città, con copie risalenti al Cinquecento e al Seicento; una interessante emeroteca con oltre 1 600 testate e alcuni giornali risalenti al 1815; un'importante collezione di antiche stampe con oltre 420 esemplari, foto e cartoline d'epoca. Ha sede al palacultura.
- Biblioteca comunale "Tommaso Cannizzaro", fondata nel 1917. Custodisce circa 50 000 volumi. Sia l'archivio storico, sia la biblioteca comunale si trovavano provvisoriamente nei cantinati di una scuola media cittadina, sono state trasferite nel Palazzo della cultura di viale Boccetta.
- Biblioteca del Gabinetto di Lettura, all'incrocio tra viale San Martino e via Sacchi, custodisce oltre 45 000 volumi.
- Biblioteca Regionale Universitaria di Messina, fondata nel 1731. Il suo patrimonio bibliografico ammonta a circa 400 000 unità suddivise in: 1 307 manoscritti, 423 edizioni del XV secolo, 3 637 edizioni del XVI secolo, 107 pergamene sciolte, una collezione iconografica ricca di 363 stampe e una ricca collezione di fotografie storiche. Notevoli per importanza le raccolte pervenute alla Biblioteca per acquisto o donazione. Aperta tutte le mattine e i pomeriggi, tranne la domenica e il lunedì mattina. È suddivisa in quattro sedi: via primo settembre 117, via dei verdi 71, via la farina 237 e via consolare pompea 59.
- Archivio di Stato di Messina[142], istituito nel 1843. Gravemente mutilato nei suoi fondi archivistici nei bombardamenti del 1943 (quando perse oltre 100 000 volumi), oggi custodisce oltre 50 000 volumi. Aperto dal lunedì al sabato tutte le mattine, e nei pomeriggi di martedì e giovedì fino alle 17:30, con accesso libero e consultazione gratuita, si trova in via Avellino n.1 (angolo via La Farina).
- Biblioteca Camera di commercio industria ed agricoltura in piazza Cavallotti 1.
- Biblioteca del Museo Regionale, nata intorno alla metà del XIX secolo. Custodisce circa 9 000 volumi
- Biblioteca Painiana del Seminario Arcivescovile "San Pio X"[143], fondata nel 1927 dall'Arcivescovo di Messina mons. Angelo Paino nei locali del Seminario. Custodisce circa 175 000 volumi. Si trova in via Seminario, zona Giostra, ed è aperto tutte le mattine dal lunedì al venerdì e nel pomeriggio di giovedì fino alle 18.
- Biblioteca dell'Istituto Teologico San Tommaso dell'Università Pontificia Salesiana, una delle biblioteche più belle del sud Italia, ricca di volumi anche introvabili. È specializzata in scienze religiose e antropologiche: teologia, filosofia, sacra Scrittura, diritto canonico, storia ecclesiastica. Possiede ampie raccolte di letteratura classica e moderna, storia civile, diritto civile, scienze, arte, musica. Un reparto speciale di oltre 5 000 volumi è riservato a opere riguardanti la Sicilia. Una sezione particolare raccoglie, in edizione originale o in fotocopia, un rilevante numero di Sinodi di varie Diocesi d'Italia e di Spagna, e particolarmente delle Diocesi di Sicilia, celebrati tra il 1500 e il 1700. Il patrimonio contiene anche opere antiche a stampa, 'opera omnia', fondi, collezioni, microfiches, all'interno vi è anche una mediateca e un'emeroteca. Aperta tutte le mattine e i pomeriggi tranne la domenica e il lunedì mattina, si trova in via del Pozzo 43.
- Biblioteca "Costanza d'Altavilla" del Liceo Classico "Francesco Maurolico", aperta al pubblico dal 2002. Custodisce circa 16 000 volumi. Aperta tutte le mattine dal lunedì al sabato e nei pomeriggi di lunedì, martedì e giovedì fino alle 18, si trova in corso Cavour 63.
- Biblioteca dell'Istituto di studi storici "Gaetano Salvemini", aperta nelle mattine di lunedì, mercoledì e venerdì, si trova in via Lepanto 7.
- Biblioteche dell'Università degli Studi[144]. Tutte le facoltà universitarie di Messina hanno nel tempo realizzato delle biblioteche, molto rilevanti sia dal punto di vista numerico sia qualitativo. Tra di esse, riunite in un sistema bibliotecario d'Ateneo[145], spicca per ampiezza la Biblioteca della Facoltà di Lettere e Filosofia, con sede negli ampi locali del polo universitario dell'Annunziata, che custodisce quasi 1 000 000 di libri e che è, per ampiezza, la seconda nel Meridione d'Italia dopo quella di Napoli. Aperta tutte le mattine dal lunedì al venerdì e nei pomeriggi di lunedì e mercoledì.
- Biblioteca Provinciale dei Frati Cappuccini di Messina, istituita nel 1963, rappresenta la continuazione di quella che, agli albori del XVII secolo, fu una delle biblioteche più ricche dell'ordine. Il patrimonio ha una consistenza di 71 500 volumi. Il fondo antico comprende incunaboli, edizioni appartenenti ai secc. XVI-XIX, manoscritti e pergamene. La collezione moderna raccoglie testi concernenti teologia, patrologia, storia della Chiesa, diritto canonico, agiografia, storia, filosofia, letteratura italiana e straniera, arte, scienze del libro, storia e cultura locale. Una sezione speciale è dedicata al francescanesimo e alla storia e alla spiritualità dell'ordine dei Frati Minori Cappuccini. La Biblioteca dispone di una sala di consultazione a scaffale aperto e un'emeroteca dotata di 820 periodici di cui 180 correnti. La Biblioteca è adiacente al Santuario "Madonna di Pompei" sito in viale Regina Margherita 25. Si accede da via delle Mura, una stradina che costeggia il lato sinistro della facciata della Chiesa.
- Biblioteca "Giovanni Pascoli", sita al piano terra del Palazzo Provinciale (Palazzo dei Leoni), sul Corso Cavour. Si caratterizza per la ricchezza e completezza delle raccolte relative alle Gazzette Ufficiali Nazionali (dall'Unità d'Italia a oggi), Regionali, Europee (serie L e C) nonché per alcuni volumi relativi alle primissime sedute del Consiglio Provinciale. È ricca di oltre 4 000 volumi (tra monografie, saggi, pubblicazioni, dizionari, enciclopedie, romanzi). La Biblioteca inoltre conserva e continua a raccogliere diverse pubblicazioni e riviste, prevalentemente di carattere giuridico-amministrativo, ma anche letterarie, storiche e tecnico scientifiche, tra cui numerose sul territorio provinciale. È aperta il lunedì, mercoledì e venerdì dalle 10 alle 12, e il martedì dalle 16 alle 17.
- Biblioteca "Padre Egidio Lo Giudice", sita presso il Santuario dedicato alla Madonna del Carmine, inaugurata nel luglio del 2013, e gestita dai giovani della Parrocchia, possiede oltre 3 000 volumi, divisi in 22 sezioni, fra le quali alcune di natura religiosa, come Teologia, Scrittura, Spiritualità, Patristica, Storia della Chiesa, Carmelo, Mariologia, ma anche altre di diversa natura come Letteratura, Storia, Arte, Filosofia e Messina.

#### Ricerca
IRCCS Centro per lo studio ed il trattamento dei Neurolesi lungodegenti

#### Scuole
Sono attive in città 280 scuole pubbliche e private, con 109 scuole dell'infanzia, 84 scuole primarie, 25 scuole secondarie di primo grado e 42 scuole secondarie di secondo grado; queste ultime sono suddivise in 15 licei, 14 istituti tecnici e 6 istituti professionali.

#### Università
L'Università di Messina, fondata nel 1548 da S. Ignazio di Loyola come "primum ac prototypum collegium Societatis Jesu", ovvero primo Collegio al mondo della Società di Gesù, conta oggi circa 52 000 iscritti ed è la terza università siciliana per numero di studenti (Palermo e Catania contano circa 62 000 iscritti). L'attività didattica è divisa in 11 facoltà, che offrono oltre 110 corsi di laurea.
Nella città metropolitana ha sede nei comuni di Barcellona Pozzo di Gotto, Milazzo, Patti e Taormina.
Istituti per l'Alta formazione artistica, musicale e coreutica
- Accademia di belle arti "Mediterranea", istituto di alta formazione artistica non statale legalmente riconosciuto.
- Conservatorio di Musica Arcangelo Corelli, istituito nel 1939 come Scuola di Musica della Filarmonica Laudamo (fondata nel 1921), ma erede di una tradizione di insegnamento musicale sviluppatasi a Messina già a partire dal XVI secolo.

Istituti internazionali per la diffusione della lingua e della cultura
- Società Dante Alighieri - Lingua italiana
- Associazione Culturale Italo-Tedesca - Lingua tedesca
- Alliance Française - Lingua francese, operante a Messina dal 1958
- Oxford Centre School of languages - Lingua inglese

#### Musei
Museo Interdisciplinare Regionale

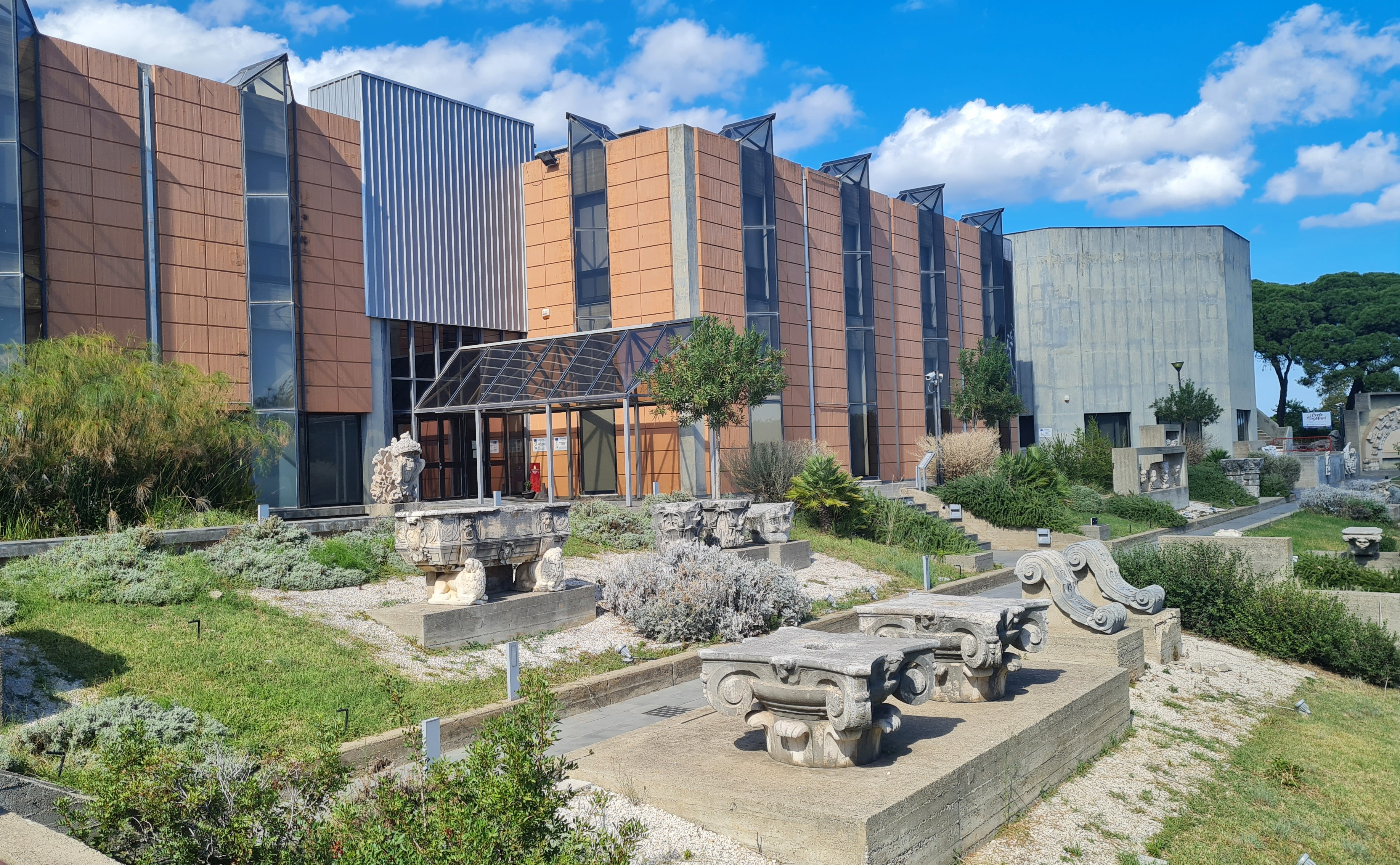
Museo Regionale di Messina

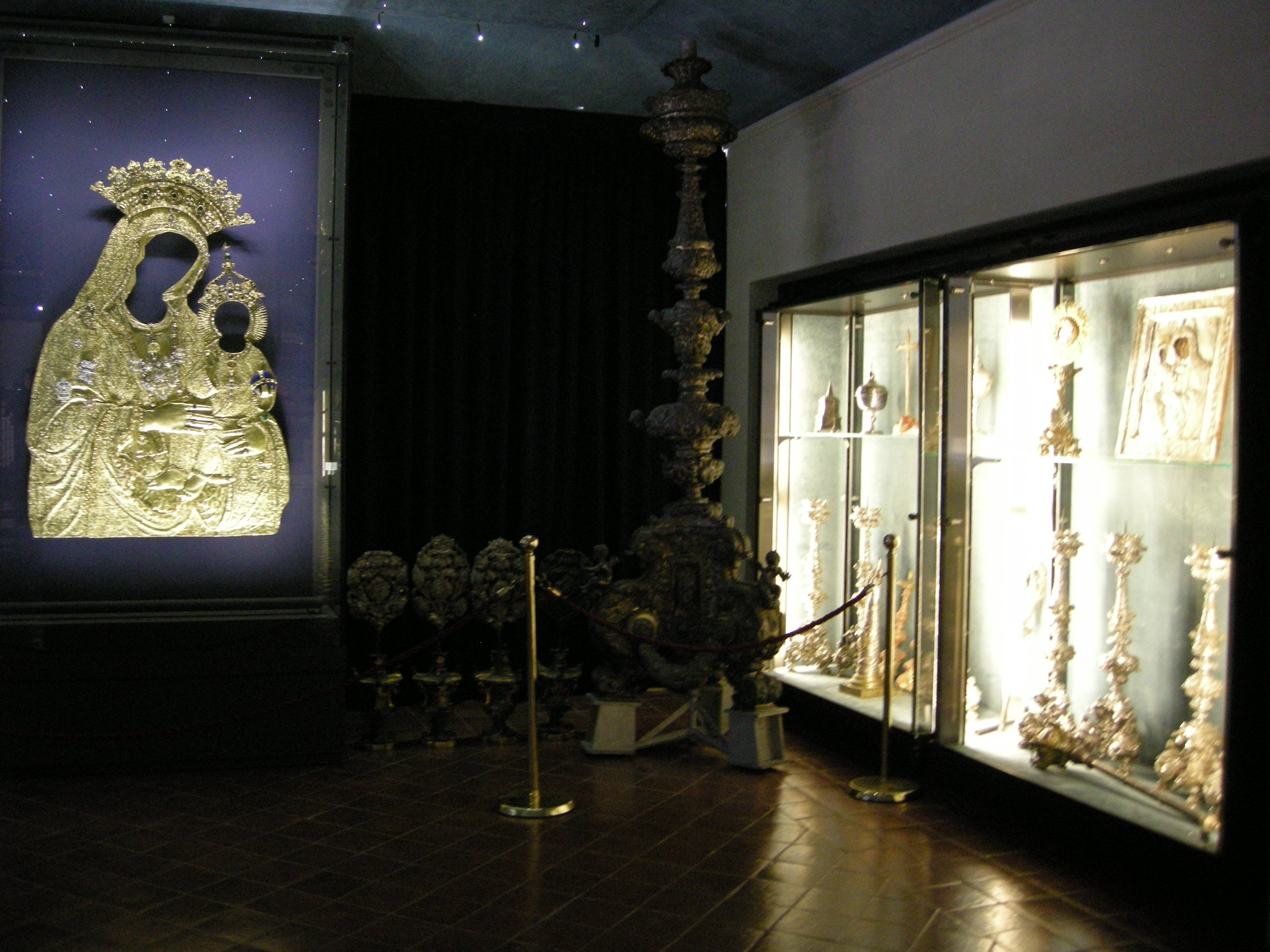
Tesoro del Duomo

Il Museo Regionale di Messina (ribattezzato MuMe), già "Museo Nazionale", passato alla Regione Siciliana in applicazione dell'autonomia isolana, fu concepito dopo il 1908 nei locali di un'antica filanda di seta, nella spianata di San Salvatore dei Greci (all'incrocio tra viale della Libertà e viale Annunziata) per accogliere quanto di artistico era stato possibile recuperare dalle macerie della città.
Le sezioni museali sono organizzate in modo da offrire, attraverso le testimonianze artistiche, un quadro cronologico della ricca storia culturale di Messina attraverso i secoli. Ospita, tra le opere più importanti, quelle dei numerosissimi artisti messinesi, Girolamo Alibrandi e poi Il Polittico di San Gregorio e un'altra tavoletta bifronte di Antonello da Messina e due tele di Michelangelo Merisi da Caravaggio, la Resurrezione di Lazzaro e l'Adorazione dei Pastori, opere di Alonso Rodriguez, Mattia Preti, Guercino, Onofrio Gabriello, Mario Minniti, Antonino Barbalonga Alberti, Colijn de Coter, Giovan Battista Quagliata, Matthias Stomer, Domenico Marolì.
Il Museo ospita inoltre una ricca mostra permanente degli argenti messinesi, a testimonianza delle straordinarie capacità artistiche degli argentieri messinesi. Dal 2010 è in corso il trasferimento nei moderni locali del nuovo Museo, adiacenti ai vecchi.
Museo della Cultura e Musica popolare dei Peloritani
Il Museo della Cultura e Musica popolare dei Peloritani, inaugurato nel 1996 nella frazione "Gesso" della zona Nord della città. È aperto ogni domenica, oppure durante la settimana su prenotazione.
Unico nel suo genere in Sicilia, basa l'allestimento museale sul criterio della multidisciplinarità: video, ipertesti, ascolto digitale, animazione con suonatori e cantori della tradizione, supporti letterari, fotografici, iconici, didascalici e didattici.
Custodisce tutti gli strumenti musicali della tradizione peloritana, tra cui le zampogne (ciarameddi in dialetto), i flauti in canna (friscaletti), tamburi e tamburelli, scacciapensieri, conchiglie e una ricca documentazione fotografica.

#### Archivio Quasimodo
Archivio - mostra permanente su Salvatore Quasimodo "La vita non è un sogno"
Raccoglie in una mostra permanente manoscritti, documenti, fotografie, pubblicazioni, onorificenze provenienti dall'Archivio Quasimodo, acquisito dalla città metropolitana di Messina. La mostra, finalizzata a esaltare gli aspetti fondamentali della vita e delle opere di Salvatore Quasimodo (che visse gran parte della sua vita nella città dello Stretto), si articola in nove sezioni dove sono esposte alcune opere significative del poeta ma anche del traduttore, del critico d'arte, del critico teatrale e perfino del librettista di opere musicali. A corredo dell'importante patrimonio artistico vi sono numerose fotografie, autografi e illustrazioni. Si trova all'interno dei locali della Galleria provinciale d'arte moderna e contemporanea di via XXIV maggio.
Galleria provinciale d'arte moderna e contemporanea
Aperta nel 1998, si trova presso la sede della città metropolitana di Messina (con ingresso da via XXIV maggio) la Galleria d'Arte Moderna e Contemporanea nella quale sono esposte opere di noti artisti come Renato Guttuso, Giuseppe Migneco, Felice Casorati, Lucio Fontana, Giò Pomodoro, Max Liebermann, Franco Angeli, Agostino Bonalumi, Mimmo Rotella, Corrado Cagli, Giuseppe Santomaso, Toti Scialoja, Howard Hodkin, Mario Mafai, Alighiero Boetti, Felice Canonico, Giuseppe Mazzullo, Carlo Morganti, Jonathan Togo, Mario Calandri, Victor Pasmore, Concetto Pozzati.
Mostra dei tesori della Cappella Palatina in San Giovanni di Malta
Allestito nei locali della chiesa di San Giovanni di Malta, nella via omonima, storica sede dell'ordine dei Cavalieri di Malta, custodisce numerosi esempi di arte sacra negli ambiti soprattutto dell'argenteria e dell'oreficeria (campi in cui Messina fu tra le principali città d'Italia in passato) e dei paramenti liturgici in seta, riccamente ricamati. All'interno vi sono le tombe di San Placido, San Martino e Francesco Maurolico, con relativi affreschi, e il crocifisso che parlò a Sant'Annibale Di Francia.
Tesoro del Duomo
Il Tesoro del Duomo di Messina, custodito ed esposto nel corpo aggiunto sulla fiancata Sud del tempio, è una ricchissima raccolta di preziosi oggetti di culto appartenuti alla Cattedrale sin dal Medioevo, in massima parte argenteria opera della rinomata scuola orafa messinese.
Il pezzo più prezioso del Tesoro è la cosiddetta "Manta d'oro", preziosissimo rivestimento del quadro della Madonna della Lettera nelle grandi feste, tutta d'oro finemente cesellato con motivi floreali e geometrici; è opera dell'orafo fiorentino Innocenzo Mangani, che la eseguì nel 1668. Il Tesoro custodisce inoltre una ricchissima collezione di paramenti e oggetti sacri; anche qui spiccano i lavori di orafi e argentieri messinesi.
Museo "Sant'Annibale Maria Di Francia"
Realizzato nei pressi del Santuario-Basilica di S. Antonio di Padova, nell'annesso Istituto dei Padri Rogazionisti, è stato realizzato su progetto dell'architetto Livio Lucà Trombetta e inaugurato nel 2000 da mons. Ignazio Cannavò, Arcivescovo emerito di Messina. Il museo riproduce, in scala 1:2, il quartiere "Avignone", il più malfamato della Messina preterremoto, luogo d'azione del messinese Sant'Annibale Maria Di Francia, canonizzato nel 2004. Il Museo custodisce anche oggetti provenienti dal quartiere, tutti i ricordi e le vesti del Santo. Si trova all'incrocio tra la via Santa Cecilia e la via Cesare Battisti.
Acquario comunale
Sito sul lato settentrionale della centrale "villa Mazzini", fu costruito verso la fine degli anni cinquanta dall'Istituto talassografico del CNR di Messina. L'acquario, successivamente passato alla proprietà comunale, oggi ospita in 22 vasche mediterranee e 8 acquari che riproducono ambienti acquatici del mondo circa 100 specie ittiche. Vi è annesso un museo della fauna marina. Nasce da un'idea, del 1868, del naturalista tedesco Anton Dohrn per osservare e studiare la fauna dello Stretto. L'acquario di Messina, unica struttura di tal genere in Sicilia, fa parte, insieme a Milano, Napoli, Livorno e Trieste, del ristretto gruppo di Acquari storici d'Italia. Al suo interno vi sono presenti specie endemiche dello Stretto di Messina, uniche al mondo.
Museo zoologico "Cambria"
Il museo zoologico "Cambria", di pertinenza del Dipartimento di Biologia animale ed ecologia marina della Facoltà di Scienze Matematiche, Fisiche e Naturali dell'Ateneo messinese, è sito nei locali del dipartimento nel polo universitario di contrada Sperone, nella zona Nord della città. Di notevole interesse naturalistico, conserva ricche collezioni di vertebrati, insetti e molluschi, con particolare riferimento alla fauna dello Stretto di Messina.
Osservatorio sismologico
Dati di osservazione sismologia e rilevazione meteorologica, consultazione biblioteca. Si trova in via Osservatorio.
Orto botanico "Pietro Castelli"
Fondato nel 1638, è uno dei tre orti botanici siciliani. Si trova all'incrocio tra la circonvallazione e la via Pietro Castelli.
Museo storico della fortificazione permanente dello Stretto di Messina
Il Museo storico della fortificazione permanente dello Stretto di Messina, fondato nel 2003 con il patrocinio del Comune di Messina e dell'UNESCO, è ospitato nei locali del Forte Cavalli uno dei tanti costruiti su entrambe le sponde dello Stretto intorno al 1890 per difendere il braccio di mare da una paventata invasione francese. Il percorso espositivo, partendo dagli studi balistici del generale Giovanni Cavalli, inventore della rigatura dei cannoni, racconta la storia della difesa dello Stretto dal periodo post-unitario alla seconda Guerra Mondiale mediante tavole iconografiche e oggetti appartenenti alla struttura. Il forte custodisce anche il più grande cannone italiano della seconda guerra mondiale (16 tonnellate per 10 metri di lunghezza), donato dal Ministero della Difesa e dichiarato Monumento ai Caduti di tutte le Guerre.
Mostra dei Pupi
Sono esposti centinaia di Pupi e manoscritti di fine '800 inizio Novecento, teste e tele di Vasta e Marino, una serie di attrezzi atti alla costruzione dei "pupi", scenografie, foto degli spettacoli. Teatro "Rosario Gargano" c/o Istituto "Angelo Pajno" di Messina, a Gravitelli.
Museo Messina nel 900
Antiquarium comunale, situato a Palazzo Zanca
Museo d' arte contemporanea Horcynus Orca (MACHO)
Museo delle armi antiche di Messina
Galleria di  arte moderna e contemporanea (Gamm)
Mostra Permanente "Messina 1908 "
Museo del Terremoto, in progettazione / costruzione all'interno dell'ex ospedale Regina Margherita, costruito tra il 1909 e il 1937

### Media

#### Radio
- Antenna dello Stretto
- Radio Street Messina
- Radio Messina Quartiere
- Radio Messina Sud
- Radio Amore Dance
- Radio Zenith Messina
- Radio Blinko Blanko

#### Stampa
Quotidiani
- Gazzetta del Sud[170]
- La Sicilia[171]
- Giornale di Sicilia[172]

### Televisione Televisioni locali italiane (Sicilia)
- RTP Radio Televisione Peloritana
- TCF Telecineforum
- Tele Messina
- Stretto TV

#### Cinema
Messina, città del mito e tragico scenario del terremoto del 1908 che rase al suolo la città, è una delle più «gettonate» città del cinema siciliane.
I primissimi filmati girati a Messina risalgono alla fine dell'Ottocento e sono stati girati da un operatore della casa Lumière:
- L'uscita dell'ultima messa dalla Chiesa dell'Annunziata del 6 novembre (1898);[173]
- Lo sbarco dei passeggeri dal Ferry-Boat (1898);[173]
- il Convegno dei ciclisti messinesi allo Chalet (1898)[173]

Il terribile cataclisma del 1908 colpì la fantasia di scrittori e registi:
- Dalla pietà all'amore (Luca Comerio, 1909)[173]
- Amore e Morte, (Luca Comerio, 1909)[173]
- L'Orfanella di Messina (Arturo Ambrosio, 1909)[173]

Dopo il terremoto, vengono girati a Messina alcuni film a soggetto e storici:
- La Fidanzata di Messina, tratto dall'omonima tragedia di Friedrich Schiller (1911)
- L'avventura (Michelangelo Antonioni, 1960), con Monica Vitti, Lelio Luttazzi, Renzo Ricci[174]
- Lu tempu di li pisci spata (Vittorio De Seta, 1954)[175]
- Viva l'Italia (Roberto Rossellini 1961)[173]
- Made in Italy (Nanni Loy, 1965), (scena riguardante la principale festa religiosa cittadina "La Vara")[176]
- No alla violenza (Tano Cimarosa, 1977)
- Quando i picciotti sgarrano (Romolo Cappadonia, 1978)
- La famiglia Ceravolo (Melo Freni, 1984)[177]
- Nessuno (Francesco Calogero, 1992)
- Come un delfino con Raul Bova (2011)[178]
- Seconda Primavera (Francesco Calogero, 2016)

#### Musica
Lorenzo Perosi ha dedicato alla città di Messina la sua Suite n.4 per ricordare la più grande catastrofe naturale - i 37 secondi più lunghi - che la storia europea ricordi in tempi storici. La composizione sinfonica è stata eseguita in prima assoluta nella stessa città nel 2019, sotto la direzione del M° Giuseppe Ratti.

### Cucina

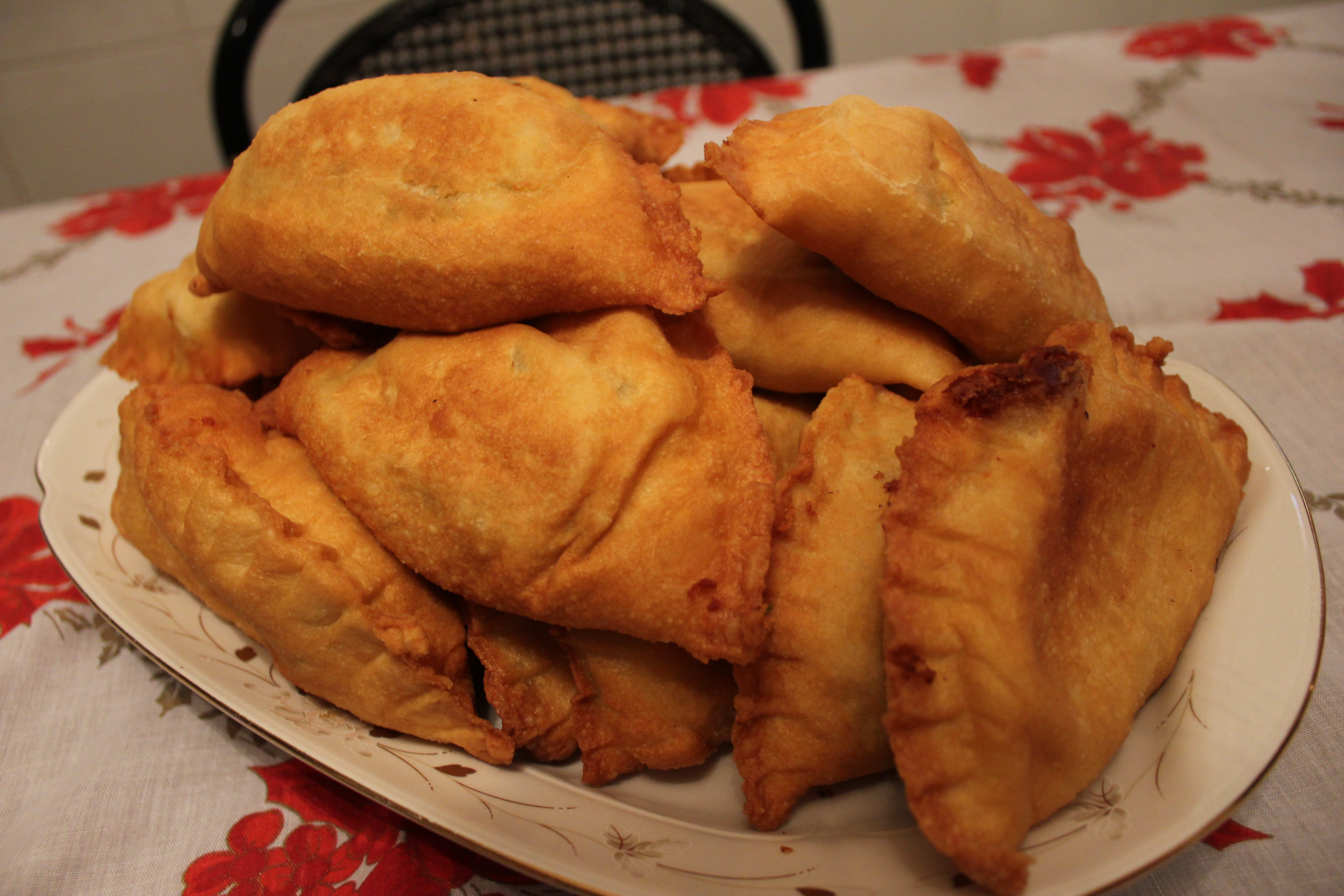
Pidoni

Le specialità della cucina messinese sono i piatti a base di pesce e frutti di mare: pesce spada, pesce stocco, cozze, costardelle, neonata e tonno. A base di carne, le braciole (taglio unico e diverso dal resto d'Italia) e il falsomagro. Dolci tipici messinesi sono: la pignolata glassata, il bianco e nero, i cannoli di ricotta con la variante al cioccolato, la cassata siciliana. Tipici anche la focaccia messinese (scarola riccia, acciughe dissalate pepe nero e formaggio tuma), il pane alla disgraziata i rustici (arancini, i pidoni, mozzarelle in carrozza e sfoglie) e la granita, dai gusti vari (fragola, limone, mandorla, gelsi, cioccolato, pistacchio e, molto apprezzata, la granita al caffè con panna) accompagnata dalla tradizionale brioscia. I piatti della tradizione legati alle varie ricorrenze liturgiche sono: i pidoni (una specie di calzoni ripieni di scarola bianca riccia, acciughe sotto sale e scamorza venivano preparati il giorno dell'annunciazione il 25 marzo, ma anche in molte altre occasioni per esempio il giorno di san Giuseppe, il lunedì di Pasqua, il giorno dell'immacolata, la vigilia di natale, il giorno di santo Stefano). U ciusceddu (piatto a base di carne bovina tritata, ossa di vitello, ricotta fresca, uova, pangrattato formaggio maiorchino, pomodori, cipolla sedano e prezzemolo), era d'uso prepararlo il giorno di Pasqua e la pasta 'ncaciata (gli ingredienti per la preparazione sono: carne bovina, un pollo novello, fegatini, carne magra bovina tritata, uova, salame sant'Angelo di Brolo, scamorza, formaggio pecorino stagionato, pangrattato, melanzane, salsa di pomodoro, cipolla, pasta del tipo corta liscia, prezzemolo, basilico, strutto, sale e pepe nero macinato). Questo piatto tipico era consuetudine preparalo il 15 agosto festa dell'Assunta una festa molto sentita nella città di Messina dove viene portata in processione la Vara, una maestosa macchina votiva di forma piramidale, alta circa 14 metri e dal peso di circa 8 tonnellate.

#### Fiera Internazionale

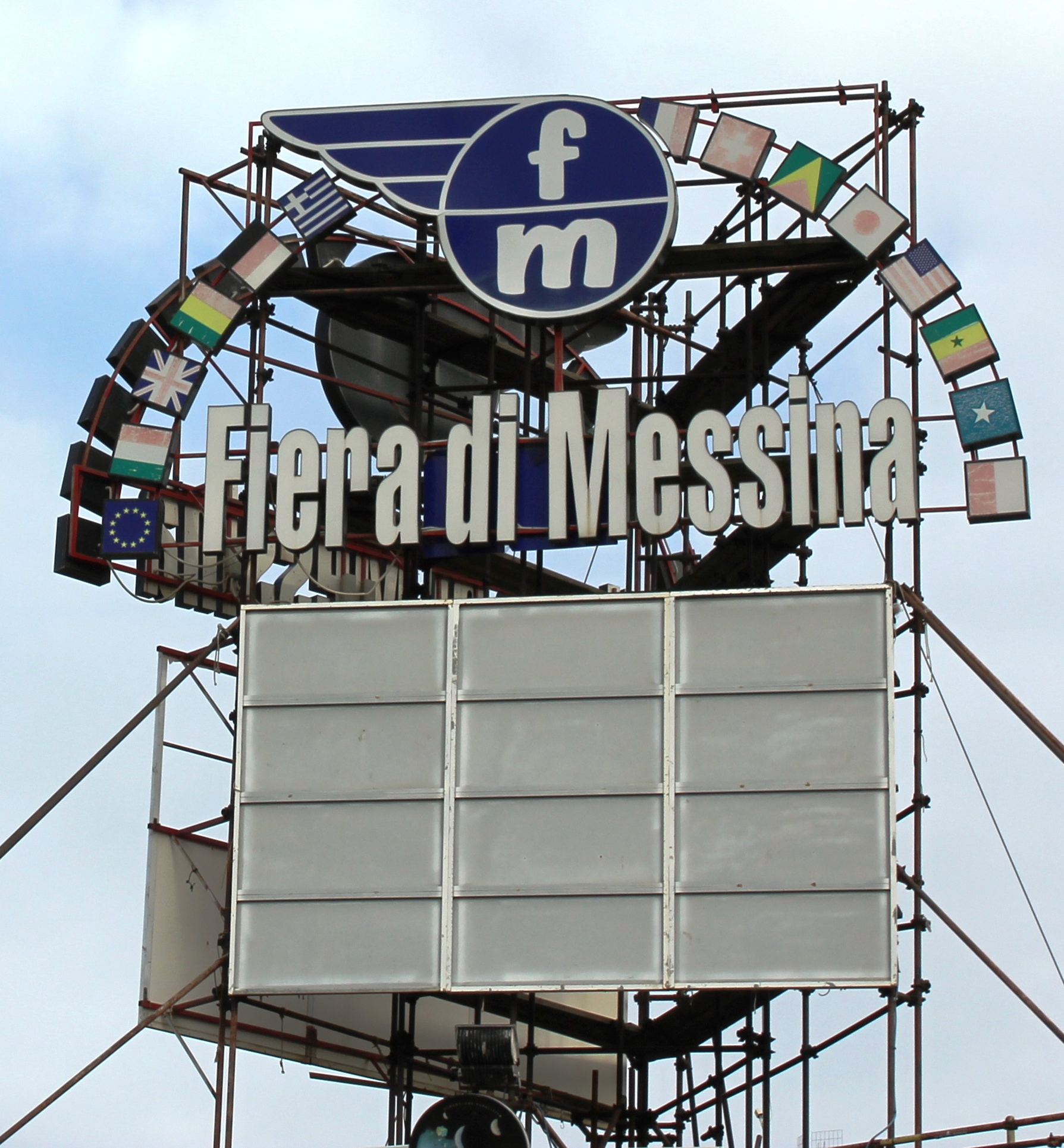
Insegna della Fiera Internazionale di Messina

Presso il quartiere fieristico si è svolta fino al 2012 la grande campionaria internazionale (ogni anno, dal 1º al 15 agosto) e numerose altre manifestazioni fieristiche di settore nel corso dell'anno.
La Fiera di Messina è la più antica del mondo fu fondata il 2 aprile 1296 da Federico II d'Aragona il quale consentì che i messinesi, per quindici giorni l'anno, aprissero una fiera sgravata dagli obblighi tributari.
Con l'ultima campionaria nel 2012 si è conclusa la fiera che a più ripresa ha avuto più di settecento anni di vita. Il complesso fieristico è stato definitivamente chiuso e demolito al suo posto sorgerà il prosieguo della passeggiata a mare

## Geografia antropica

### Suddivisioni amministrative

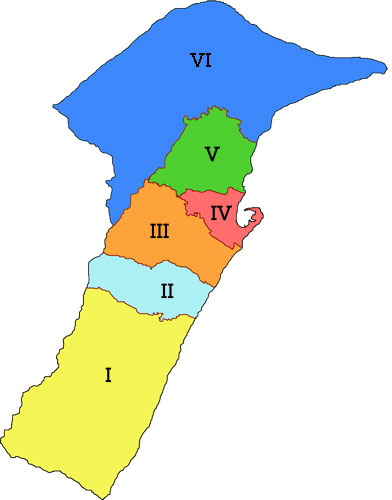
Mappa del territorio comunale suddiviso nelle sei circoscrizioni

Il territorio del comune di Messina è suddiviso in sei circoscrizioni, suddivise a loro volta da decine di frazioni, quasi tutte antichi villaggi, detti casali. Per questo la città si può considerare policentrica, perché oltre il centro storico della città propriamente detta, vi sono tanti centri storici nelle periferie, appunto i 48 casali di Messina, situati lungo le vallate e sulle colline.

### Area metropolitana di Messina[186]
L'area metropolitana di Messina, ad oggi ancora inattuata, è stata istituita nel 1986 dalla Regione Siciliana e delimitata con un decreto del 1995. Essa includerebbe 51 comuni su una superficie di 1135 km² e sarebbe caratterizzata da una ininterrotta conurbazione costiera nastriforme di 150 km compresa tra Furnari sul Tirreno e il fiume Alcantara sullo Jonio, passando per Milazzo, Barcellona Pozzo di Gotto, Lipari, Taormina e Giardini Naxos.

## Economia

### Agricoltura e allevamento
Particolarmente rilevante in passato, quando annoverava pregiatissime produzioni derivate come la seta e i derivati agrumari, ancor oggi l'agricoltura riveste un ruolo importante nell'economia messinese.
Le attività agricole e d'allevamento sono ancor oggi praticate nelle campagne dei villaggi del Comune di Messina. Tra le produzioni agricole, spiccano:
- Agrumi (limone, arancio, mandarancio, clementina)[19]
- Vite, da cui si producono ottimi vini rossi e bianchi, tra cui i DOC Faro[187]
- Birra, ove si produce la Birra DOC 15 e la Birra dello Stretto dal 2016 nel nuovo birrificio Messina.[188]

Diffuso è anche l'allevamento di vari tipi di animali da carne, in particolare di ovini (di cui è tradizione in città mangiarne le carni cotte in forno a legna) ma soprattutto di bovini (le cui interiora vengono arrostite sulla brace e vendute anche per strada, piatto che in dialetto messinese vengono chiamate: taiuni, virina e paddi i boi). Il latte fresco, viene utilizzato per la produzione di:
- Ricotta[190]
- Mozzarella e altri latticini.[191]

### Artigianato e industria
Il settore secondario non è particolarmente sviluppato in città, dove è (ed era) imperniato sulle industrie di medie dimensioni, in diverse sedi:
- Zona Industriale Regionale (ZIR), nella zona Sud della città, vi erano attività come molitura del grano, produzione di e generi alimentari, prefabbricati, mobili, ecc.[192]
- Polo per lo sviluppo artigianale di Larderìa, sempre nella zona meridionale della città. Vi trovano sede numerose attività artigianali di medie dimensioni, dalle produzioni di alta qualità (aziende del settore alimentare, mobili, materiale prefabbricato e per l'edilizia).[193]

Un capitolo a parte è invece il settore della cantieristica navale, vivo e presente nella zona falcata del porto cittadino, sede dei cantieri navali Rodriquez (ora Intermarine) e dei cantieri navali Palumbo

### Servizi
Il terziario è, storicamente, il "settore trainante" dell'economia cittadina. Ciò è dovuto in parte alla presenza del porto, che in passato era un importante scalo d'esportazione per i prodotti locali (vino, seta, e su tutto, i derivati agrumari) e ancora oggi è un importante scalo merci (in particolare, materie prime e materie lavorate da/per le industrie di trasformazione del territorio).

### Turismo

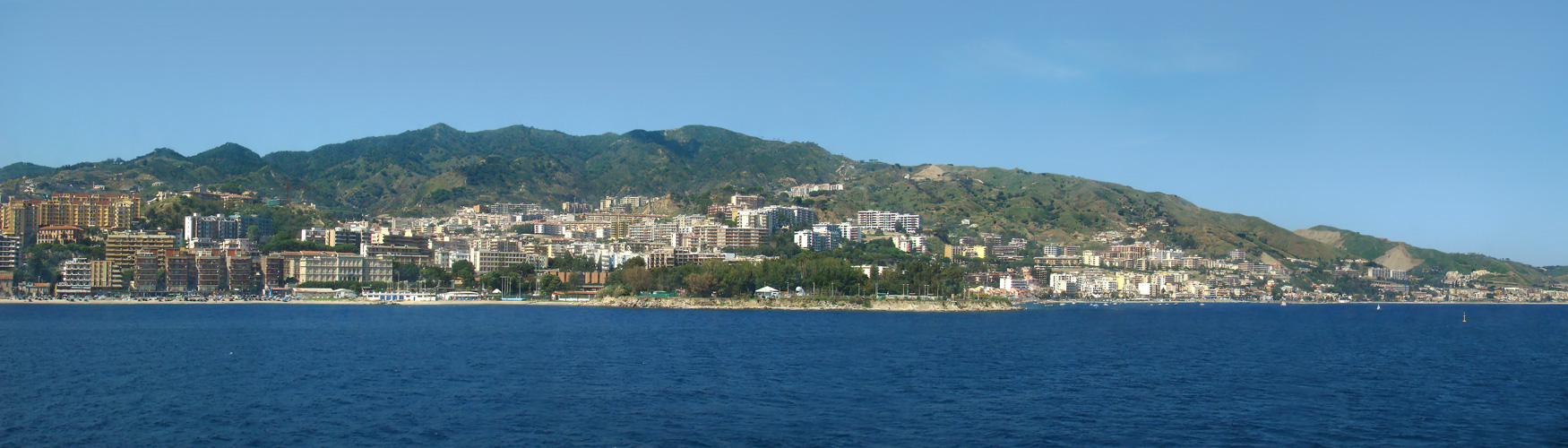
Messina vista dal mare

Il settore turistico si è sviluppato negli ultimi anni con la presenza annuale in città dei croceristi, risollevando Messina da una grave crisi nel settore dovuta alla vicinanza dei grandi poli di attrazione di Taormina e delle Isole Eolie (che fanno della città metropolitana la seconda più visitata del Mezzogiorno dopo Napoli e la prima in Sicilia). Nel 2017 sono stati 367 269 i croceristi sbarcati al porto della città, nel 2024 650 000.
Con le dovute distinzioni tra turisti e non turisti, le statistiche danno il settore turistico in netta crescita rispetto agli anni passati, soprattutto per quanto riguarda le presenze di turisti stranieri, grazie alle attrattive artistiche (centro storico e monumenti, Museo Regionale con le opere di Antonello e Caravaggio) e naturalistiche (Capo Peloro, laghi di Ganzirri, monti Peloritani)..
Particolarmente vivo il settore balneare, in particolare per le coste della zona nord, intorno a Capo Peloro (il punto più vicino alla costa calabrese, in cui sorge il faro), che si affacciano sul Mar Ionio (e dunque sullo Stretto) e sul Mar Tirreno.

## Infrastrutture e trasporti

### Strade

L'Autostrada A18

La tangenziale autostradale di Messina è parte della A20 Messina-Palermo che attraversa il territorio urbano da sud alla zona centro-nord. Ci sono 7 svincoli: Messina sud Tremestieri, Messina San Filippo, Messina Gazzi, Messina Centro, Messina Boccetta, Messina Giostra-Annunziata, Messina nord Villafranca. La città è servita anche dalla Autostrada A18 Messina-Catania.

### Ferrovie
La città di Messina è collegata, via ferrovia, con il capoluogo di regione, Palermo e con Catania e Siracusa.
Le stazioni ferroviarie principali della città sono:
- Messina Centrale (seconda in Sicilia per traffico passeggeri)
- Messina Marittima (per i collegamenti con la linea ferroviaria del continente); è inoltre presente la stazione di Messina Scalo, dedicata al traffico merci.

Dal 2010, sulla tratta Messina-Giampilieri della ferrovia Messina-Siracusa, è attivo un servizio ferroviario suburbano definito Metroferrovia di Messina. Il servizio, gestito da Rete ferroviaria italiana, interessa 10 stazioni su 15 km interamente elettrificati e a doppio binario; le stazioni e le fermate servono i quartieri e le frazioni litoranee della città di Messina.
Dal 1º maggio 2021, in seguito a un accordo tra Trenitalia e ATM (l'azienda di trasporto urbano di Messina) è stato istituito il biglietto unico e la nuova tariffa metropolitana.

### Porti

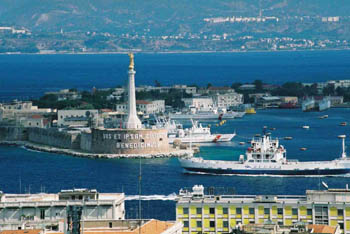
Ingresso del porto

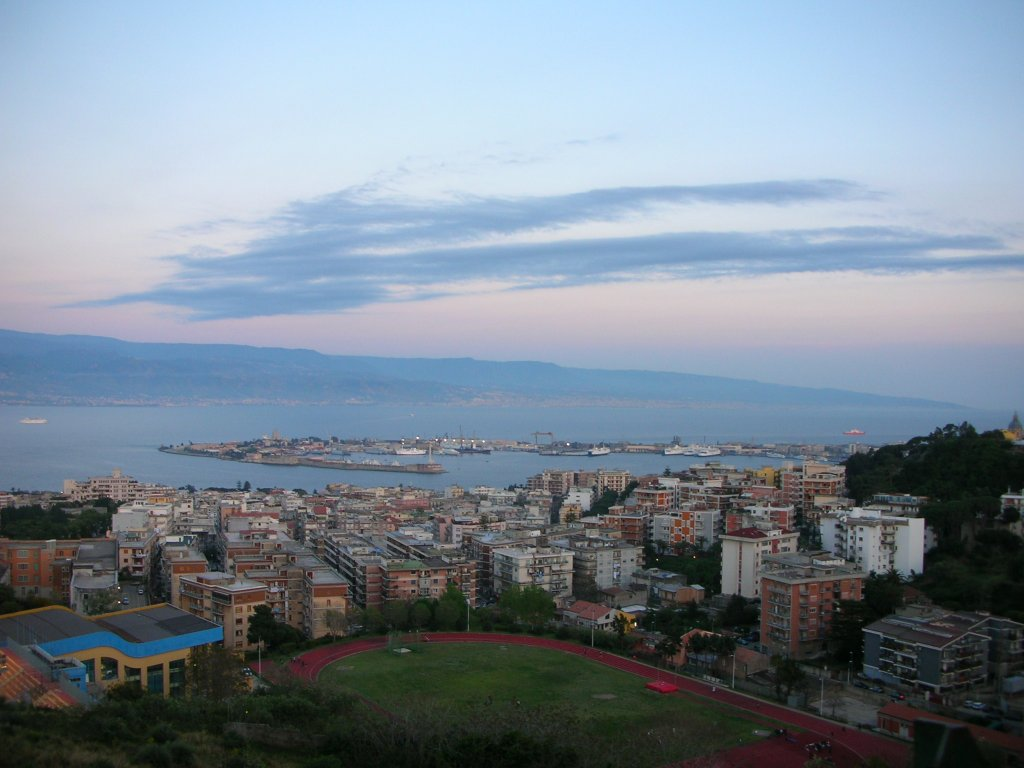
Veduta del porto di Messina con la caratteristica falce e di parte della città

Messina, sede di Autorità portuale, possiede il più grande porto naturale attrezzato della Sicilia.
Messina è collegata al continente con servizi di traghetti e aliscafi sia per Villa San Giovanni (24 ore al giorno, 7 giorni la settimana) sia per Reggio Calabria. I collegamenti con Villa San Giovanni permettono il trasporto dei convogli ferroviari.
A Messina fanno capo servizi Ro-Ro denominati commercialmente "autostrada del mare".
Il porto di Messina è il decimo in Italia (dopo Civitavecchia, Venezia, Napoli, Livorno, Savona, Genova, Bari e Palermo, La Spezia) per attività crocieristica e il primo porto italiano per trasporto di passeggeri, nonché tra i primi d'Italia per estensione;
Dal 2006 la città è dotata di un secondo porto, costituito da due invasature per le navi traghetto che trasportano camion verso la Calabria. Il nuovo porto sorge nella periferia meridionale, nel sobborgo di Tremestieri, ed è agevolmente raggiungibile grazie al collegamento con lo svincolo Messina Sud - Tremestieri della tangenziale di Messina. Il nuovo porto mira ad assorbire la gran parte del traffico gommato pesante in attraversamento liberandone il centro cittadino. Il progetto di ampliamento, finanziato e appaltato da molti anni non è ancora concluso.

### Mobilità urbana
La città dispone di una rete di autoservizi urbani gestiti dalla società ATM.
La città dal 3 aprile 2003 è servita per circa 7,7 chilometri dello sviluppo longitudinale del centro urbano da una linea tranviaria. Il servizio tram è integrato dal parcheggio a raso Annunziata al capolinea nord e dal parcheggio a raso Gazzi Zir al capolinea sud.

Dal 1917 al 1951 era presente una rete di tranvie urbane realizzata a partire dall'elettrificazione delle due linee tranviarie a vapore Messina-Giampilieri e Messina-Barcellona.

## Amministrazione
A seguito del turno elettorale del 12 giugno 2022, viene eletto sindaco di Messina Federico Basile, proclamato il successivo 16 giugno.

### Consolati
Messina ospita i consolati di Danimarca, Germania, Islanda, Norvegia, Federazione Russa e Spagna.

### Gemellaggi
- Messene, dal 2013[203]
- Assisi, dal 2014[204]
- Malta, dal 2018[205]
- Kochi, dal 2022[206]
- Palmi, dal 2024[207]
- Noventa Vicentina, dal 2025[208]

### Altre informazioni amministrative
Il comune di Messina fa parte delle seguenti organizzazioni sovracomunali: regione agraria n.5 (Montagna litoranea di Messina).

## Sport

### Sport di squadra

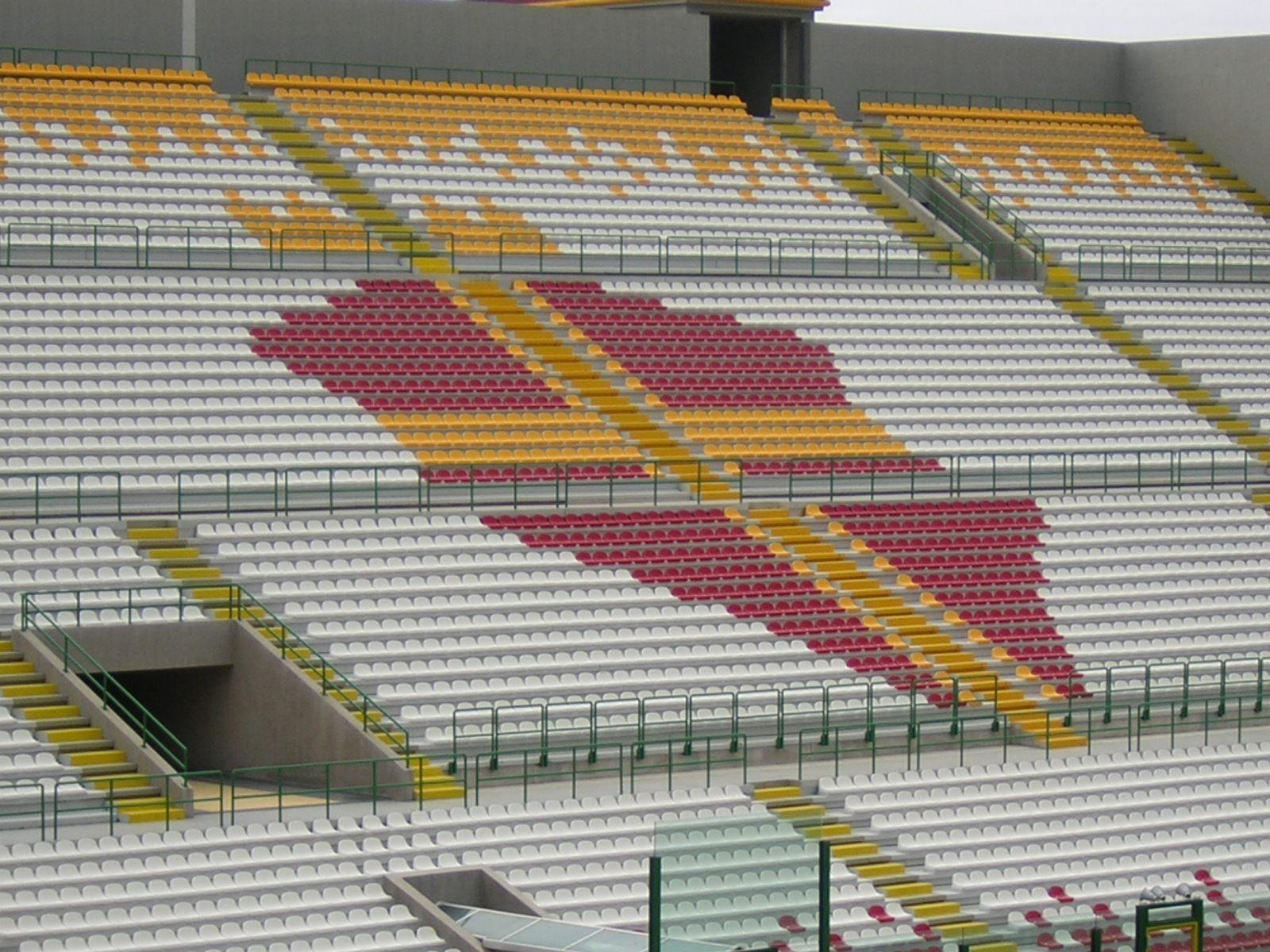
La Curva Sud dello stadio San Filippo di Messina

- Lo sport più seguito a Messina è il calcio, dove l' A.C.R. Messina ha ottenuto una vittoria nel campionato cadetto e 5 partecipazioni alla massima serie (l'ultima delle quali nella stagione 2006-2007); iscritta alla Serie C dalla stagione 2021-2022, disputa le gare casalinghe al San Filippo. È uno dei 18 club più antichi d'Italia e figura al 46º posto nella graduatoria per tradizione sportiva dei club calcistici e al 51º nella classifica perpetua della Serie A. È stato inoltre il primo vincitore della Whitaker Challenge Cup, il primo trofeo calcistico della storia del Centro-Sud Italia. Oltre all' A.C.R. Messina le altre squadre di calcio della città sono: l' U.S.D. Messana 1966 fondata nel 1966 e l' A.S.D. Atletico Messina che militano nel girone B di Promozione.
- Nel tennistavolo, Messina ha una grande tradizione sportiva, con diverse squadre nei massimi campionati, tra le quali la "Top Spin Messina", campione d'Italia nell'anno 2022. Il Body Center Messina si laureò campione d'Italia nel 1999. La Top Spin Messina ha vinto lo scudetto, nelle stagioni 2018/2019 e 2021/2022, la Coppa Italia e la Supercoppa italiana nel 2019 e 2020. Inoltre il CUS Messina mantiene una squadra maschile e una femminile, entrambe militano in serie A2.
- Nella pallacanestro, la città dello Stretto è stata in Serie A con la Pallacanestro Messina. Oggi la Basket School Messina milita nel campionato nazionale di Serie B Interregionale, assieme al Castanea Basket. In campo femminile, la Rescifina ha militato per diversi anni in serie A1, arrivando sino alle semifinali scudetto.
- Nella pallanuoto, il CUS Unime milita nel campionato maschile nazionale di Serie A2 dopo la promozione conquistata nella stagione 2017/18 con ben 22 vittorie su 22 partite giocate. In campo femminile la Waterpolo Messina ha militato in Serie A1 fino al 2018. Nella stagione 2014/15 arrivò 3ª in Serie A1 e in finale di Coppa Italia. In quella successiva, 2015/16, si classificò 2ª.
- Nella pallamano, Messina è rappresentata nei campionati nazionali maschili dalla Pallamano Messina che milita attualmente in Serie A2. Ha militato nel massimo campionato di pallamano italiano, la Serie A1, dal 1998 al 2000. In campo femminile, Messina è rappresentata dall'Handball Club Messana, che milita con la prima squadra in Serie A2.[210]
- Nella pallavolo, l'Akademia Messina milita in Serie A2. Vi sono poi diverse squadre che militano nei campionati di Serie C maschile come il Mondo Volley Messina (nato nel 2015) e Serie C femminile come il Messana Tremonti, il Messina Volley, il Team Volley Messina (ex Pallavolo Messina) e la Zanclon, squadra trampolino di lancio del palleggiatore Valerio Vermiglio.
- Nel rugby, il Messina Rugby milita in Serie B e disputa le gare casalinghe presso lo stadio Arturo Sciavicco.
- Nel calcio a 5, il Messina Futsal maschile milita in Serie A2, così come la squadra femminile, ASD Team Scaletta.
- Nell'Hockey in-line, la Kings Messina milita nella Serie C e disputa le gare casalinghe presso il PalaTenda CEP.[211]

### Maratona
Negli ultimi anni si è sviluppato un interesse crescente per le maratone al punto che ora sono presenti due importanti appuntamenti in città. La Messina Marathon che si disputa nella seconda metà di aprile che si disputa lungo il percorso della riviera nord; e la maratonina di mezzagosto che si disputa in notturna nel circuito ricavato nelle strade del centro.

### Ciclismo
Giro d'Italia
Messina è stata sede della cosiddetta "Grande Partenza" del Giro d'Italia nell'edizione del 1930, con il via ufficiale della corsa dato il 17 maggio dal viale Garibaldi alla volta di Catania, dove si concluse la prima tappa con la vittoria di Michele Mara. In totale, la città è stata sede di tappa della "Corsa Rosa" in quindici occasioni (cinque partenze e dieci arrivi).
Gli arrivi di tappa a Messina del Giro d'Italia sono stati i seguenti:
- 1930: (20 maggio): 3ª tappa, Palermo - Messina (257 km), vincitore Luigi Marchisio
- 1949: (22 maggio): 2ª tappa, Catania - Messina (263 km), vincitore Sergio Maggini
- 1976: (24 maggio): 4ª tappa, Cefalù - Messina (192 km), vincitore Francesco Moser
- 1982: (24 maggio): 10ª tappa, Cefalù - Messina (197 km), vincitore lo svizzero Urs Freuler
- 1989 (23 maggio): 3ª tappa, Villafranca Tirrena - Messina (cronometro a squadre, 32,5 km), vinta dalla Ceramiche Ariostea
- 1993 (28 maggio): 6ª tappa, Villafranca Tirrena - Messina (130 km), vinta da Guido Bontempi
- 1999 (17 maggio): 3ª tappa, Catania - Messina (176 km), vinta dall'olandese Jeroen Blijlevens
- 2017 (10 maggio): 5ª tappa Pedara - Messina (159 km), vinta dal colombiano Fernando Gaviria
- 2022 (11 maggio): 5ª tappa Catania - Messina (174 km), vinta dal francese Arnaud Démare

### Motori
L'ACI Messina organizzava annualmente il Rally Internazionale di Messina, valido per il campionato nazionale. La corsa automobilistica si snodava su percorsi interamente asfaltati, per un totale di oltre 500 km, su strade del comune e della città metropolitana.
Altre gare automobilistiche che si sono svolte nell'ambito comunale sono state lo slalom Kalonerò nella strada che sale al villaggio di San Placido Calonerò, e lo slalom dei Colli Sarrizzo che ricalca la storica Coppa San Rizzo (o Sarrizzo).
L'ultima gara di auto la "Ronde dei Peloritani" svolta fino al 2013, su un'unica "prova speciale", ripetuta più volte, era ricavata lungo le strade dei Colli Peloritani appunto, ma non ha avuto lo stesso successo dei rally organizzati negli ottanta e novanta.
Rimangono però gli appassionati che partecipano attivamente ai rally come equipaggi nelle gare che si svolgono in tutta la Sicilia. Sono rimaste come gare automobilistiche lo slalom di Salice dal 2017 e poi una sola prova speciale del Rally del Tirreno che parte sempre dalla frazione di Salice e percorrendo le strade dei colli San Rizzo giunge fino alla frazione di Gesso.

### Vela
A Messina vengono svolte diverse regate veliche più o meno importanti tra cui sono stati organizzati per esempio nel 1982 i campionati mondiali di windsurf. 
I circoli nautici messinesi, tra cui il Circolo Tennis e Vela Messina, Lega Navale Messina e la Motonautica Peloritana assicurano durante tutto l'anno delle basi d'appoggio per poter praticare lo sport della vela.

### Impianti sportivi
- Stadio Franco Scoglio "San Filippo", polo sportivo San Filippo, inaugurato nel 2004, capienza 38 722 posti
- Stadio comunale "Giovanni Celeste", inaugurato nel 1932, capienza 12 000 posti
- PalaRescifina (già PalaSanFilippo), polo sportivo San Filippo, inaugurato nel 2000, capienza 4 000 posti
- PalaTracuzzi, Roccaguelfonia (circonvallazione), inaugurato nel 1983, capienza 2 000 posti
- Palestra "Juvara", via Placida.[222]
- Centro Sportivo Universitario "Primo Nebiolo" (CUS Messina), c.da Conca d'Oro - Annunziata alta (il più grande del Meridione d'Italia)[223]:
  - PalaNebiolo, inaugurato nel 2001, capienza 1 000 posti[224]
  - Stadio "Primo Nebiolo" baseball inaugurato nel 1998, capienza 2 800 posti
- Piscina comunale e Campo di Atletica "Cappuccini", via Trapani, capienza 1 500 posti[225][226]
- Palestra comunale di Ritiro[227]
- Pista d'atletica e campo ex GIL "Salvatore Santamaria"[228]
- Piscina comunale "Graziella Campagna", viale S. Martino[229]
- PalaMili, Mili San Marco inaugurato nel 2005[230]
- Palazzetto di Gravitelli "Carmelo Russello", ultimato nel 2006[231]
- Palestra "Evemero", Ganzirri[232]